# 2021
2021 (MMXXI) là một năm thường bắt đầu vào Thứ sáu của lịch Gregory, năm thứ 2021 của Công nguyên hay của Anno Domini, the năm thứ 21  của thiên niên kỷ 3 and the thế kỷ 21, và năm thứ  2   của thập niên 2020. 
Liên Hợp Quốc đã tuyên bố năm 2021 là Năm Quốc tế về Hòa bình và Tin cậy, Năm Quốc tế về Kinh tế Sáng tạo vì Phát triển Bền vững, Năm Quốc tế về Trái cây và Rau quả, và Năm Quốc tế về Loại bỏ Lao động trẻ em.
Năm 2021 được tổ chức hầu hết các sự kiện lớn mà ban đầu được lên kế hoạch cho năm 2020, bao gồm Cuộc thi Bài hát Eurovision, UEFA Euro 2020, Thế vận hội Mùa hè 2020 và Hội chợ triển lãm 2020 đã chính thức trở lại sau 1 năm bị hoãn do ảnh hưởng của đại dịch COVID-19.

## Sự kiện

### Tháng 1
- 1 tháng 1:
  - Đại học Công nghệ Munster dự kiến khai trương tại Ireland.[6]
  - Đại dịch COVID-19 tại Hoa Kỳ: Số ca nhiễm COVID-19 đã vượt mốc 20 triệu ở Hoa Kỳ.
  - Khu vực thương mại tự do lục địa châu Phi có hiệu lực sau nhiều tháng do đại dịch Covid-19.[7]
  - Phiên bản toàn cầu của Adobe Flash Player không còn được sử dụng phổ biến.[8]
- 2 tháng 1:
  - Việt Nam xác nhận ca dương tính đầu tiên biến thể mới virus SARS-CoV-2 từ Anh.[9]
  - Một căn cứ quân sự của Nga tại vùng Tal al-Saman, tỉnh Ar-Raqqah, phía bắc Syria, đã bị tấn công, khiến nhiều người bị thương.
  - Ít nhất 100 dân thường bị sát hại và nhiều người khác bị thương trong các vụ tấn công khủng bố chạy xe máy nhắm vào hai ngôi làng ở miền tây Niger.
- 3 tháng 1:
  - Quốc hội Hoa Kỳ khóa 117 dự kiến sẽ triệu tập.
  - Tấn công khủng bố tại tỉnh Balochistan, Pakistan, 11 thợ mỏ bị sát hại.
  - Tấn công khủng bố khiến ít nhất 9 người thiệt mạng ở Syria.
- 4 tháng 1: Biên giới giữa Qatar và Ả Rập Xê Út mở cửa trở lại.[10]
- 5 tháng 1:
  - Đã có hai người Na Uy tử vong sau khi được tiêm vắc-xin ngừa COVID-19.[11]
  - Oman xác nhận ca dương tính đầu tiên biến thể mới virus SARS-CoV-2 từ Anh.
  - Tòa án Nhân dân Thành phố Hồ Chí Minh tuyên phạt bị cáo Phạm Chí Dũng 15 năm tù, phạt các bị cáo Nguyễn Tường Thụy và Lê Hữu Minh Tuấn 11 năm tù cùng về tội làm, tàng trữ, phát tán hoặc tuyên truyền thông tin, tài liệu, vật phẩm nhằm chống phá Nhà nước Việt Nam.
- 6 tháng 1:
  - Đảng Lao động Triều Tiên khai mạc Đại hội lần thứ VIII tại Bắc Triều Tiên.
  - Chứng nhận kết quả của Cử tri đoàn của cuộc bầu cử tổng thống Hoa Kỳ 2020, sẽ diễn ra trong một phiên họp chung của Quốc hội Hoa Kỳ khóa 117.
  - Bạo loạn tại Điện Capitol Hoa Kỳ 2021; 5 người thiệt mạng.[12]
- 8 tháng 1: Phú Quốc chính thức trở thành thành phố đảo đầu tiên của Việt Nam.
- 9 tháng 1:
  - Một sự cố lưới điện quốc gia đã khiến cả nước Pakistan mất điện vào buổi tối.
  - Một máy bay của hãng hàng không Sriwijaya Air mang số hiệu SJ182 đi từ Sân bay quốc tế Soekarno-Hatta đến Sân bay Supadio đã bị rơi xuống biển.
- 12 tháng 1: Đảng Lao động Triều Tiên bế mạc Đại hội lần thứ VIII tại Bắc Triều Tiên, ông Kim Jong-un được bầu giữ chức Tổng bí thư.
- 13 tháng 1:
  - Hạ viện Hoa Kỳ thông qua điều khoản luận tội Tổng thống Hoa Kỳ, Donald Trump. Trump trở thành tổng thống đầu tiên và là người giữ chức vụ liên bang đầu tiên bị luận tội hai lần.
  - Tại Lyon, Pháp, ca cấy ghép cả cánh tay và vai đầu tiên được thực hiện cho một bệnh nhân người Iceland tại Bệnh viện Édouard Herriot.[13]
- 14 tháng 1: Đại dịch COVID-19 tại Thụy Điển: Số ca tử vong COVID-19 đã vượt mốc 10 000 ở Thụy Điển.
- 15 tháng 1: Động đất mạnh ở Indonesia, ít nhất 34 người thiệt mạng, hơn 600 người bị thương.
- 16 tháng 1: Đảng Nhân dân Cách mạng Lào bế mạc hội nghị lần thứ XI.
- 20 tháng 1: Joe Biden tuyên thệ nhậm chức Tổng thống Hoa Kỳ thứ 46.[14]
- 21 tháng 1: Ít nhất 13 người thiệt mạng trong hai vụ đánh bom liều chết tại thủ đô Baghdad, Iraq.
- 23 tháng 1: Đảng Xã hội Dân chủ dự kiến sẽ triệu tập Đại hội Đặc biệt lần thứ 8 tại Montenegro, Đại hội đầu tiên sau khi Đảng này mất quyền lực, sau khi cầm quyền đất nước trong 30 năm.
- 25 tháng 1: Đảng Cộng sản Việt Nam họp phiên trù bị.
- 26 tháng 1: Đảng Cộng sản Việt Nam khai mạc Đại hội lần thứ XIII .
- 31 tháng 1: Lễ trao giải Grammy lần thứ 63 dự kiến được tổ chức tại Hoa Kỳ.[15]

### Tháng 2
- 1 tháng 2
  - Đảo chính Myanmar 2021 khiến Aung San Suu Kyi phải từ chức và khôi phục quyền lực cho quân đội gây ra biểu tình Myanmar 2021.
  - Kosovo chính thức thiết lập quan hệ ngoại giao với Israel và thông báo kế hoạch mở đại sứ quán tại Jerusalem.
  - Đại dịch COVID-19: Số lượng người tiêm vắc-xin vượt mốc 100 triệu.
  - Đảng Cộng sản Việt Nam bế mạc Đại hội lần thứ XIII, ông Nguyễn Phú Trọng được bầu tái cử chức Tổng bí thư.
- 3 tháng 2: Canada là quốc gia đầu tiên tuyên bố Proud Boys là một tổ chức khủng bố.
- 4 – 11 tháng 2: Giải vô địch bóng đá thế giới các câu lạc bộ 2020 tổ chức tại Qatar, câu lạc bộ bóng đá Bayern Munich lần thứ 2 giành chức vô địch.
- 4 tháng 2: Tổng thống Hoa Kỳ Joe Biden cho biết nước này sẽ ngưng cung cấp vũ khí cho Ả Rập Xê Út và Các Tiểu vương quốc Ả Rập Thống nhất, sử dụng cho Nội chiến Yemen.
- 7 tháng 2
  - Super Bowl LV được tổ chức tại Sân vận động Raymond James ở Tampa, Florida.
  - Đại dịch COVID-19 tại Việt Nam: Số ca nhiễm COVID-19 đã vượt mốc 2000 tại Việt Nam.
- 9 tháng 2
  - Đại dịch COVID-19: Một cuộc điều tra chung của WHO và Trung Quốc về nguồn gốc bùng dịch, kết thúc. Các nhà điều tra cho rằng một vụ rò rỉ trong phòng thí nghiệm Vũ Hán là "rất khó xảy ra", và cho rằng nhiều khả năng dịch có nguồn gốc từ dơi.
  - Tàu vũ trụ Hope của UAE trở thành tàu vũ trụ đầu tiên của Ả Rập tiến vào quỹ đạo Sao Hỏa thành công.
- 11 tháng 2: Loạt phim hoạt hình Thỏ bảy màu lần đầu tiên lên sóng trên YouTube.
- 13–17 tháng 2: Một cơn bão mùa đông khiến 70 người chết và hơn 9,7 triệu người Mỹ mất điện.
- 28 tháng 2: Lễ trao giải Quả cầu vàng lần thứ 78 được tổ chức tại Hoa Kỳ.

### Tháng 3
- 5 tháng 3: Moldova trở thành quốc gia đầu tiên ở châu Âu nhận được vắc-xin COVAX để điều trị COVID-19.
- 6 tháng 3: Giáo hoàng Phanxicô gặp Grand Ayatollah Ali al-Sistani tại Najaf, Iraq. Đây là cuộc gặp gỡ đầu tiên giữa một Giáo hoàng và một ayatollah vĩ đại.
- 7 tháng 3: Thụy Sĩ trở thành quốc gia thứ bảy cấm mặc burqa nơi công cộng, sau Áo, Đan Mạch, Pháp, Bỉ, Latvia, và Bulgaria.
- 8 tháng 3: Đại dịch COVID-19: số lượng người tiêm chủng vượt mốc 300 triệu trên toàn cầu.
- 9 tháng 3: Phần Lan phát triển vaccine ngừa COVID-19 dạng xịt mũi.[16]
- 11 tháng 3:
  - 30 học sinh và một số nhân viên bị bắt cóc bởi các tay súng không rõ danh tính tại một trường đại học của bang Kaduna, Nigeria. Đây là vụ bắt cóc hàng loạt thứ tư tại nước này kể từ tháng 12 năm 2020.
  - Campuchia ghi nhận ca tử vong COVID-19 đầu tiên.
- 17 tháng 3: Cuộc Tổng tuyển cử Hạ viện của Hà Lan diễn ra.
- 18 tháng 3: Đại dịch COVID-19: số lượng người tiêm chủng vượt mốc 400 triệu trên toàn cầu.
- 20 tháng 3: Tổng thống Thổ Nhĩ Kỳ Recep Tayyip Erdoğan tuyên bố nước này rút khỏi Công ước Istanbul thông qua sắc lệnh tổng thống được công bố trên công báo chính thức của chính phủ. Thổ Nhĩ Kỳ trở thành quốc gia đầu tiên rút khỏi công ước này.
- 23 tháng 3:
  - Cuộc Tổng tuyển cử Irsael diễn ra, là cuộc bầu cử Knesset lần thứ tư trong vòng hai năm qua.
  - Ever Given, một trong những con tàu container lớn nhất thế giới, bị mắc cạn gây tắc nghẽn nghiêm trọng Kênh đào Suez. Hậu quả là các chuyến tàu đi qua kênh này đều bị mắc kẹt, dẫn đến sự gián đoạn đáng kể nền thương mại quốc tế. Con tàu sau đó được giải cứu thành công vào ngày 29 tháng 3, sau sáu ngày bị kẹt.
- 25 tháng 3: Đại dịch COVID-19: số lượng người tiêm chủng vượt mốc 500 triệu trên toàn cầu.
- 27 tháng 3: Chung kết Hoa hậu Hòa bình Quốc tế 2020 tổ chức tại Thái Lan, Abena Appiah giành chiến thắng trong cuộc thi này.
- 31 tháng 3: Vương Đình Huệ tuyên thệ nhậm chức Chủ tịch Quốc hội Việt Nam.

### Tháng 4
- 22 tháng 4
  - Ít nhất 51 người thiệt mạng trong một vụ tàu hoả trật bánh tại Đài Loan sau khi một chiếc xe tải lao vào đường ray.
  - Nga cảnh báo NATO không nên cử bất cứ lực lượng quân đội nào đến Ukraina, trong bối cảnh những thông tin về một lượng lớn quân đội Nga tăng cường bảo vệ biên giới nước này.
- 4 tháng 4: Cuộc bầu cử quốc hội Bulgaria 2021 diễn ra.
- 5 tháng 4
  - Nguyễn Xuân Phúc tuyên thệ nhậm chức Chủ tịch nước Việt Nam.
  - Phạm Minh Chính tuyên thệ nhậm chức Thủ tướng Việt Nam.
- 11 tháng 4
  - Perú tổ chức Tổng tuyển cử.
  - Iran cáo buộc Israel về "vũ khí hạt nhân" và đe doạ sẽ trả thù, sau khi một vụ nổ lớn xảy ra đã phá hủy hệ thống điện bên trong nhà máy uranium Natanz.
  - Vụ giết Daunte Wright xảy ra.
- 13 tháng 4: Chính phủ Nhật Bản cuối cùng đã khẳng định việc đổ nước phóng xạ của Nhà máy điện hạt nhân Fukushima Daiichii ra Thái Bình Dương suốt 30 năm qua. Điều này gây nguy hại đến ngành thủy sản Nhật Bản, Hàn Quốc và Trung Quốc.
- 15 tháng 4: Các nhà khoa học cho biết họ đã thành công trong việc đưa tế bào gốc của người vào phôi của khỉ, tạo ra phôi chimera.
- 17 tháng 4: Đại dịch COVID-19: số ca tử vong vượt mốc 3 triệu trên toàn cầu.
- 18 tháng 4: Cuộc bầu cử Thành phố Phần Lan năm 2021 được tổ chức tại Phần Lan.
- 19 tháng 4
  - Máy bay trực thăng Ingenuity của NASA, lần đầu tiên bay bằng năng lượng trên một hành tinh khác.
  - Raúl Castro từ chức Bí thư thứ nhất Đảng Cộng sản Cuba, chấm dứt 62 năm cầm quyền của anh em nhà Castro ở Cuba.[17]
- 20 tháng 4: Idriss Déby, Tổng thống Chad, bị sát hại trong vụ đụng độ với lực lượng nổi dậy sau 30 năm cầm quyền. Hiến pháp bị đình chỉ và một Hội đồng quân sự được thành lập sẽ lên nắm quyền trong vòng 18 tháng.
- 21 tháng 4: Đại dịch COVID-19 tại Ấn Độ: Ấn Độ trở thành nước thứ hai có số ca mắc cao nhất thế giới, khi 315.000 ca nhiễm được báo cáo trong vòng 24 giờ, cao nhất trong một ngày từng được ghi nhận ở mọi nơi trên toàn cầu.
- 22 tháng 4: Các nhà lãnh đạo thế giới kỷ niệm Ngày Trái Đất qua việc tổ chức hội nghị thượng đỉnh trực tuyến về biến đổi khí hậu, bao gồm đặt ra mục tiêu cao hơn về giảm phát thải khí nhà kính, dự kiến sẽ giảm tối đa 50% đối với Hoa Kỳ vào năm 2030.
- 24 tháng 4
  - Sau nhiều cuộc tìm kiếm và cứu hộ quốc tế, Hải quân Indonesia loan tin về vụ chìm tàu KRI ''Nanggala'' với 53 thành viên thủy thủ đoàn, là vụ chìm tàu ngầm với số người tử vong lớn nhất từng được ghi nhận kể từ năm 2003.
  - Đại dịch COVID-19: Số ca được tiêm vắc xin trên toàn cầu đạt 1 tỷ người. Một nửa trong số này chỉ được tiêm ở ba quốc gia.
- 25 tháng 4: Albania tổ chức bầu cử quốc hội.
- 27 tháng 4: Bộ Y tế (Việt Nam) công bố làn sóng dịch COVID-19 lần thứ 4.
- 28 tháng 4: Liên minh châu Âu thông qua Hiệp định Thương mại và Hợp tác Anh–EU, điều chỉnh lại mối quan hệ giữa EU và Vương quốc Liên hiệp Anh sau sự kiện Brexit.
- 29 tháng 4: Đại dịch COVID-19: số ca mắc Covid-19 vượt mốc 150 triệu người trên toàn cầu.
- 30 tháng 4: Một vụ giẫm đạp khiến ít nhất 45 người chết và hàng chục người khác bị thương trong lễ tưởng niệm Lag BaOmer ở Mount Meron, Israel.

### Tháng 5
- 1 tháng 5 – 15 tháng 8: Tổ chức Taliban và đồng minh tổ chức các cuộc tấn công vào Chính phủ Afganistan và đồng minh.
- 2 tháng 5: Nhiệm vụ SpaceX Crew-1 kết thúc, đưa 4 phi hành đoàn Expedition 64 và 65 trở về Trái Đất từ Trạm Vũ trụ Quốc tế trên tàu Crew Dragon Resilience.
- 3 tháng 5: Một đoạn tàu điện ngầm thành phố México đoạn trên cao bị sập khiến ít nhất 25 người chết và hơn 70 người khác bị thương. Đây là sự cố tàu điện ngầm gây chết người nhất trong vòng 50 năm qua.
- 5 tháng 5:
  - SpaceX lần đầu tiên bay, hạ cánh và thu hồi thành công một nguyên mẫu Starship, sau bốn lần thử nghiệm thất bại trước đó.
  - Nhà nước Hồi giáo Iraq và Levant đã tấn công khu vực khai thác dầu mỏ ở tỉnh Kirkuk, miền Bắc Iraq, gây nổ hai giếng dầu và làm hai nhân viên an ninh thiệt mạng.
- 9 tháng 5:
  - Tấn công khủng bố ở Pakistan khiến 8 binh sĩ thiệt mạng.
  - Lào ghi nhận ca tử vong COVID-19 đầu tiên.
- 11 tháng 5: Khủng hoảng Israel-Palestine 2021: Israel không kích Dải Gaza bằng tên lửa rocket và xe tăng Hamas. Nguyên nhân do Israel bắt đầu di dời người Palestin ở khu Sheikh Jarrah, Đông Jerusalem.
- 15 tháng 5: Việt Nam ghi nhận ca tử vong COVID-19 đầu tiên trong năm 2021.
- 16 tháng 5:
  - Hàng chục nghìn người biểu tình ở Pháp phản đối Israel, ủng hộ Palestine.
  - Chung kết Hoa hậu Hoàn vũ 2020 tổ chức tại Hoa Kỳ, Andrea Meza giành chiến thắng trong cuộc thi này.
- 18–22 tháng 5: Cuộc thi Eurovision Song 2021 dự kiến được tổ chức tại Rotterdam, Hà Lan sau khi cuộc thi năm 2020 bị hủy bỏ do đại dịch COVID-19.[18][19]
- 19 tháng 5: Cháy rừng ở Hy Lạp, hàng chục hộ dân phải sơ tán.
- 23 tháng 5: Việt Nam tổ chức bầu cử Đại biểu Quốc hội khoá XV và Đại biểu Hội đồng Nhân dân các cấp nhiệm kỳ 2021–2026.
- 26 – 27 tháng 5: Nguyệt thực toàn phần ngắn thứ hai trong thế kỷ 21 sẽ xảy ra, chỉ kéo dài 14 phút 30 giây.[20]

### Tháng 6
- 8 tháng 6: Hiệp hội Địa lý Quốc gia Hoa Kỳ chính thức công nhận đại dương thứ năm trên thế giới có tên là Nam Đại Dương.
- 10 tháng 6: Nhật thực hình khuyên.[21]
- 11 tháng 6 – 11 tháng 7: Giải vô địch bóng đá châu Âu 2020 tổ chức tại 11 thành phố thuộc các nước thành viên UEFA, đội tuyển bóng đá quốc gia Ý lần thứ 2 giành chức vô địch.
- 12 – 15 tháng 6: E3 2021 tổ chức tại Hoa Kỳ và là lần tổ chức cuối cùng.
- 12 tháng 6: Đại dịch COVID-19 tại Việt Nam: Số ca mắc vượt quá 10 000 ca tại Việt Nam.[22]
- 13 tháng 6 – 10 tháng 7: Cúp bóng đá Nam Mỹ 2021 tổ chức tại Brasil, đội tuyển bóng đá quốc gia Argentina lần thứ 15 giành chức vô địch.
- 17 tháng 6: Số ca tử vong COVID-19 vượt mốc 4 triệu.
- 18 tháng 6: Israel dự kiến tổ chức bầu cử tổng thống.

### Tháng 7
- 3 – 7 tháng 8: Ban nhạc Sư tử Anh và Ailen bắt đầu chuyến lưu diễn đến Nam Phi.
- 7 tháng 7: Vụ ám sát Jovenel Moïse
- 8 tháng 7: Quyết định hoãn Đại hội Thể thao Đông Nam Á 2021 đến năm 2022 do đại dịch COVID-19 tại Việt Nam.[23]
- 12 tháng 7:
  - Cháy thảm khốc bệnh viện Covid-19 tại Iraq, 44 người thiệt mạng. Hàng loạt lãnh đạo trong bệnh viện bị bắt giữ.
  - Số ca mắc COVID-19 tại Việt Nam vượt mốc 40 000 ca.
- 14 tháng 7: Nổ xe buýt ở Pakistan, 9 người Trung Quốc thiệt mạng[24]
- 16 tháng 7: Trang web của Bộ Quốc phòng Nga bị tin tặc tấn công.[25]
- 18 tháng 7: Số ca mắc COVID-19 tại Việt Nam vượt mốc 50 000 ca.[26]
- 22 tháng 7: Số ca mắc COVID-19 tại Indonesia vượt mốc 3 triệu.[27]
- 23 tháng 7 – 8 tháng 8: Thế vận hội Mùa hè 2020 tổ chức tại Tokyo, Nhật Bản.[28]
- 23 tháng 7: Số ca mắc COVID-19 tại Pakistan vượt mốc 1 triệu.[29]
- 24 tháng 7:
  - Số ca mắc COVID-19 tại Việt Nam vượt mốc 90 000 ca.[30]
  - Số ca mắc COVID-19 tại Châu Á vượt mốc 60 triệu ca.[31]
- 26 tháng 7: Số ca mắc COVID-19 tại Việt Nam vượt mốc 100 000 ca kể từ đầu dịch.[32]
- 29 tháng 7: Google bị kiện ở Vương quốc Anh vì thu phí quá mức hàng triệu người dùng.[33]
- 30 tháng 7:
  - Monsanto bị tòa xử phải bồi thường 185 triệu USD vì hợp chất độc hại trong đèn huỳnh quang.[34][35]
  - Đánh bom nhằm vào xe buýt chở cầu thủ tại Somalia làm nhiều người thương vong.[36]
- 31 tháng 7:
  - Microsoft chính thức dừng hoạt động Skype for Business Online[37]
  - Ủy ban bảo vệ dữ liệu quốc gia Luxembourg (CNPD) đã phạt Amazon gần 800 triệu euro vì vi phạm bảo mật dữ liệu.[38]
  - Hàng trăm người xuống đường biểu tình ở Slovakia để phản đối luật tiêm chủng.[39]

### Tháng 8
- 1 tháng 8:
  - Số ca mắc COVID-19 tại Việt Nam vượt mốc 150.000 ca kể từ đầu dịch.
- 3 tháng 8: Tân Tổng thống Iran Ebrahim Raisi tuyên thệ nhậm chức.[40]
- 6 tháng 8: Indonesia đã chấm dứt kiểm tra trinh tiết các nữ tân binh vì nhận nhiều chỉ trích là phi khoa học và phân biệt đối xử.[41]
- 7 tháng 8: Số ca mắc COVID-19 tại Việt Nam vượt mốc 200.000 ca kể từ đầu dịch.[42]
- 14 tháng 8: Vụ nổ xe chở nhiên liệu ở Akkar, miền bắc Liban làm 20 người thiệt mạng.[43]
- 15 tháng 8:
  - Số ca mắc COVID-19 tại Bồ Đào Nha vượt mốc 1 triệu ca kể từ đầu dịch.[44]
  - Tổ chức Taliban tiến vào thủ đô Kabul, Afganistan. Tổng thống Afghanistan Ashraf Ghani tuyên bố từ chức và rời sang Tajikistan.
- 16 tháng 8:
  - Hàng loạt quốc gia gấp rút sơ tán người khỏi Afghanistan.[45]
  - Thủ tướng Malaysia Muhyiddin Yassin tuyên bố từ chức.
- 17 tháng 8: Dominica ghi nhận ca tử vong COVID-19 đầu tiên kể từ đầu dịch.[46]
- 19 – 29 tháng 8: Giải vô địch bóng đá bãi biển thế giới 2021 tổ chức tại Nga, đội tuyển bóng đá bãi biển quốc gia Nga lần thứ 3 giành chức vô địch.
- 21 tháng 8: Chung kết Hoa hậu Siêu quốc gia 2021 tổ chức tại Ba Lan, Chanique Rabe giành chiến thắng trong cuộc thi này.
- 22 tháng 8: Chung kết Nam vương Siêu quốc gia 2021 tổ chức tại Ba Lan, Varo Vargas giành chiến thắng trong cuộc thi này.
- 23 tháng 8: Chương trình đào tạo ngành Kĩ nghệ Phần mềm của Trường Đại học Duy Tân đạt chuẩn Kiểm định ABET.
- 24 tháng 8 – 5 tháng 9: Thế vận hội Người khuyết tật Mùa hè 2020 tổ chức tại Tokyo, Nhật Bản
- 26 tháng 8: Hàng loạt vụ nổ kho đạn của Bộ Quốc phòng tại tỉnh Jambyl, Kazakhstan làm 9 người thiệt mạng.[47]
- 27 tháng 8:
  - Số ca mắc COVID-19 tại Việt Nam vượt mốc 400.000 ca kể từ đầu dịch.
  - Số ca tử vong COVID-19 tại Việt Nam vượt mốc 10.000 ca kể từ đầu dịch.
- 28 tháng 8: Việt Nam ghi nhận ca COVID-19 vẫn ở mức '5 con số'.

### Tháng 9
- 1 tháng 9: Singapore có kế hoạch cấm buôn bán ngà vào ngày này.
- 5 tháng 9: Hồng Kông ở Trung Quốc dự kiến tổ chức một cuộc bầu cử Hội đồng Lập pháp.
- 12 tháng 9 – 3 tháng 10: Giải vô địch bóng đá trong nhà thế giới 2021 tổ chức tại Litva, đội tuyển bóng đá trong nhà quốc gia Bồ Đào Nha lần đầu tiên giành chức vô địch.
- 13 tháng 9: Na Uy lên kế hoạch cho một cuộc bầu cử quốc hội. Tất cả các ghế ở Norwegian Storting sẽ được đưa ra bầu cử.
- 27 tháng 9: Google tuyên bố sẽ không cho phép đăng nhập trên các phiên bản Android 2.3.7 trở xuống.[48]

### Tháng 10

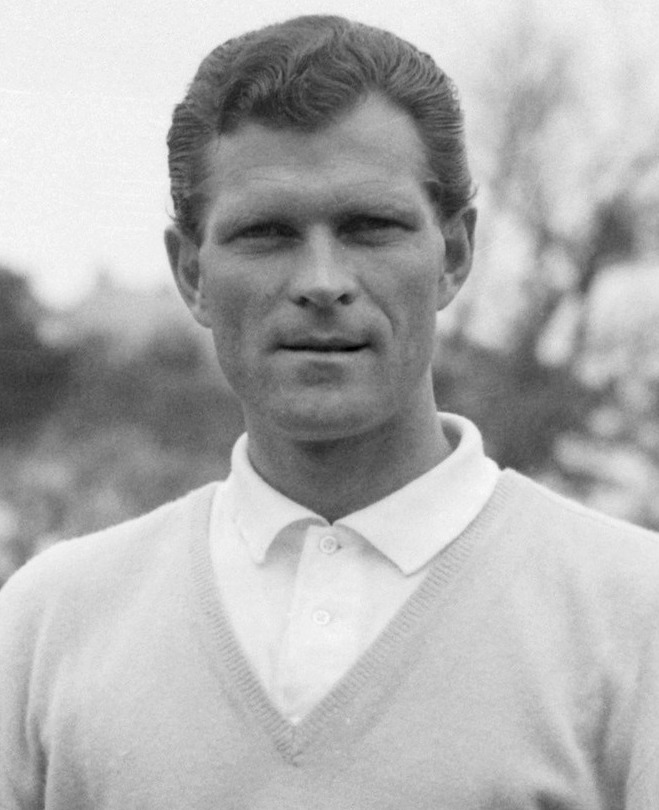
Budge Patty

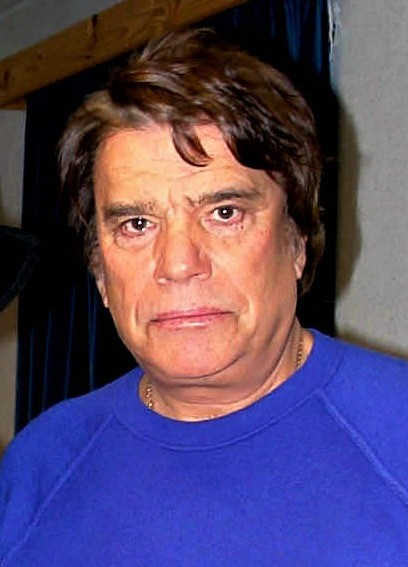
Bernard Tapie

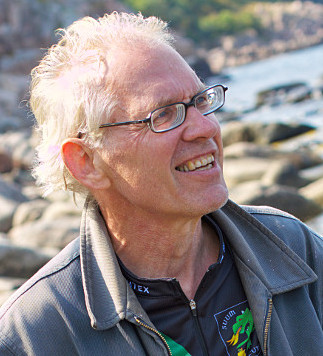
Lars Vilks

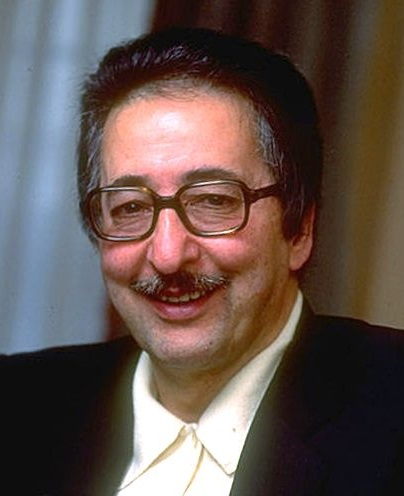
Abolhassan Banisadr

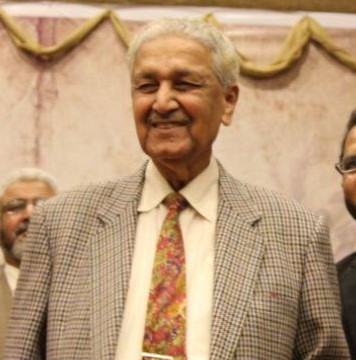
Abdul Qadeer Khan

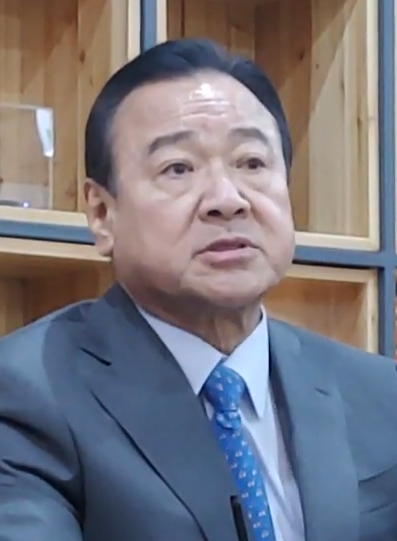
Lee Wan-koo

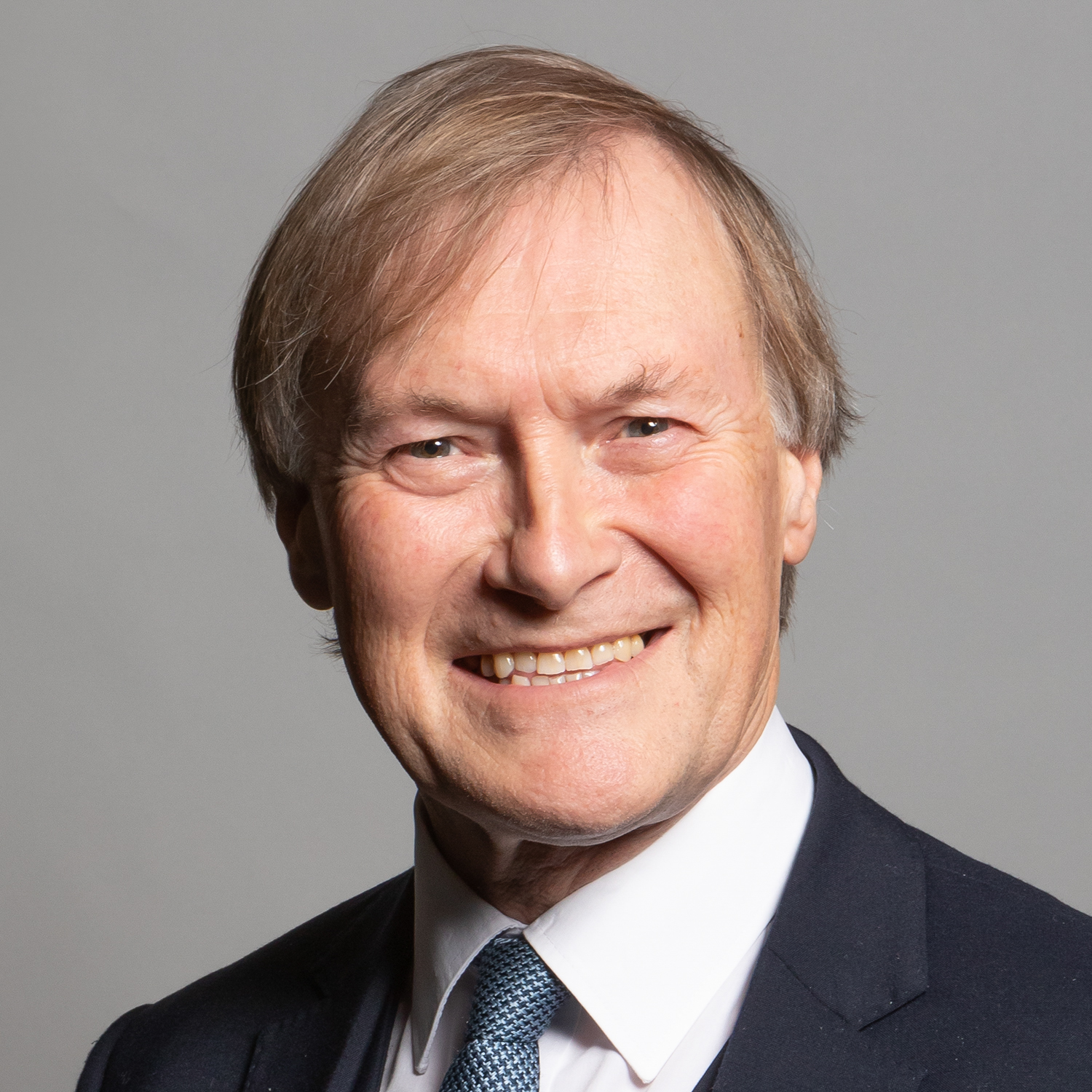
Sir David Amess

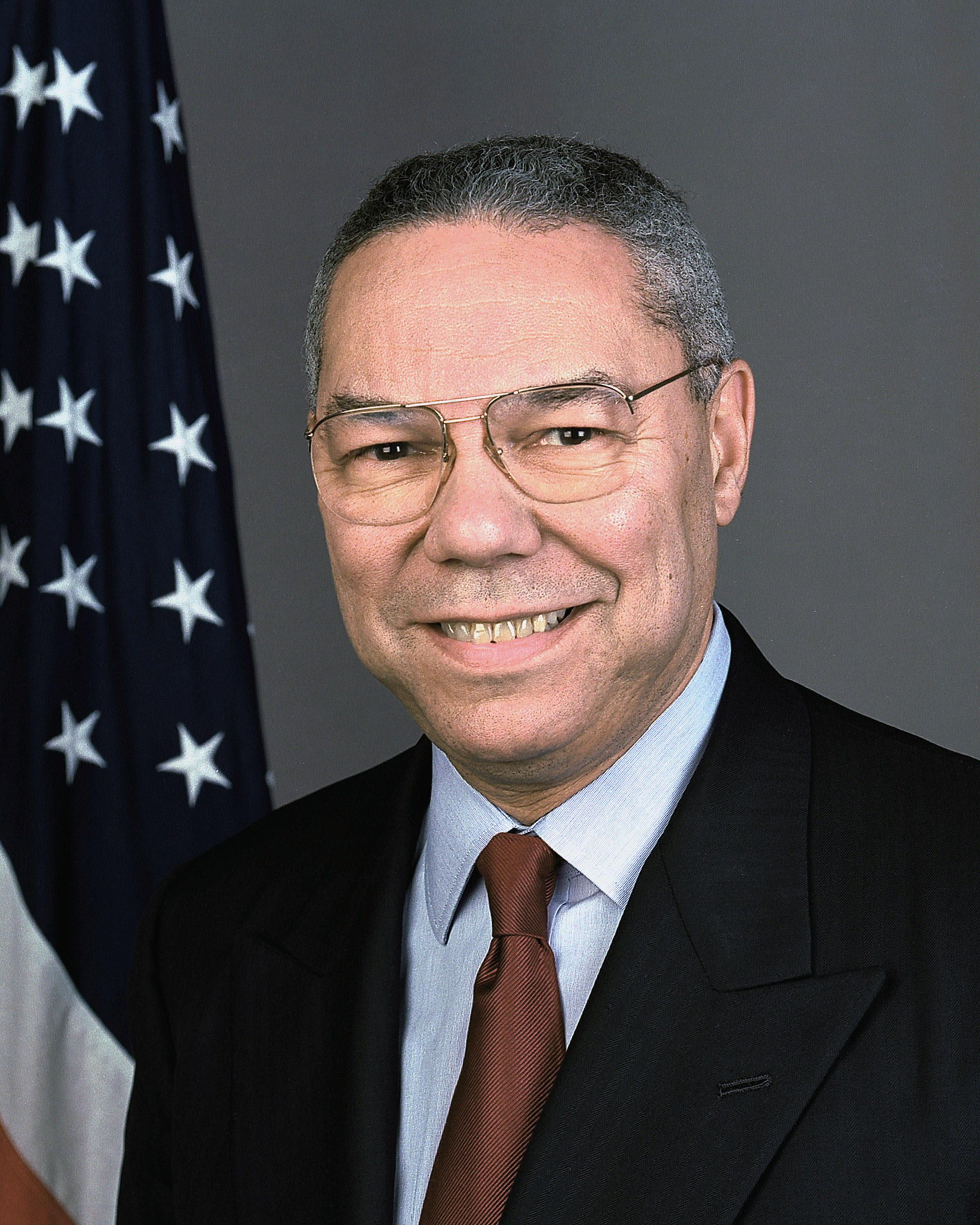
Colin Powell

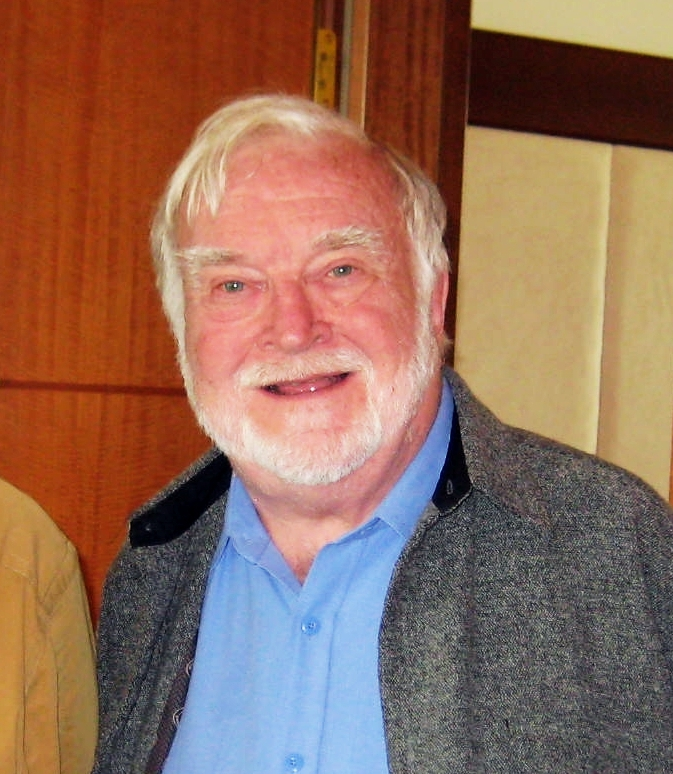
Mihaly Csikszentmihalyi

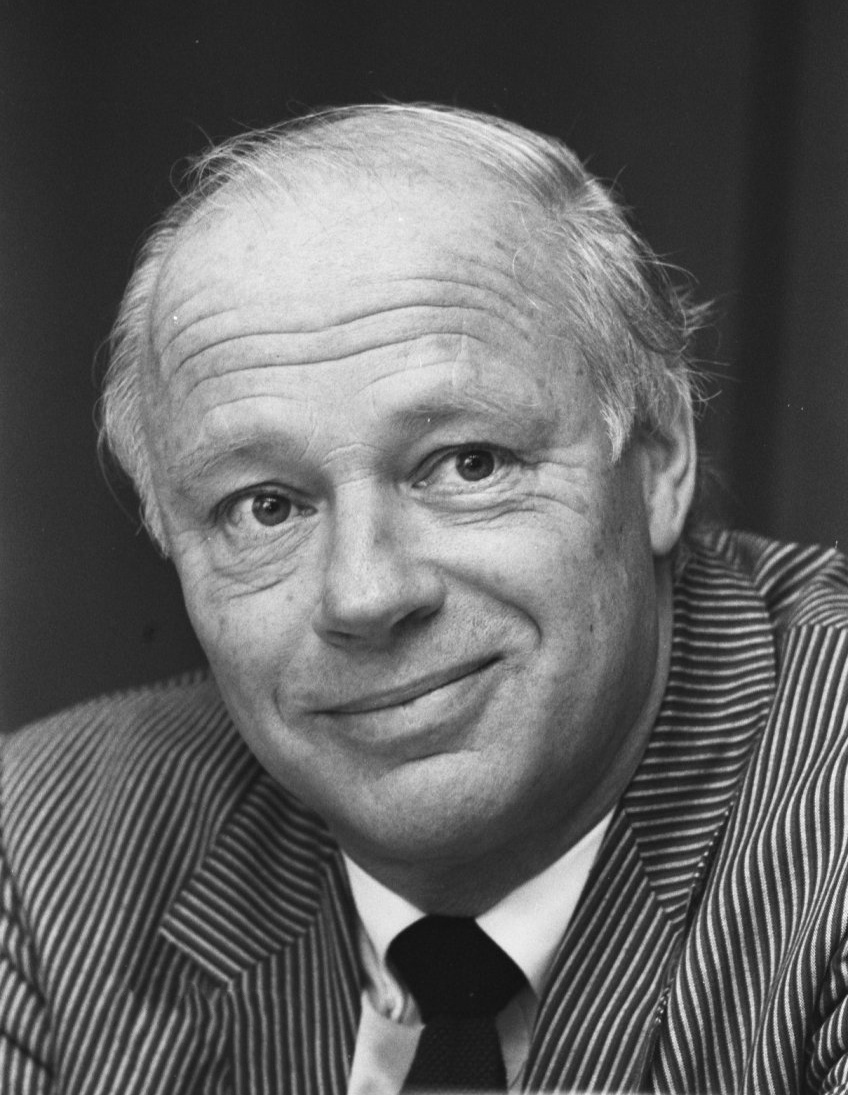
Bernard Haitink

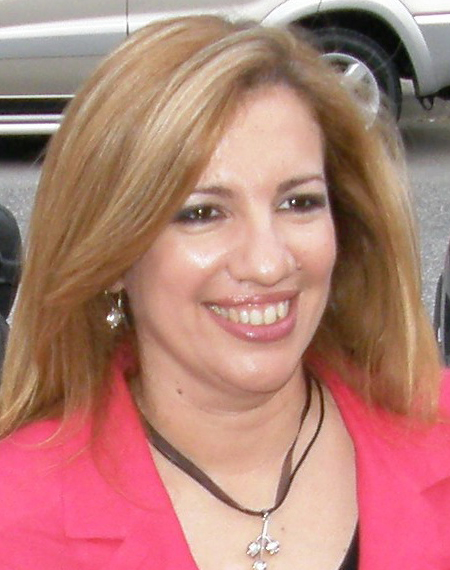
Fofi Gennimata

- 1 tháng 10:
  - Triển lãm Thế giới 2020 dự kiến sẽ diễn ra. Nó được dời lại từ ngày 20 tháng 10 năm 2020 do đại dịch COVID-19.[49]
  - Disney ngừng cung cấp 14 kênh truyền hình tại Đông Nam Á và Hồng Kông, Trung Quốc
- 1 tháng 10 – 31 tháng 10: Liên bang Nga có kế hoạch tổ chức một cuộc điều tra dân số trên toàn quốc.
- 4 tháng 10:
  - Facebook, Messenger, Instagram và WhatsApps gặp sự cố trên toàn cầu hơn 6 tiếng đồng hồ.
  - Kishida Fumio trở thành Thủ tướng Nhật Bản thứ 100
- 5 tháng 10: Microsoft chính thức phát hành phiên bản Windows 11.[50]
- 22 tháng 10: Ít nhất 16 người thiệt mạng trong vụ cháy nhà máy thuốc nổ tại Ryazan, Nga[51]
- 23 tháng 10 – 27 tháng 11: Giải vô địch bóng bầu dục thế giới 2021 tổ chức tại Anh.[52]
- 24 tháng 10:
  - Đức dự kiến sẽ tổ chức cuộc bầu cử liên bang cho Hạ viện không muộn hơn ngày này.
  - Bầu cử tổng thống Uzbekistan năm 2021.
- 25 tháng 10: Quân đội Sudan phát động một cuộc đảo chính chống lại chính phủ. Thủ tướng Abdalla Hamdok bị quản thúc tại gia. Tổng thống Abdel Fattah al-Burhan ban bố tình trạng khẩn cấp và tuyên bố giải tán chính phủ.
- 29 tháng 10: Tonga xác nhận ca dương tính COVID-19 đầu tiên kể từ đầu dịch.[53]
- 31 tháng 10:
  - NASA, Cơ quan Vũ trụ Châu Âu, Cơ quan Vũ trụ Canada và Viện Khoa học quản lý Kính viễn vọng Không gian có kế hoạch phóng Kính viễn vọng Không gian James Webb, kính viễn vọng kế nhiệm của Kính viễn vọng Không gian Hubble.
  - Nhật Bản tổ chức tổng tuyển cử Hạ viện.

### Tháng 11
- Tháng 11: Dự kiến phóng sứ mệnh Artemis 1 của NASA lên Mặt trăng, chuyến bay tích hợp đầu tiên của tên lửa Orion MPCV và Hệ thống phóng không gian (SLS) của cơ quan này.[54]
- 1 tháng 11 – 12 tháng 11: Hội nghị về Biến đổi khí hậu của Liên hợp quốc năm 2021 dự kiến diễn ra tại Glasgow, Scotland, Vương quốc Anh. Nó đã được lên lịch lại từ ngày 9 tháng 11 năm 2020 do đại dịch COVID-19.
- 3 tháng 11: Yahoo chính thức rút khỏi thị trường Trung Quốc.[55]
- 4 tháng 11: Cao Bằng là tỉnh thành cuối cùng của Việt Nam đã xác nhận có ca mắc COVID-19.[56]
- 5 tháng 11:
  - Ít nhất 8 người thiệt mạng và nhiều người bị thương trong một vụ giẫm đạp tại lễ hội âm nhạc Astroworld ở Houston, Mỹ.
  - Tai nạn máy bay Beechcraft King Air tại Piedade de Caratinga: Một chiếc Beechcraft King Air đang chuẩn bị hạ cánh xuống Sân bay Ubaporanga ở Piedade de Caratinga, gần Caratinga, Brazil, đã bị rơi cách đường băng 4 km, khiến cả năm người trên máy bay thiệt mạng,[57] bao gồm cả ca sĩ kiêm nhạc sĩ Marília Mendonça.[58][59]
- 10 tháng 11: Thủ tướng Thụy Điển Stefan Löfven từ chức.
- 11 tháng 11: Số ca mắc COVID-19 tại Việt Nam vượt mốc 1 triệu kể từ đầu dịch.
- 21 tháng 11: Chung kết Hoa hậu Trái Đất 2021 tổ chức dưới hình thức trực tuyến, Destiny Wagner giành chiến thắng trong cuộc thi này.
- 30 tháng 11 – 18 tháng 12: Cúp bóng đá các quốc gia Ả Rập 2021 tổ chức tại Qatar, đội tuyển bóng đá quốc gia Algérie lần đầu tiên giành chức vô địch.

### Tháng 12
- 4 tháng 12:
  - Nhật thực toàn phần.[60]
  - Chung kết Hoa hậu Hòa bình Quốc tế 2021 tổ chức tại Thái Lan, Nguyễn Thúc Thùy Tiên giành chiến thắng trong cuộc thi này.
- 5 tháng 12 năm 2021 – 1 tháng 1 năm 2022: Giải vô địch bóng đá Đông Nam Á 2020 tổ chức tại Singapore, đội tuyển bóng đá quốc gia Thái Lan lần thứ 6 giành chức vô địch.
- 13 tháng 12: Chung kết Hoa hậu Hoàn vũ 2021 tổ chức tại Israel, Harnaaz Sandhu giành chiến thắng trong cuộc thi này.
- 20 tháng 12: Chung kết Hoa hậu Du lịch Quốc tế 2021 tổ chức tại Malaysia, Jessy Silana Wongsodiharjo giành chiến thắng trong cuộc thi này.
- 24 tháng 12: Bầu cử tổng thống và quốc hội Libya sẽ diễn ra vào ngày này.[61]
- 25 tháng 12: Kính thiên văn Không gian James Webb được phóng vào không gian.
- 26 tháng 12: Palestine ghi nhận ca nhiễm Biến thể Omicron SARS-CoV-2 đầu tiên tại dải Gaza[62]
- 27 tháng 12: Úc ghi nhận ca tử vong Biến thể Omicron SARS-CoV-2 đầu tiên.
- 28 tháng 12: Việt Nam ghi nhận ca nhiễm Biến thể Omicron SARS-CoV-2 đầu tiên.
- 29 tháng 12:
  - Một vụ ẩu đả giữa các nghị sĩ Jordan xảy ra trong phiên tranh luận về việc cải cách hiến pháp, vụ việc khiến một nghị sĩ bị thương và cuộc họp bị hoãn đến ngày hôm sau.
  - Dịch cúm gia cầm H5N1 bùng phát tại Séc và Slovenia[63]

## Sinh

### Tháng 2
- 9 tháng 2 - August Brooksbank, con trai của Vương tôn nữ Eugenie và Jack Brooksbank.
- 25 tháng 2 - Công chúa Salote Mafile'o Pilolevu của Vương quốc Tonga, là người thứ năm trong danh sách kế vị ngai vàng.

### Tháng 6
- 4 tháng 6 - Lilibet Mountbatten-Windsor, con gái của Vương tử Harry, Công tước xứ Sussex và Meghan Markle.

## Mất

### Tháng 1

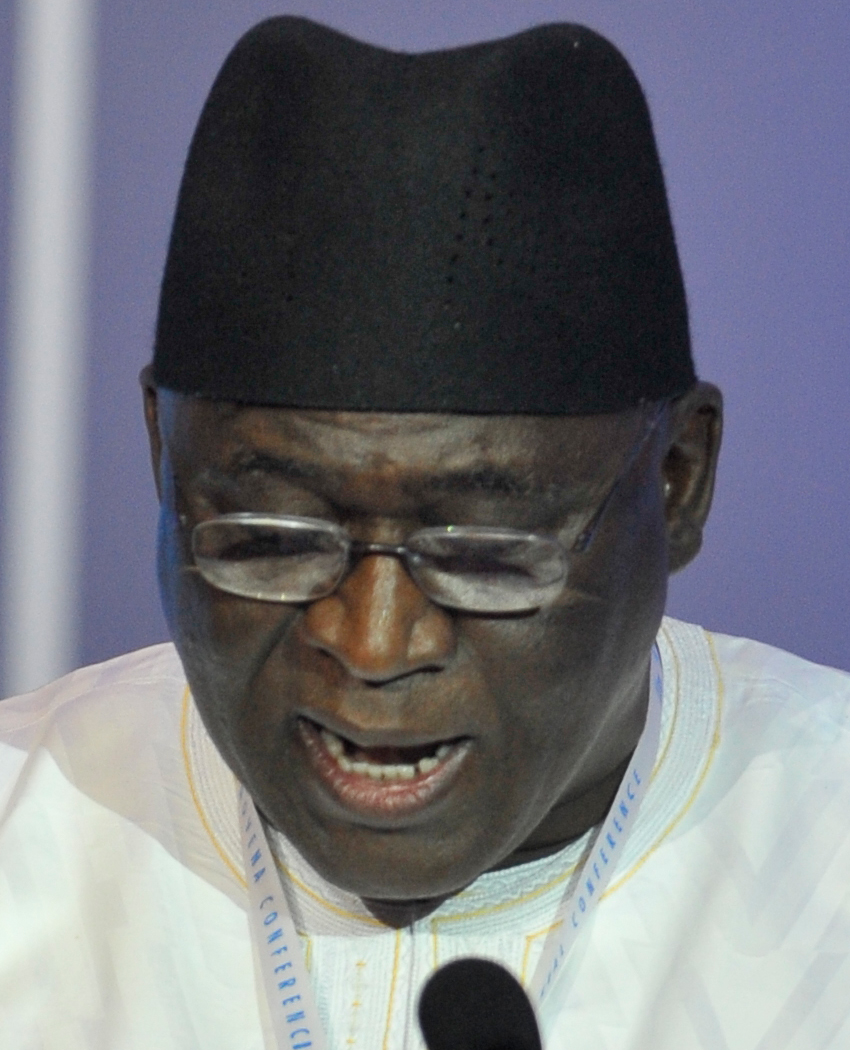
Modibo Keita

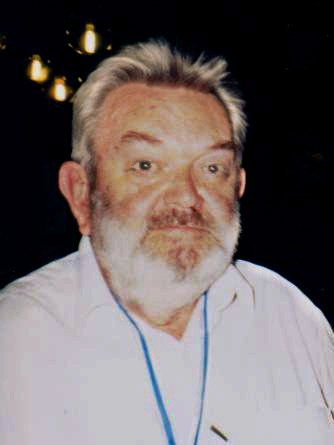
Martinus J. G. Veltman

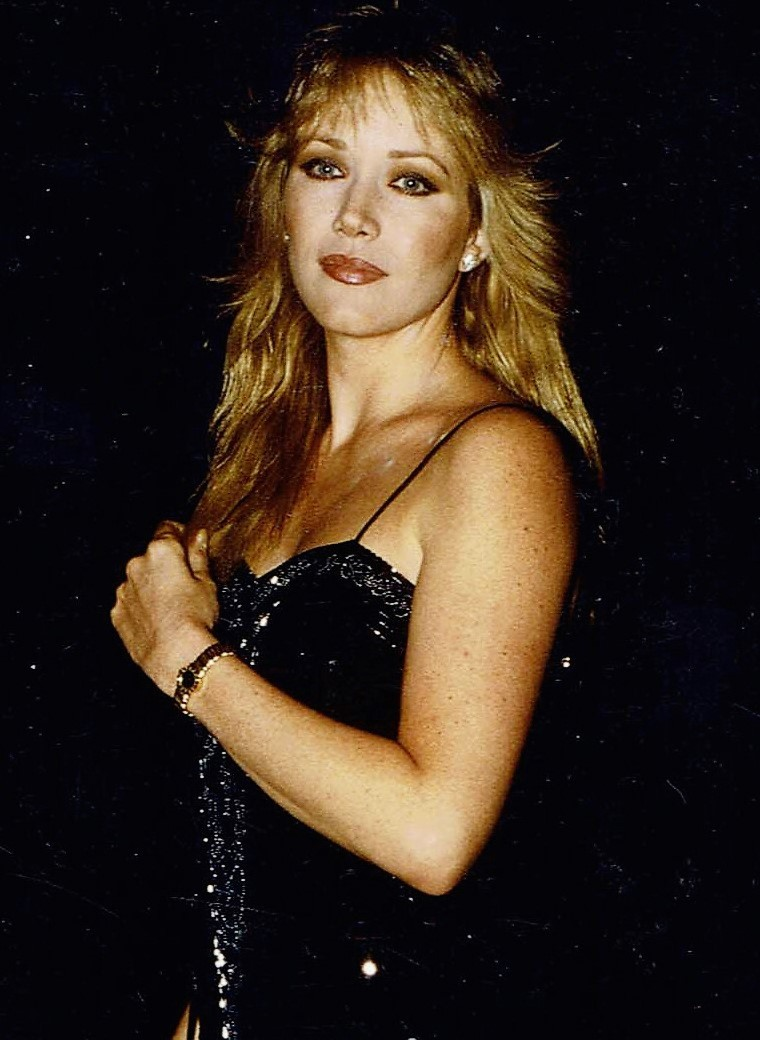
Tanya Roberts

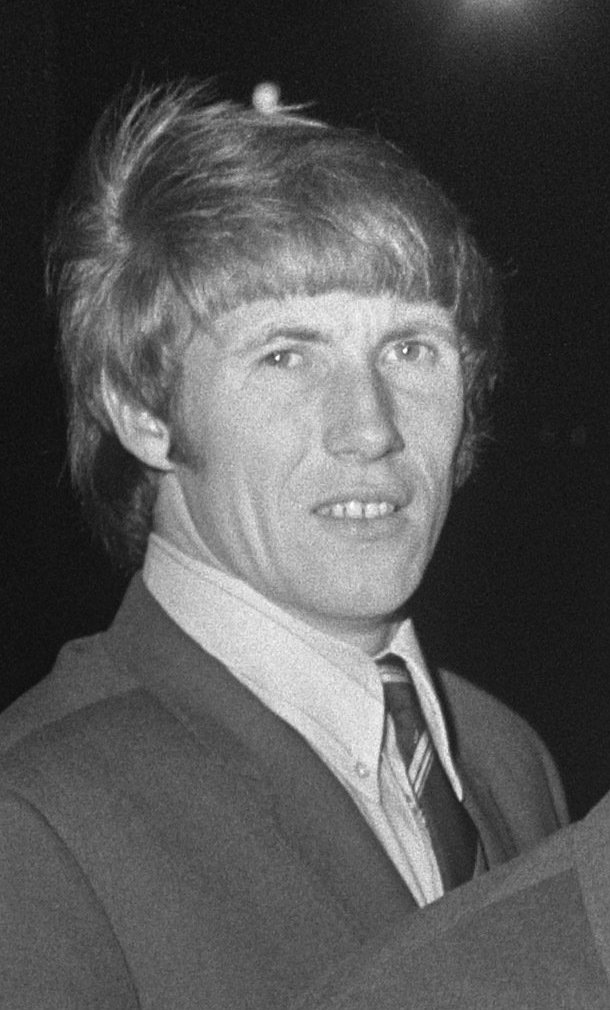
Colin Bell

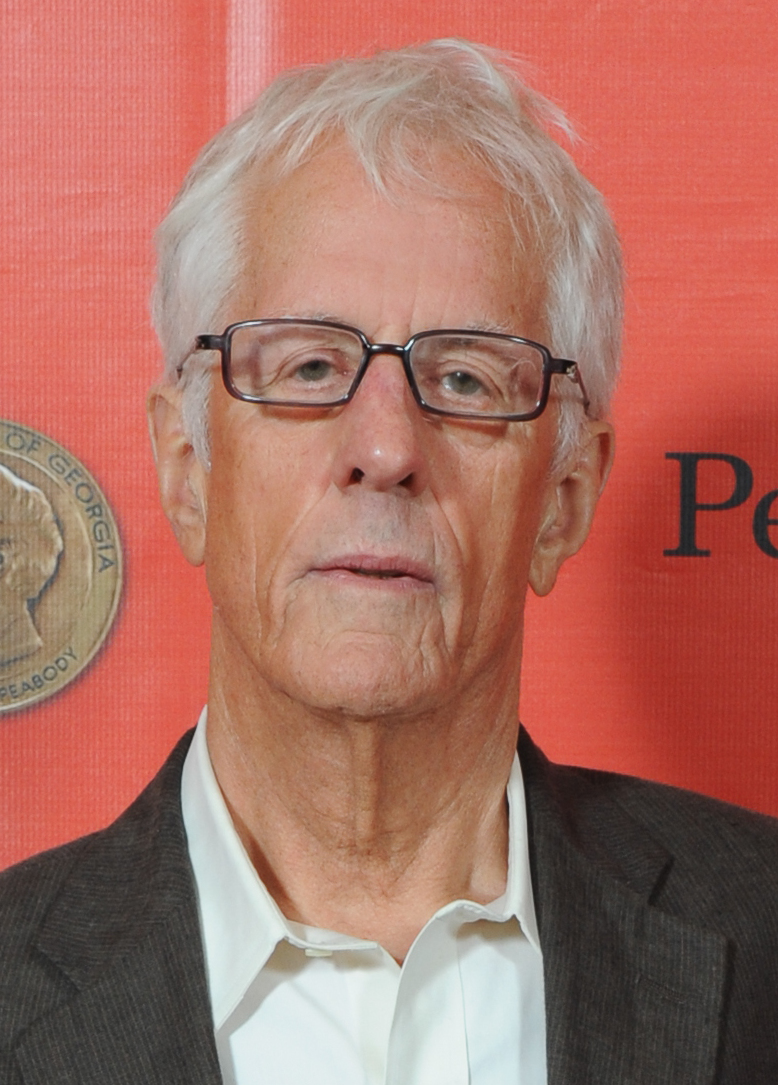
Michael Apted

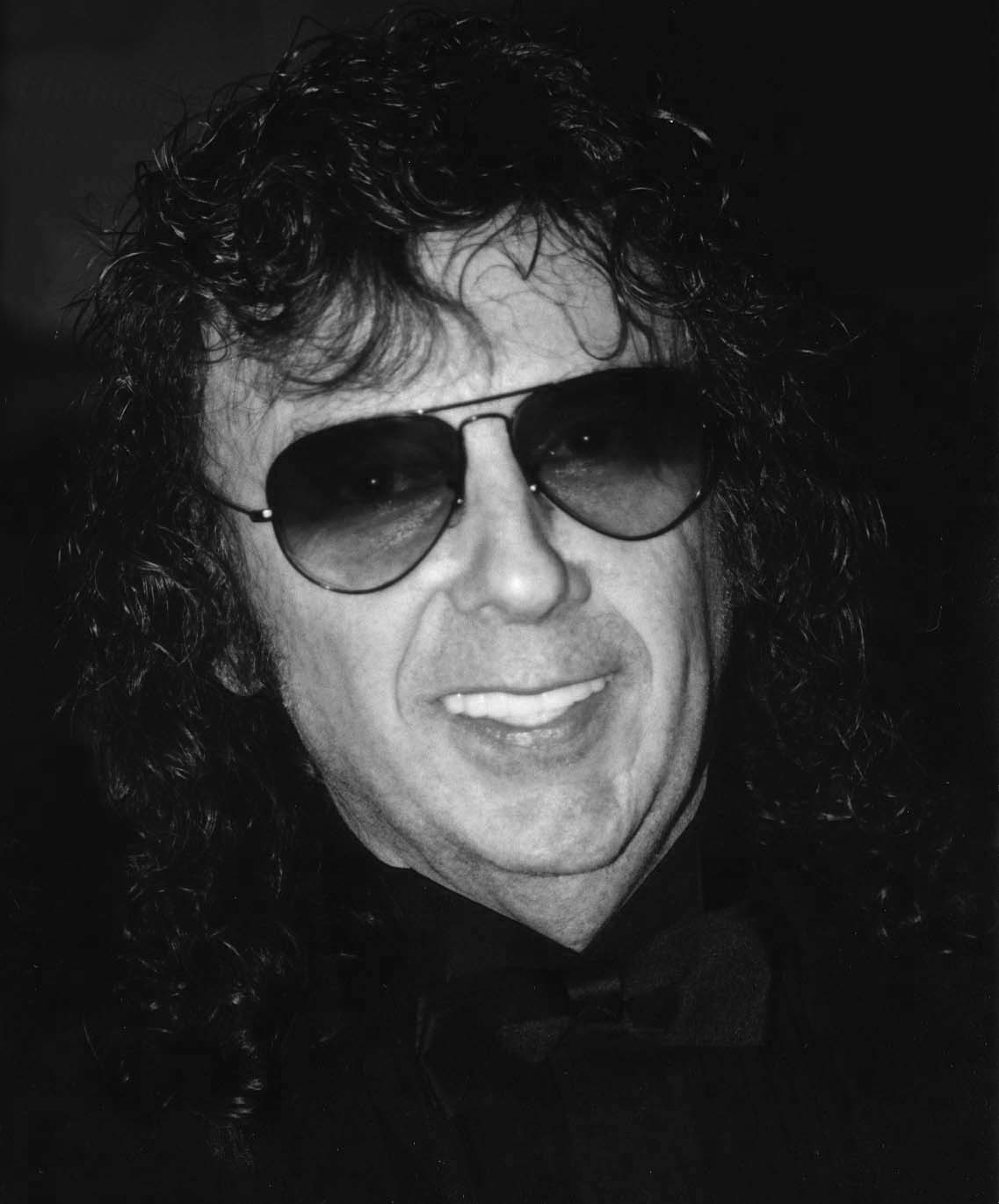
Phil Spector

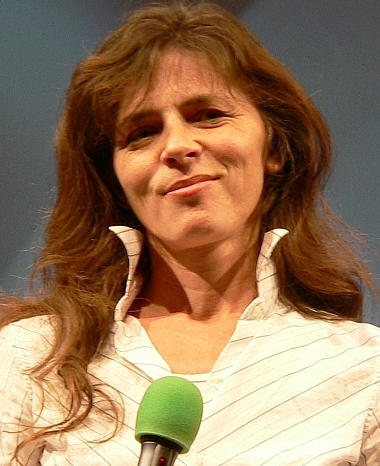
Mira Furlan

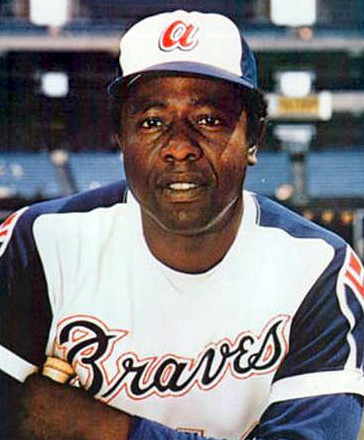
Hank Aaron

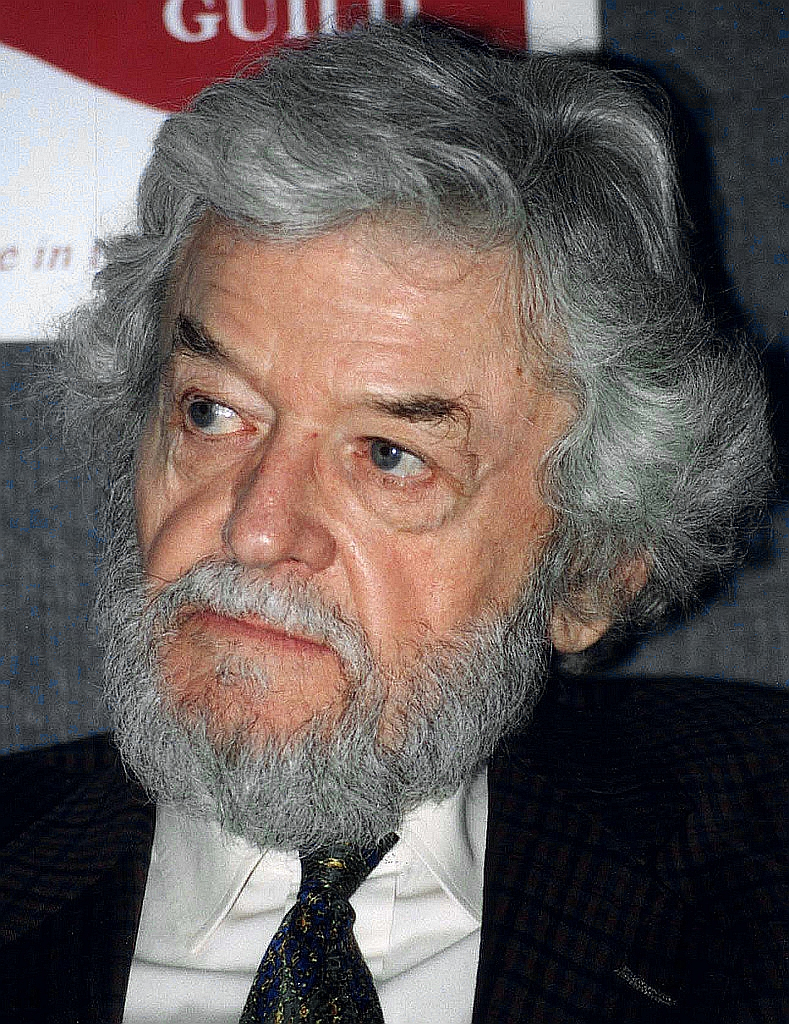
Hal Holbrook

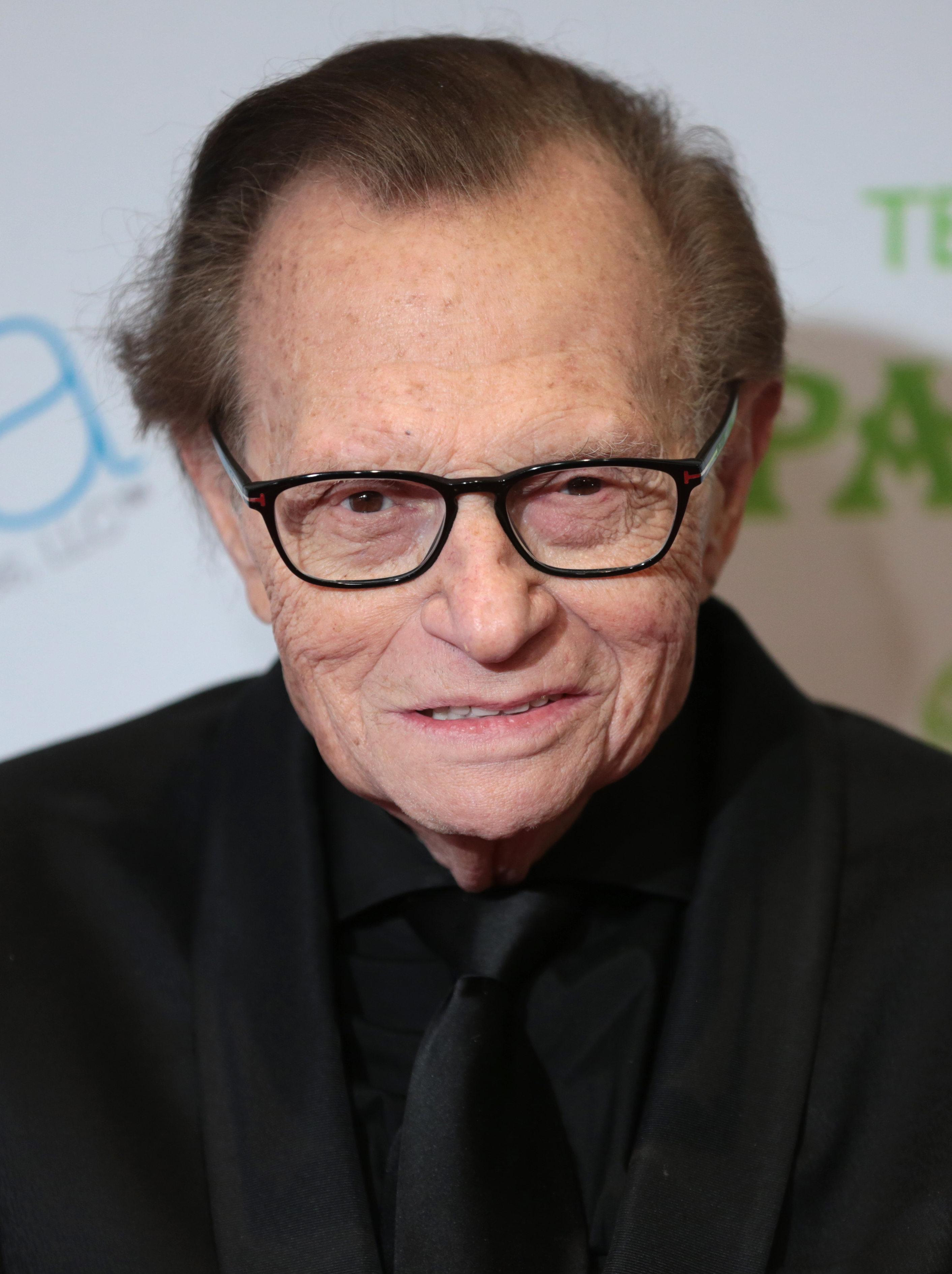
Larry King

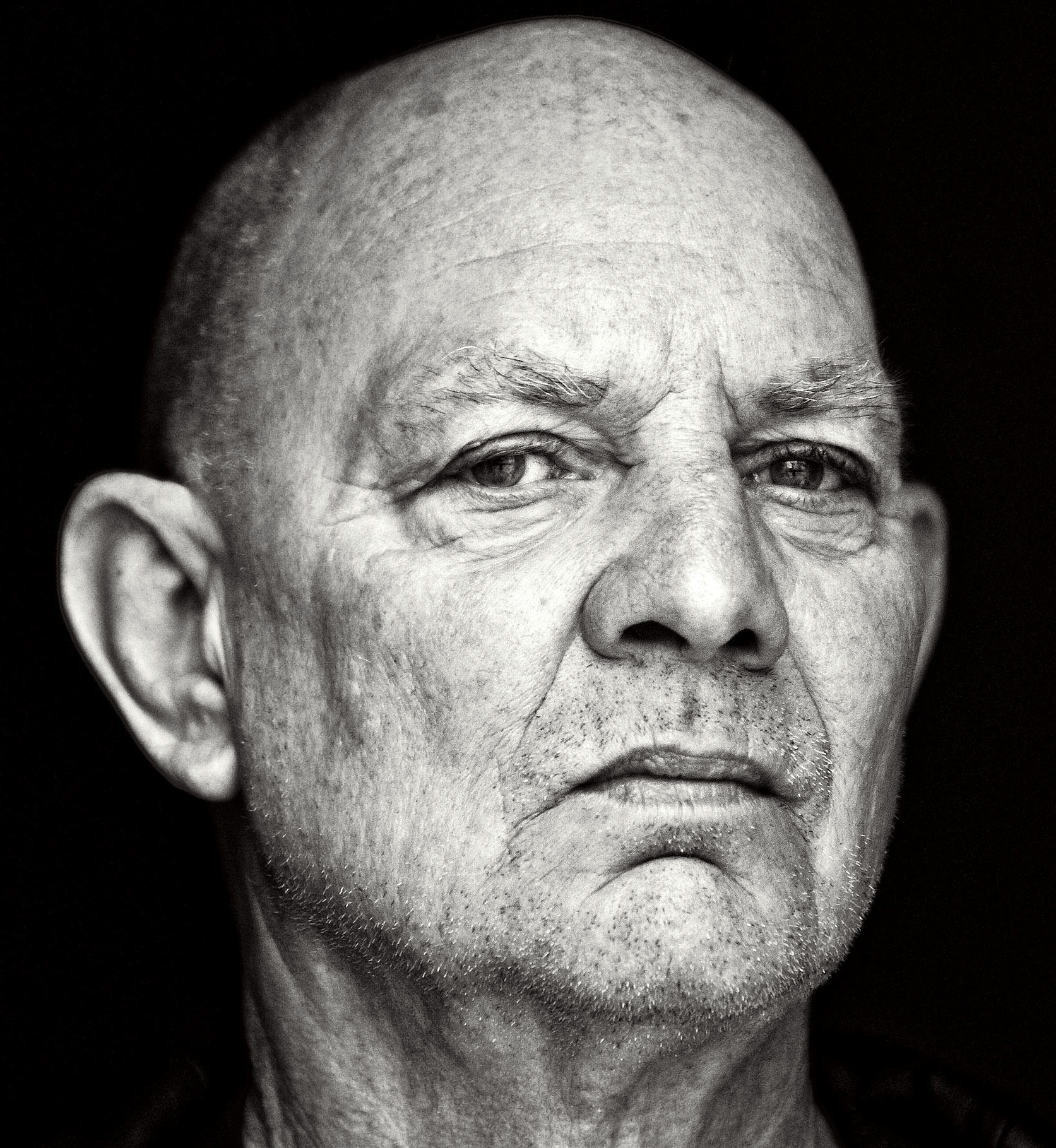
Lars Norén

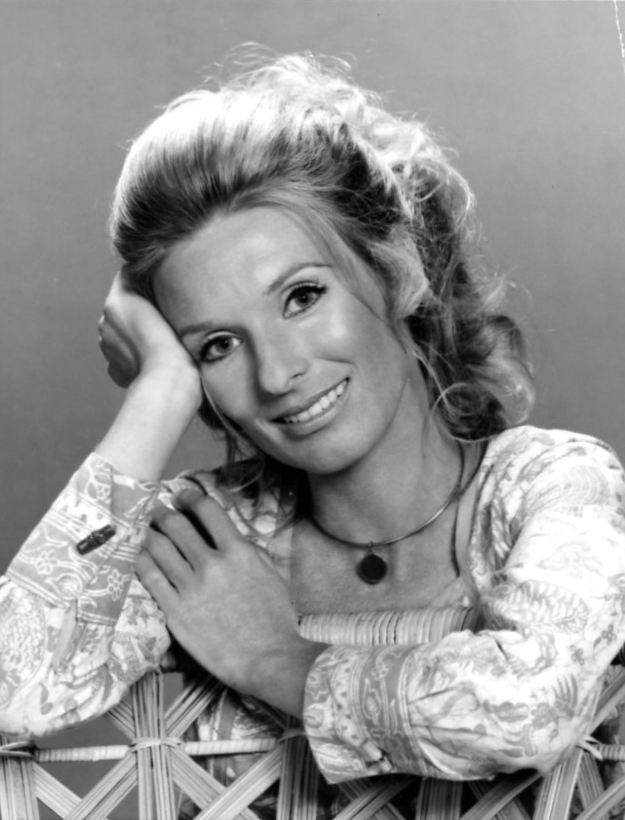
Cloris Leachman

Paul J. Crutzen

- 2 tháng 1: Modibo Keita, Thủ tướng thứ 8 của Mali (s. 1942)
- 4 tháng 1:
  - Martinus J. G. Veltman, nhà vật lý lý thuyết người Hà Lan, nhận Giải Nobel Vật lý năm 1999 (s. 1931)
  - Đinh Văn Bồng, Thiếu tướng, là một sĩ quan cao cấp của Quân đội nhân dân Việt Nam (s. 1946)
- 7 tháng 1: Nguyễn Vĩnh Bảo, nhạc sĩ người Việt Nam (s. 1918)
- 11 tháng 1: Sheldon Adelson, Doanh nhân và người chơi cờ Hoa Kỳ (s. 1933)
- 15 tháng 1: Lệ Thu, giọng ca vàng của Việt Nam, qua đời vì COVID-19 (s. 1943)
- 16 tháng 1: Nguyễn Phúc Phương Mai, công chúa con vua Bảo Đại và hoàng hậu Nam Phương (s. 1937)
- 18 tháng 1: Lubomir Kavalek, người chơi cờ người Hoa Kỳ. (s. 1943)[64][65]
- 22 tháng 1: Hank Aaron, cầu thủ bóng chày và cờ vua của Hoa Kỳ (s. 1934)
- 24 tháng 1: Bích Chi (Chi Pi), ca sĩ người Việt Nam (s. 1989)
- 27 tháng 1:
  - Trung Kiên, ca sĩ, giáo sư, Nghệ sĩ nhân dân, Nguyên Thứ trưởng Bộ Văn hóa, Thể thao và Du lịch (s. 1939)
  - Lịch Du, diễn viên điện ảnh, Nghệ sĩ ưu tú người Việt Nam (s. 1940)
  - Phạm Hồng Cư, Trung tướng, nguyên Phó chủ nhiệm Tổng cục chính trị, Phó Tư lệnh về chính trị Quân khu 2 (s. 1926)
  - Cloris Leachman, diễn viên người Hoa Kỳ. (s. 1926)[66]
- 31 tháng 1: Kim Giác, nghệ sĩ cải lương Việt Nam, được nổi tiếng với vai diễn "Hai Lưng" (s. 1937)

### Tháng 2

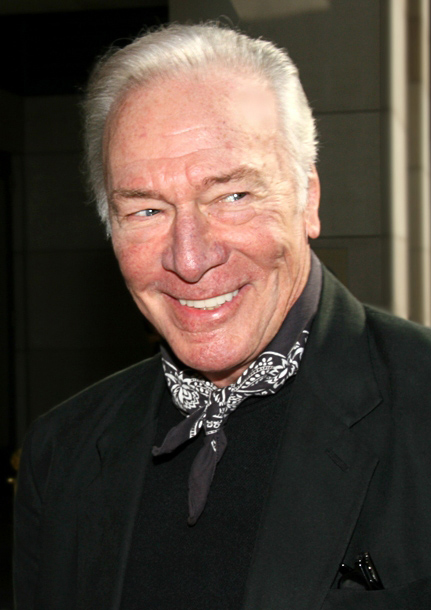
Christopher Plummer

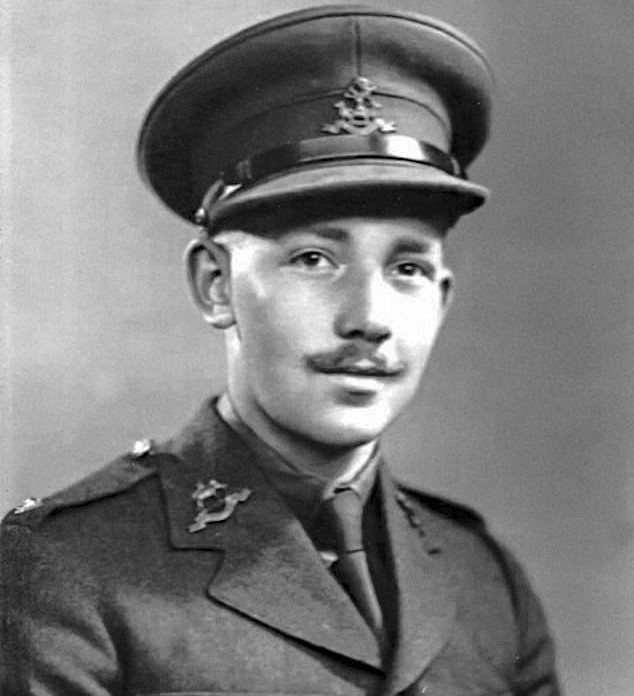
Captain Sir Tom Moore

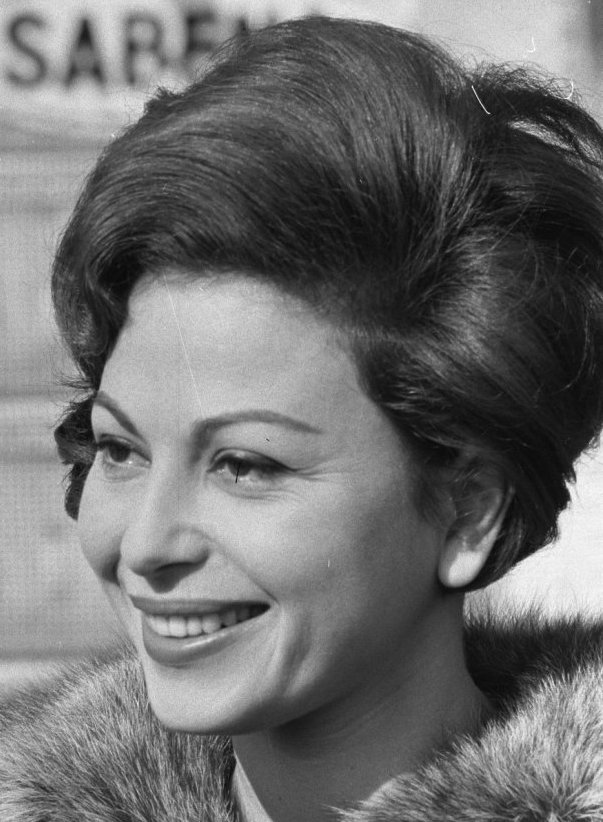
Haya Harareet

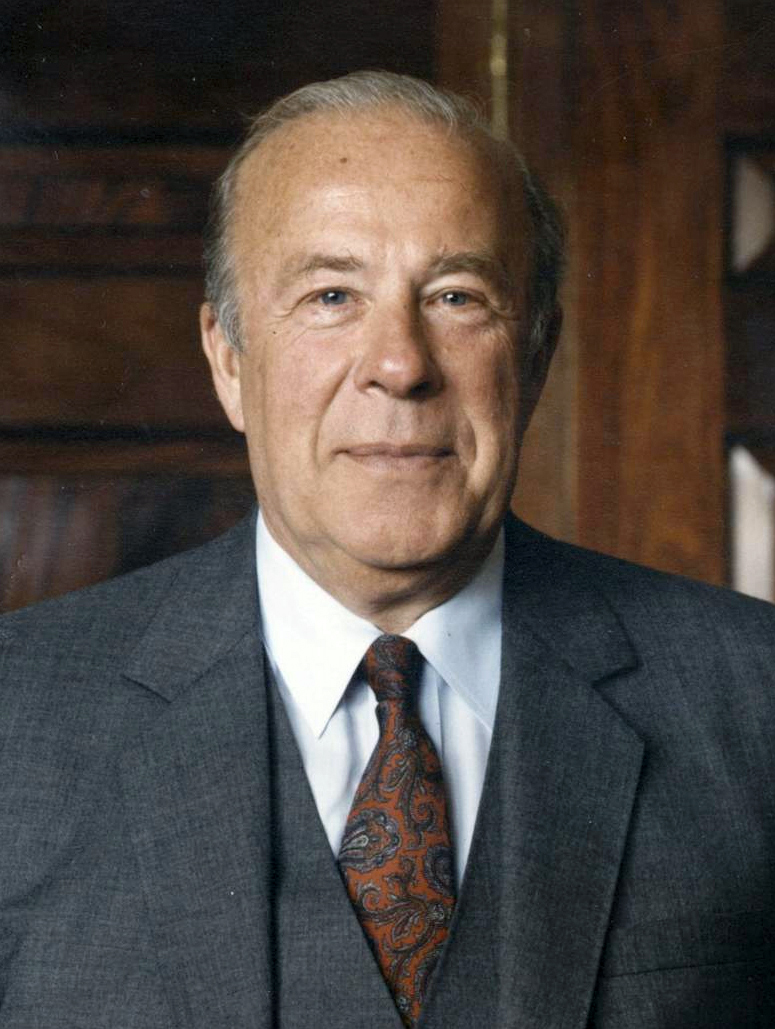
George P. Shultz

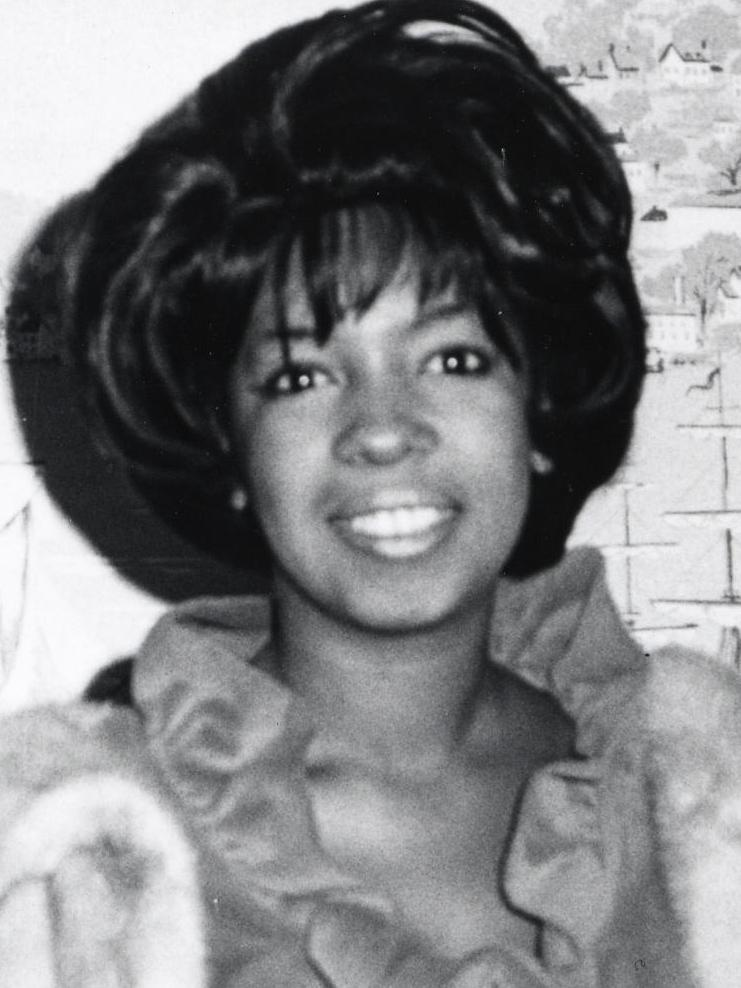
Mary Wilson

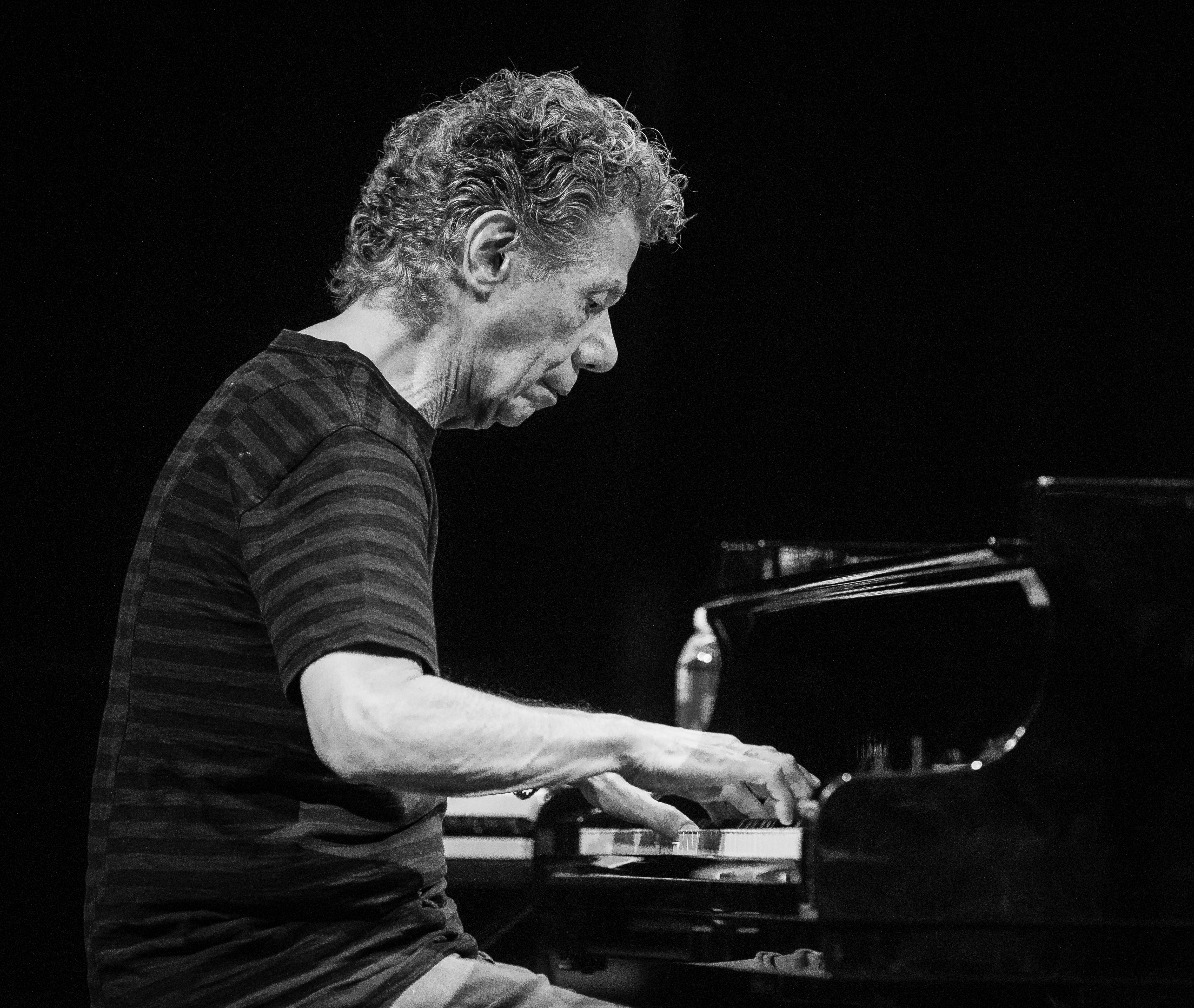
Chick Corea

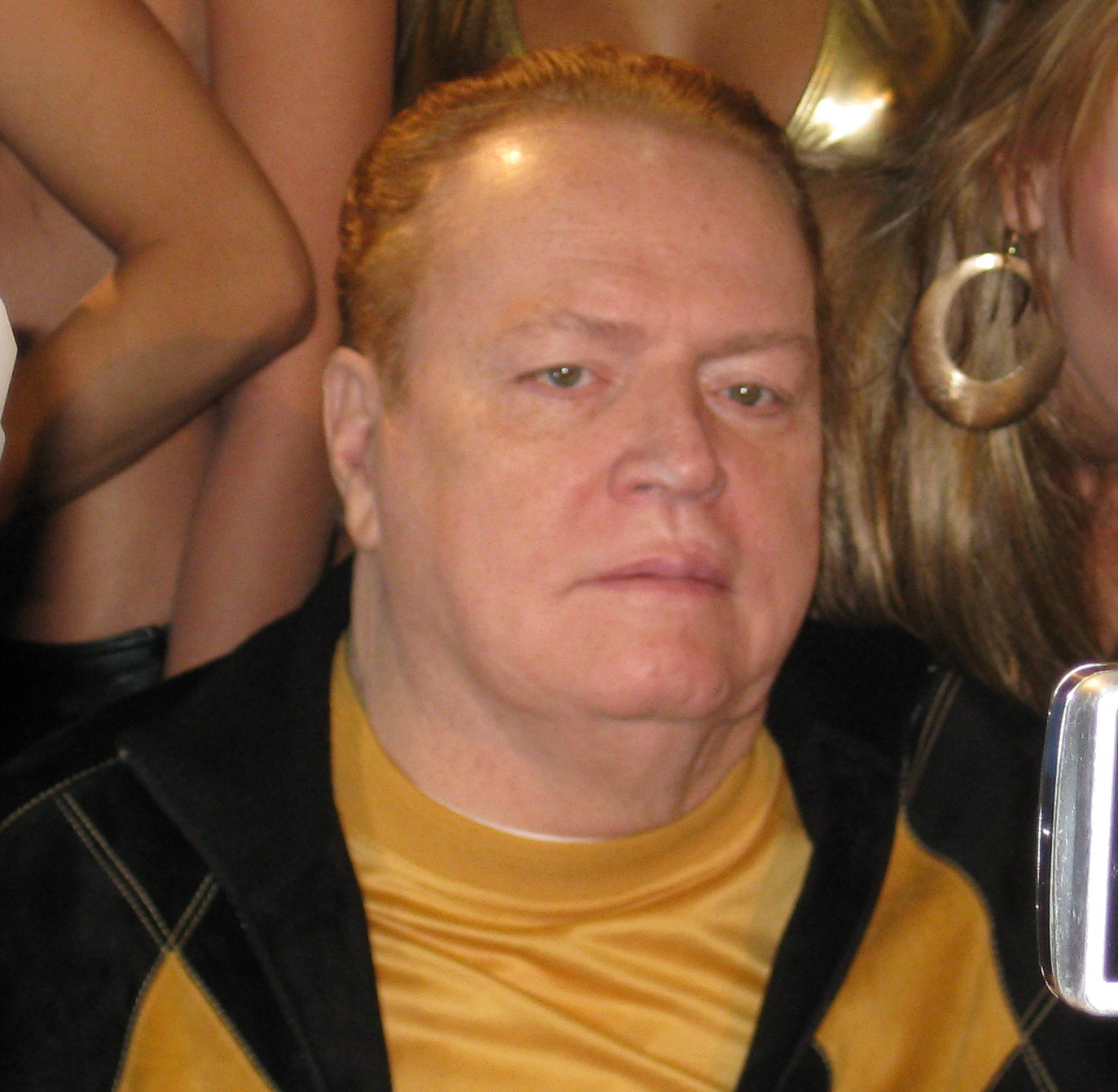
Larry Flynt

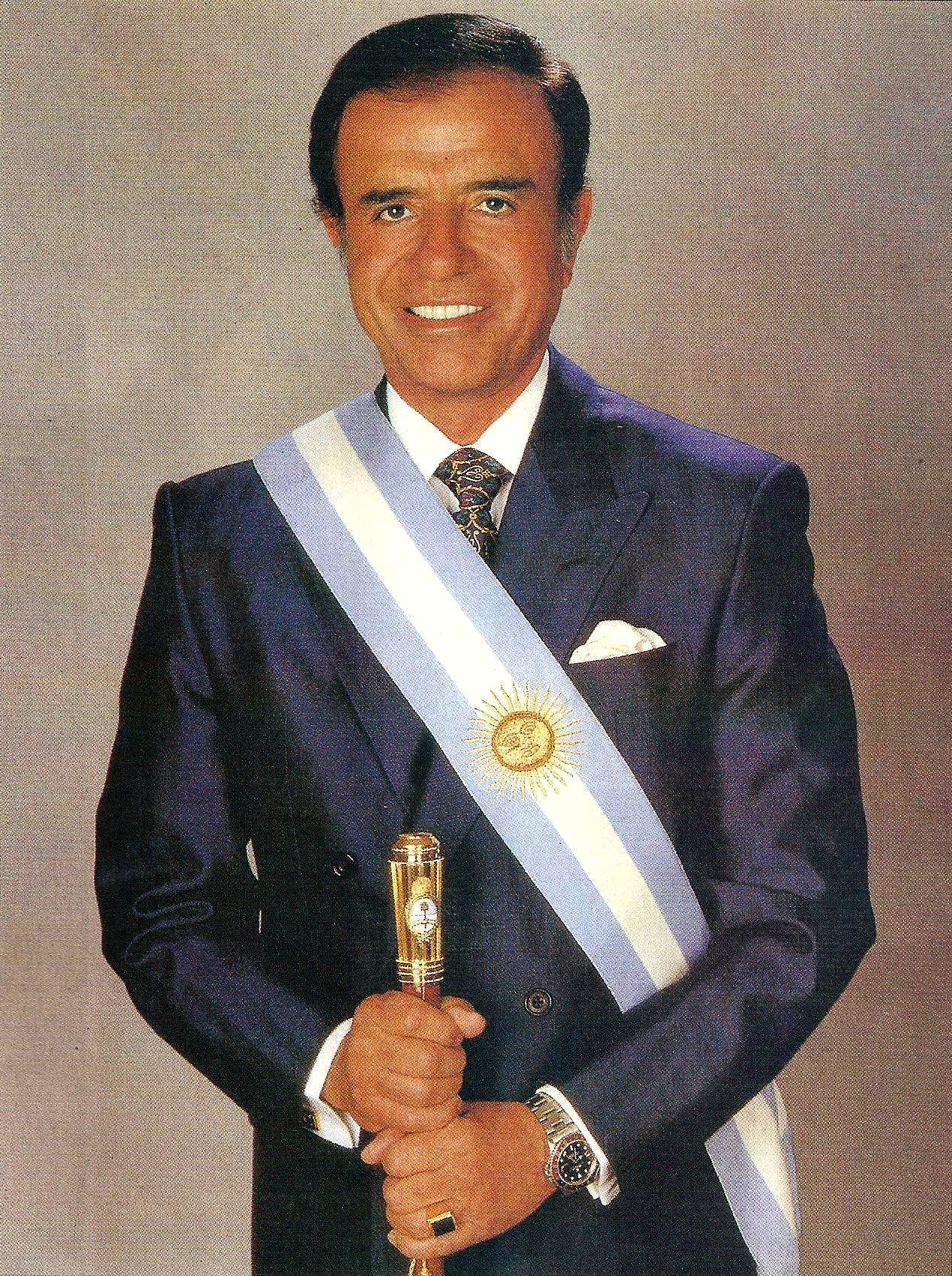
Carlos Menem

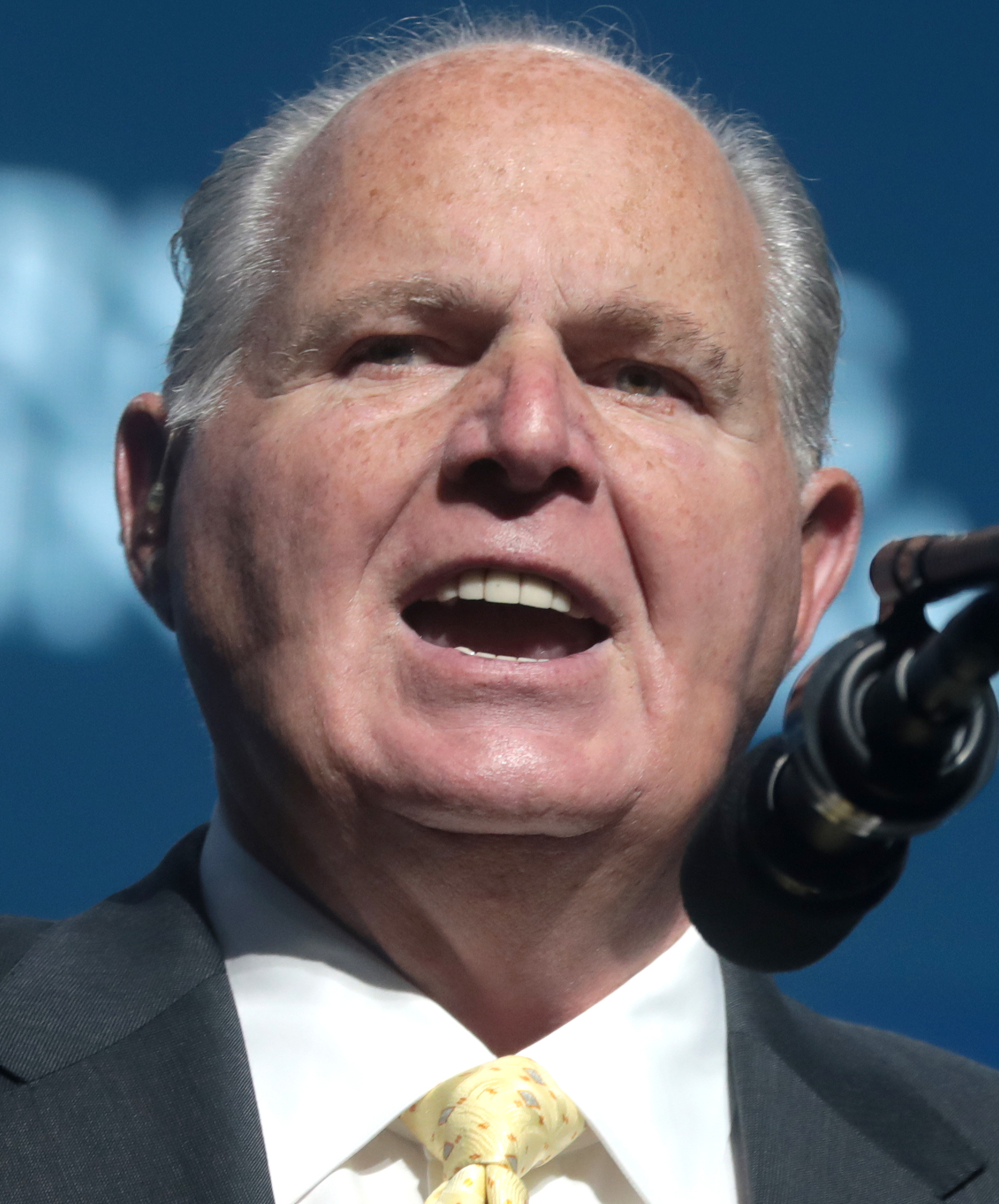
Rush Limbaugh

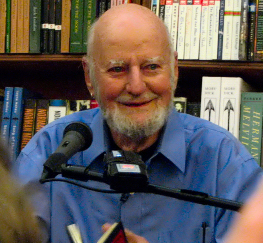
Lawrence Ferlinghetti

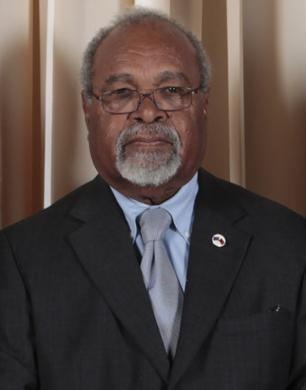
Sir Michael Somare

- 2 tháng 2: Kim Bo Kyung, nữ diễn viên người Hàn Quốc (s.1976)
- 5 tháng 2: Christopher Plummer, tài tử điện ảnh người Mỹ (s.1929)
- 6 tháng 2:
  - Mai Trung Hiếu, nghệ sĩ múa người Việt Nam (s.1992)
  - Huỳnh Bá Tuấn, cầu thủ futsal người Việt Nam (s.1983)
- 8 tháng 2: Hồ Bắc, nhạc sĩ người Việt Nam (s. 1930)
- 11 tháng 2: Quốc Anh, ca sĩ kiêm nhạc sĩ mang hai dòng máu Pháp-Việt Nam, qua đời vì COVID-19 (s. 1949)
- 14 tháng 2:
  - Hoàng Dũng, diễn viên, đạo diễn, Nghệ sĩ Nhân dân người Việt Nam (s. 1956)
  - Nguyễn Tài Thu, giáo sư y học, bậc thầy ngành châm cứu người Việt Nam (s.1931)
- 15 tháng 2: Nammon Monchanit, Á hậu người Thái Lan (s. 1999)
- 16 tháng 2: Nguyễn Ánh Hải Đăng, ca sĩ, diễn viên người Việt Nam (s. 1986)
- 19 tháng 2: Trương Vĩnh Trọng, nguyên Phó Thủ tướng Chính phủ Việt Nam (s. 1942)
- 21 tháng 2:
  - Miguelina Elói Assis dos Santos, mẹ của huyền thoại bóng đá Ronaldinho, qua đời vì COVID-19 (s. 1950)
  - Lê Thị Dinh, cung nữ cuối cùng của triều đại Nhà Nguyễn (s. 1920)
- 27 tháng 2: Ngô Mạnh Đạt, nam diễn viên Hong Kong (s. 1953)
- 28 tháng 2: Văn Thành, diễn viên người Việt Nam (s. 1962)

### Tháng 3

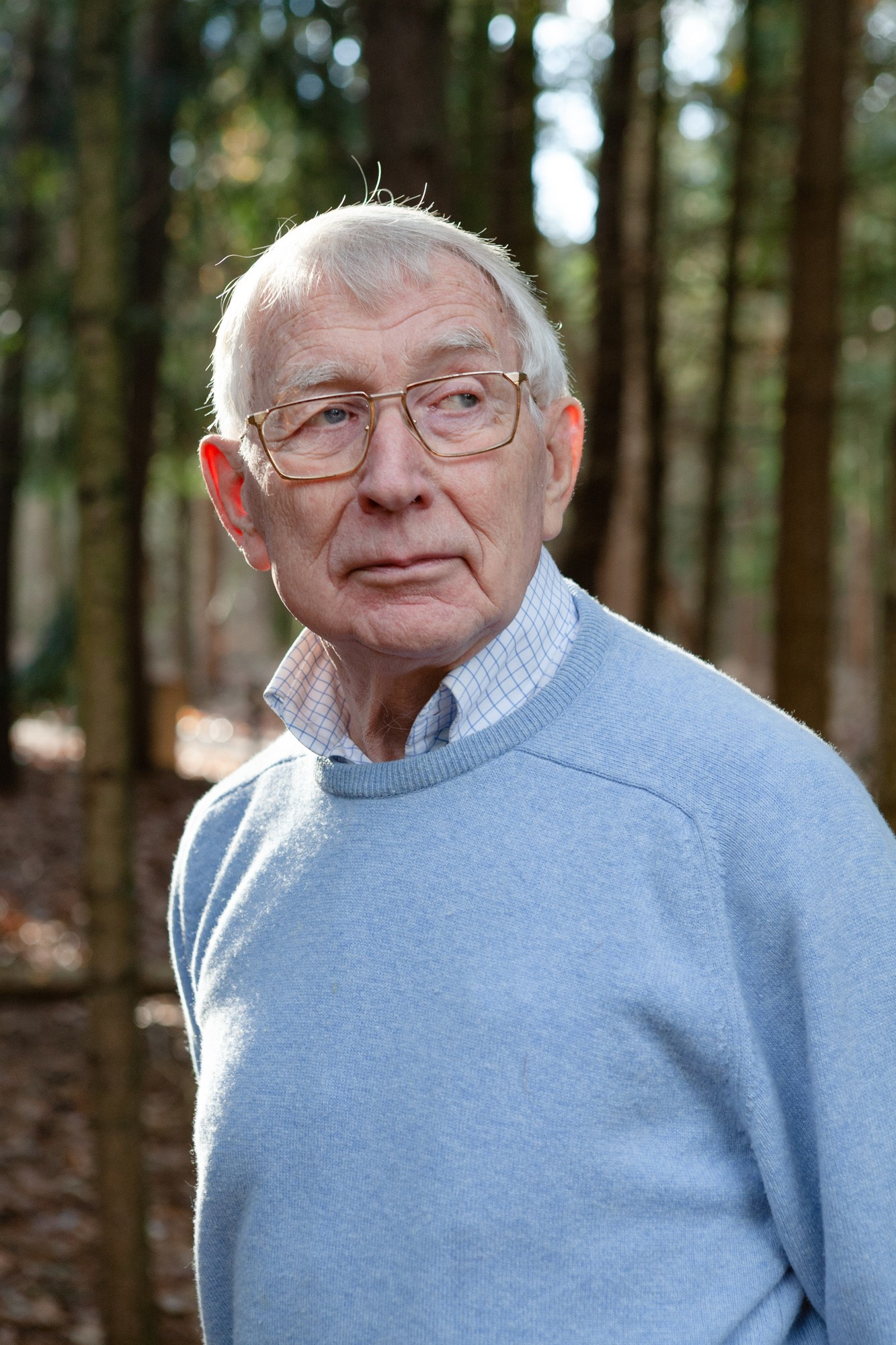
Lou Ottens

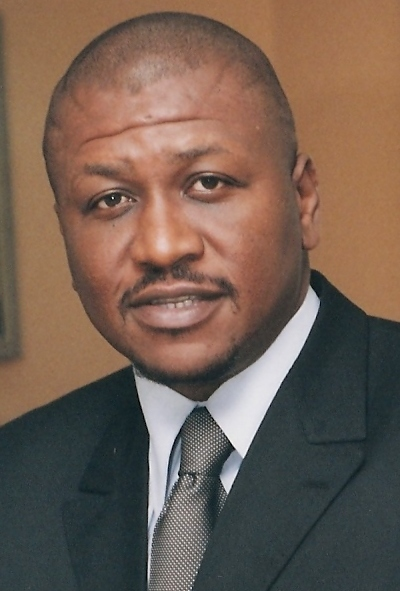
Hamed Bakayoko

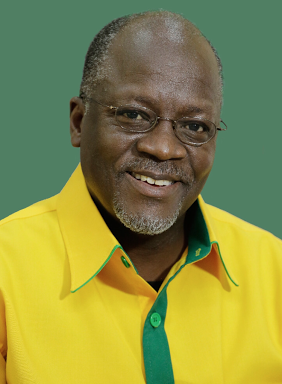
John Magufuli

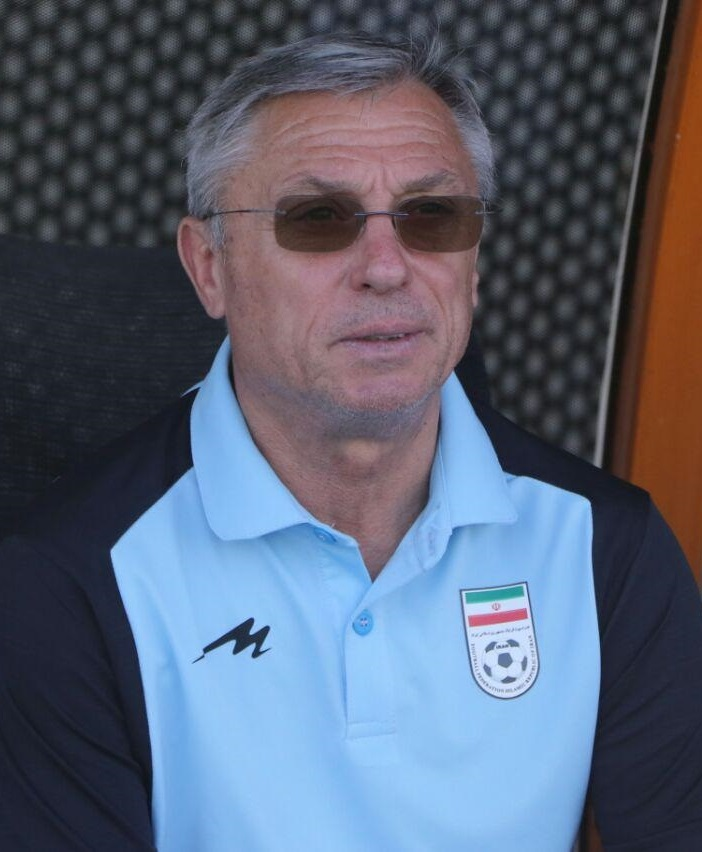
Zlatko Kranjčar

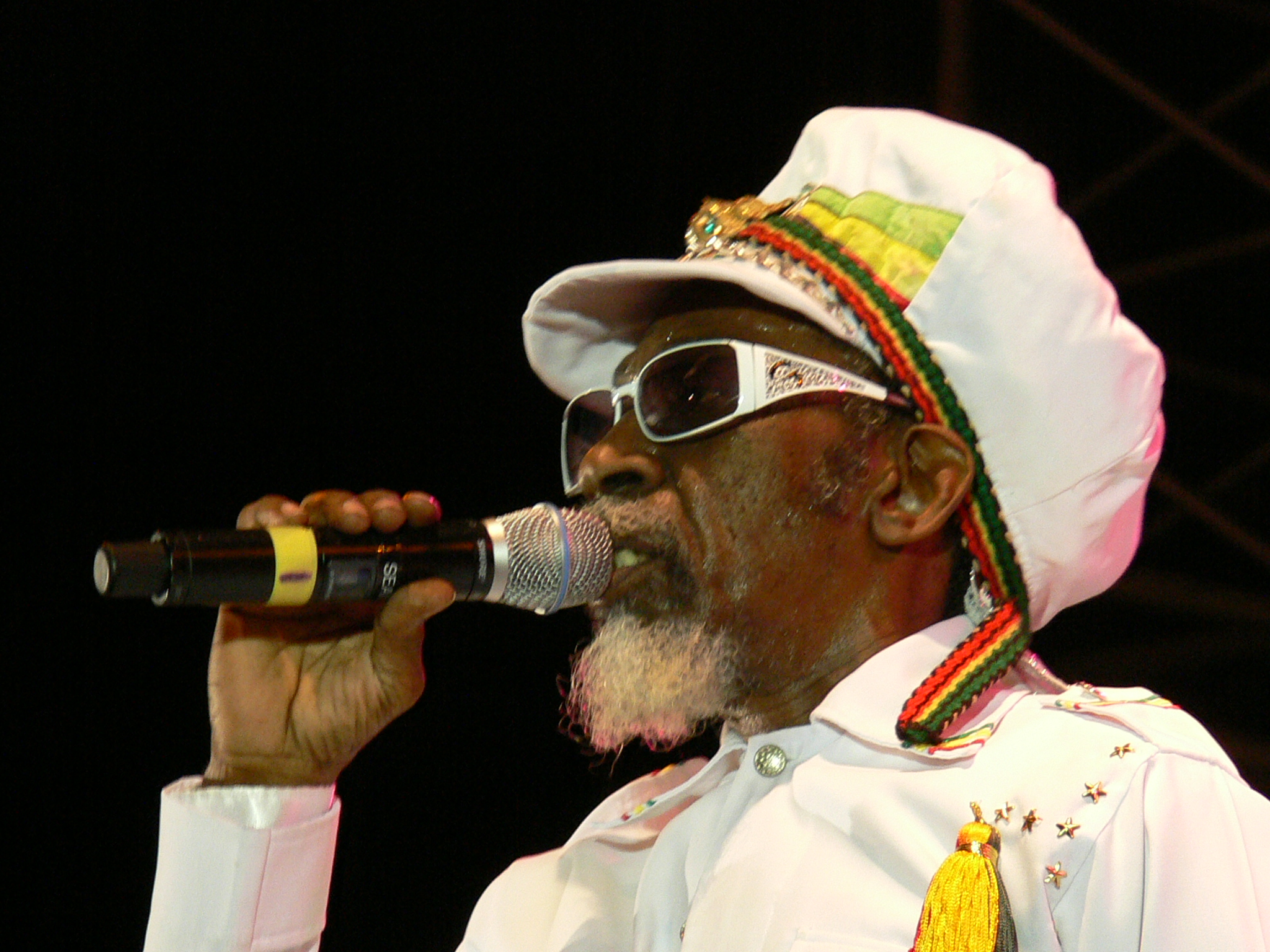
Bunny Wailer

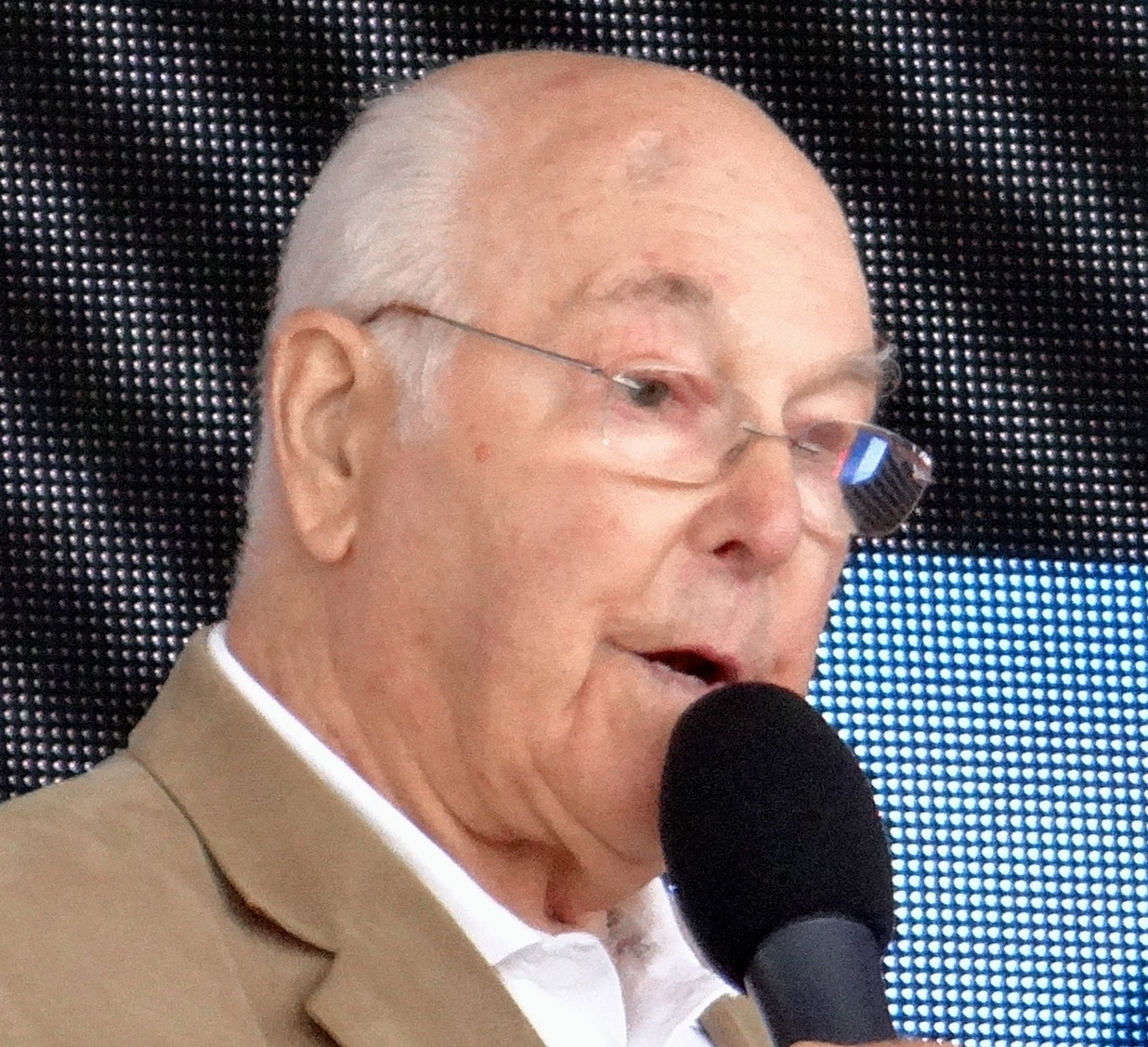
Murray Walker

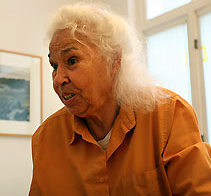
Nawal El Saadawi

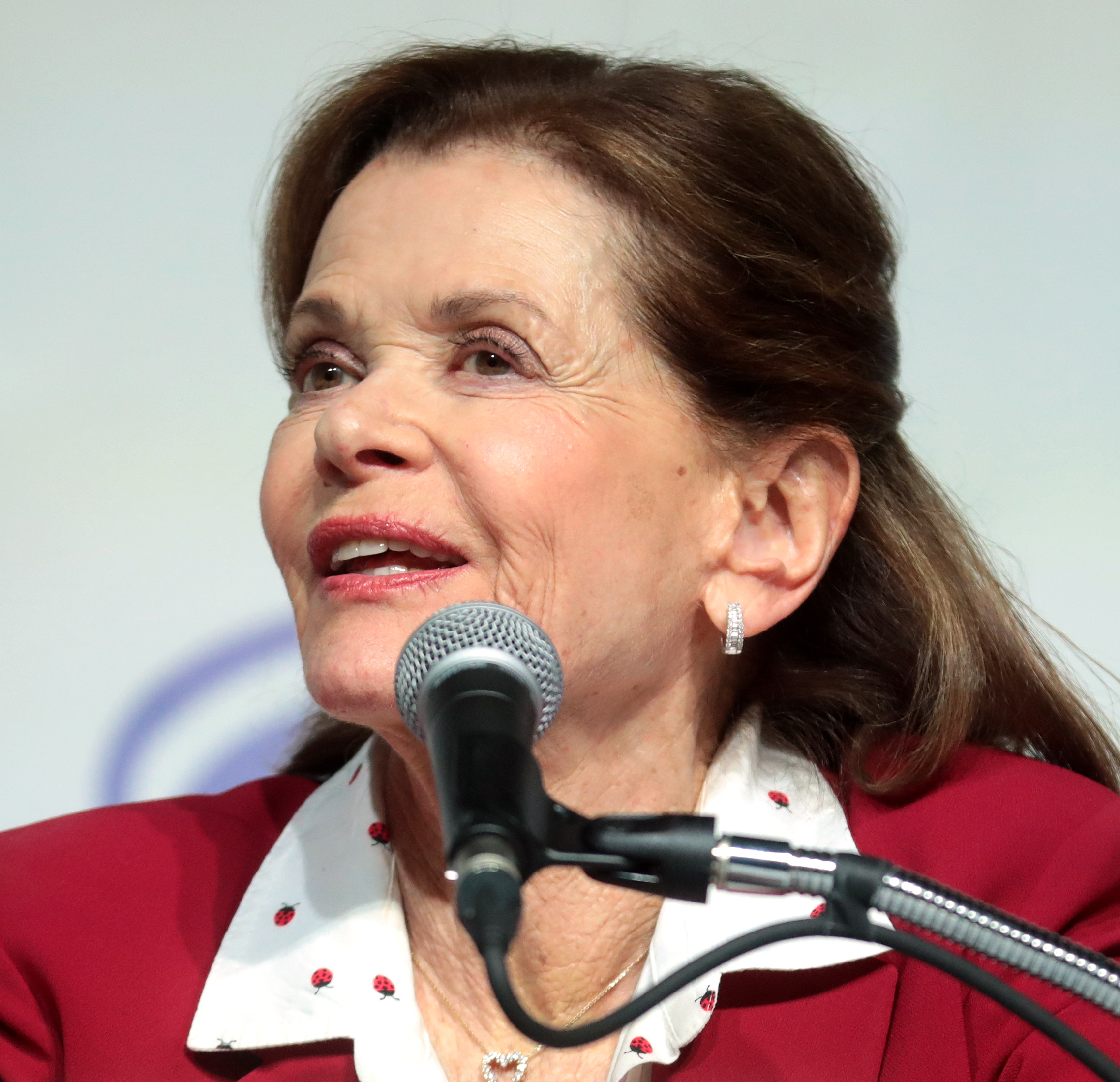
Jessica Walter

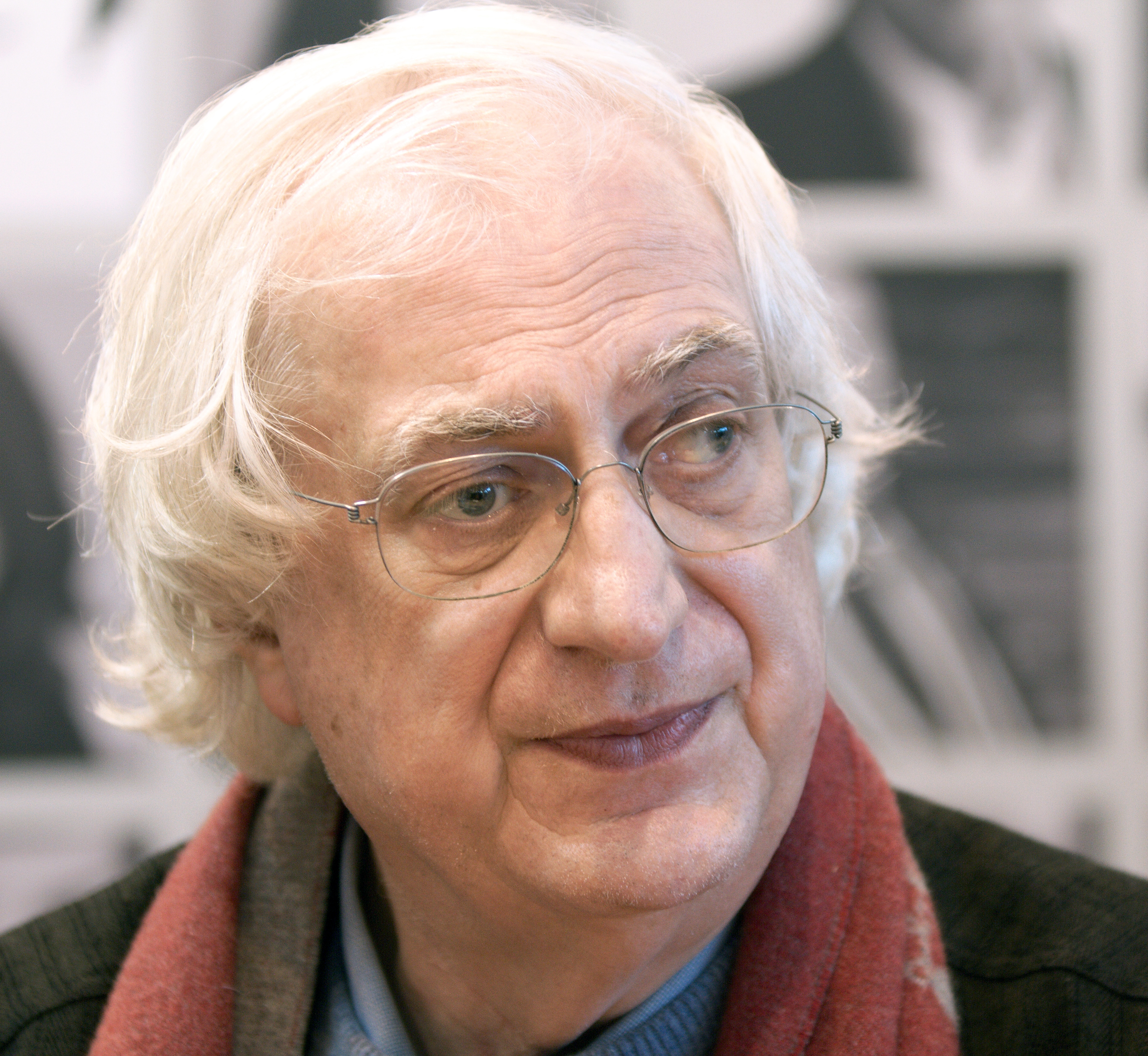
Bertrand Tavernier

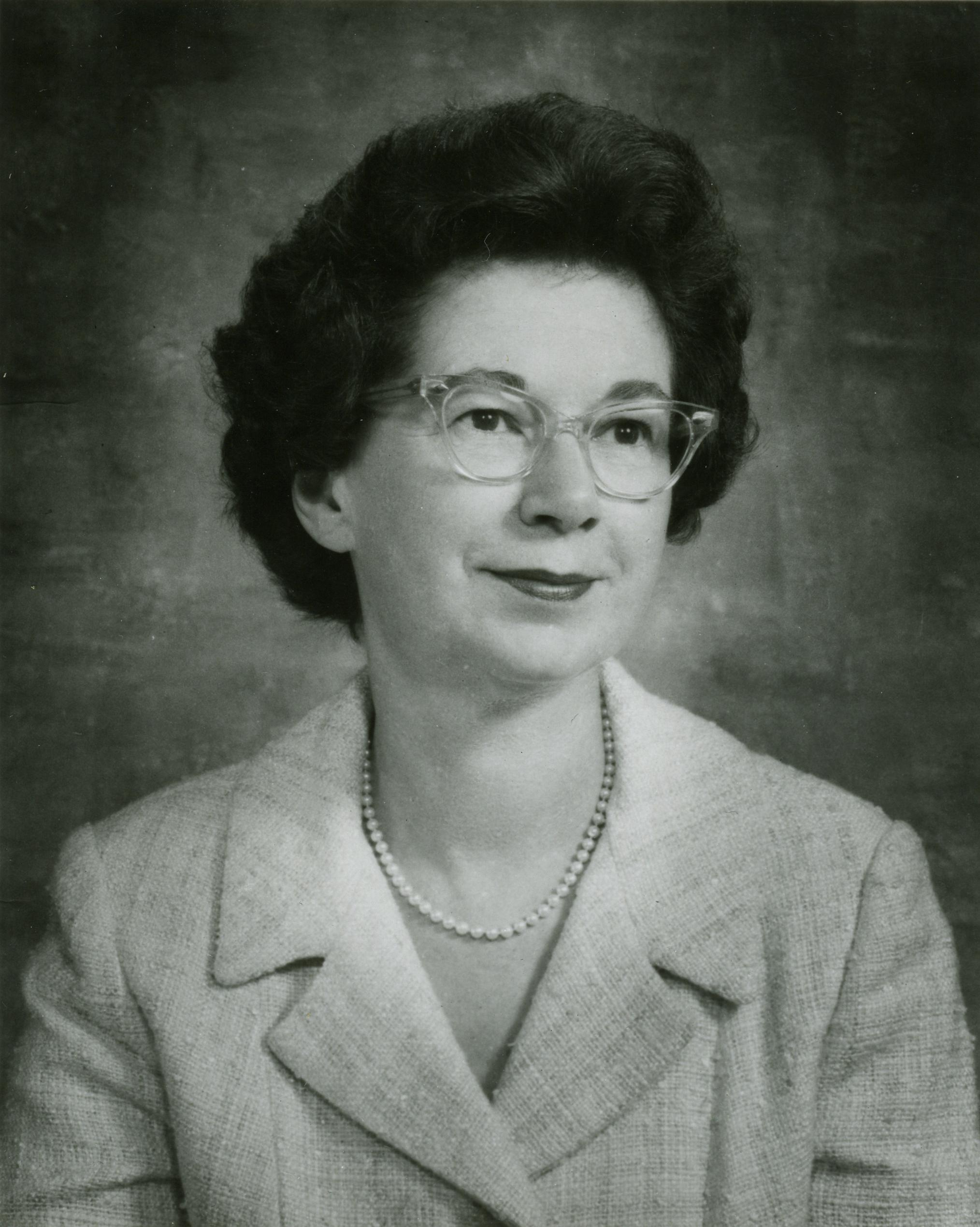
Beverly Cleary

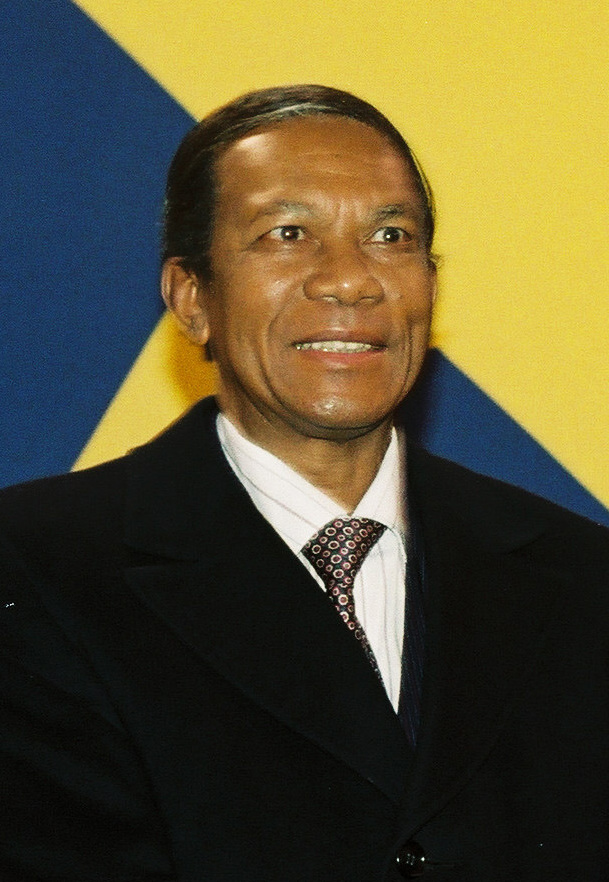
Didier Ratsiraka

- 1 tháng 3: Ian St John, cầu thủ bóng đá người Scotland (s. 1938)
- 2 tháng 3:
  - Chris Barber, nhạc sĩ nhạc jazz người Anh (s. 1930)
  - Bunny Wailer, ca nhạc sĩ nhạc reggae người Jamaica (s. 1947)
- 4 tháng 3:
  - Trần Hạnh, nghệ sĩ sân khấu và truyền hình người Việt Nam (s. 1929)
  - Mark Pavelich, vận động viên khúc côn cầu trên băng người Mỹ (s. 1958)
- 5 tháng 3: Muhammed Saeed al-Sahhaf, chính trị gia người Iraq (s. 1940)
- 6 tháng 3: Lou Ottens, nhà phát minh người Hà Lan (s. 1926)
- 8 tháng 3: Lee Ji Eun, diễn viên người Hàn Quốc (s. 1969)
- 9 tháng 3: Minh Lộc, chuyên viên trang điểm người Việt Nam (s. 1986)
- 10 tháng 3:
  - Hamed Bakayoko, Thủ tướng thứ 11 của Bờ Biển Ngà (s. 1961)
  - Ali Mahdi Muhammed, Tổng thống thứ 4 của Somalia (s. 1939)
  - Manuel Saturnino da Costa, Thủ tướng thứ 6 của Guiné-Bissau (s. 1942)
- 13 tháng 3:
  - Marvelous Marvin Hagler, võ sĩ người Mỹ (s. 1954)
  - Murray Walker, nhà bình luận đua xe đạp người Anh (s. 1923)
- 15 tháng 3
  - Lâm Onbi, ca sĩ người Việt Nam (s. 1983)
  - Yaphet Kotto, diễn viên người Mỹ (s. 1939)
- 16 tháng 3
  - Moudud Ahmed, Thủ tướng thứ 7 của Bangladesh (s. 1940)
  - Sabine Schmitz, tay đua mô tô và người dẫn chương trình truyền hình người Đức (s. 1969)
- 17 tháng 3: John Magufuli, Tổng thống thứ 5 của Tanzania (s. 1959)
- 18 tháng 3: Lê Hằng, Nghệ sĩ Ưu tú, danh ca người Việt Nam (s. 1935)
- 23 tháng 3: Trần Thị Quang Mẫn, Anh hùng Lực lượng vũ trang nhân dân, Thiếu tá Quân đội nhân dân Việt Nam, Bà mẹ Việt Nam Anh hùng người Việt Nam (s. 1927)
- 24 tháng 3:
  - Jessica Walter, nữ diễn viên người Mỹ (s. 1941)
  - Phan Thuyền, Hoa hậu Đại sứ Nhân ái 2020 tỉnh Bến Tre người Việt Nam (s. 1989)
- 25 tháng 3: Bertrand Tavernier, đạo diễn và diễn viên điện ảnh người Pháp (s. 1941)
- 26 tháng 3: Haseena Moin, nhà viết kịch người Pakistan (s. 1941)
- 27 tháng 3: Petr Kellner, doanh nhân người Séc, người giàu nhất Cộng hoà Séc (s. 1964)
- 28 tháng 3:
  - Lưu Khải Chi, diễn viên Hồng Kông (s. 1954)
  - Didier Ratsiraka, Tổng thống thứ 3 của Madagascar (s. 1936)
- 29 tháng 3: Bashkim Fino, Thủ tướng thứ 39 của Albania (s. 1962)
- 30 tháng 3: G. Gordon Liddy, luật sư người Mỹ (s. 1930)
- 31 tháng 3: Kamal Ganzouri, Thủ tướng thứ 46 của Ai Cập (s. 1933)

### Tháng 4
- 1 tháng 4:

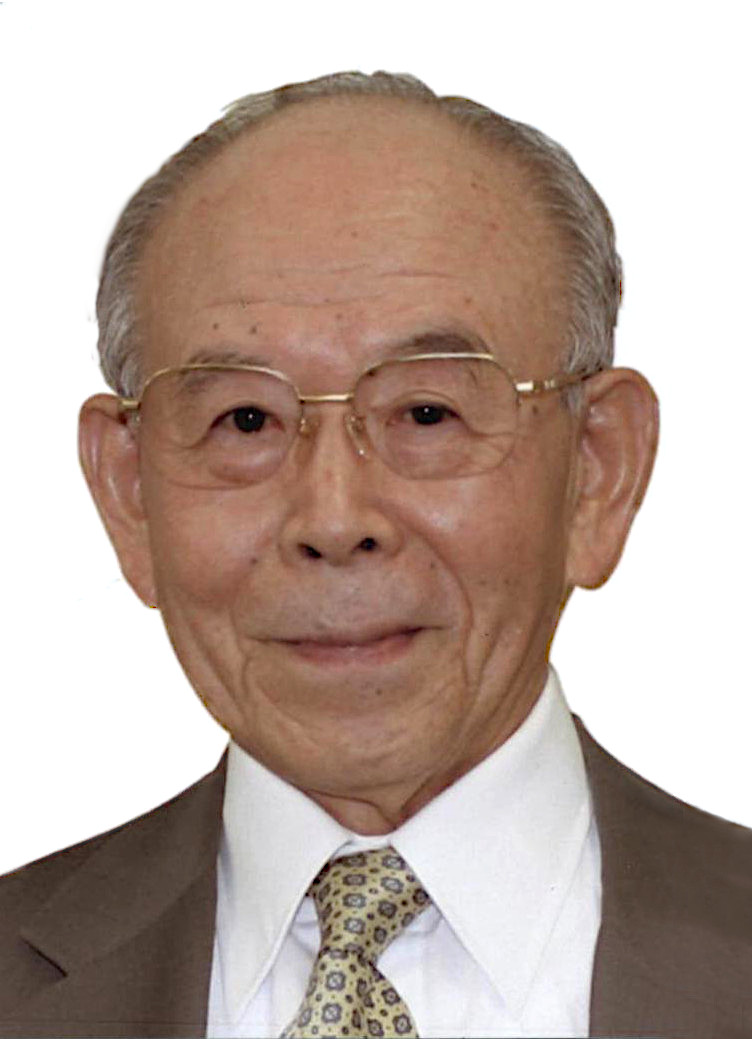
Isamu Akasaki

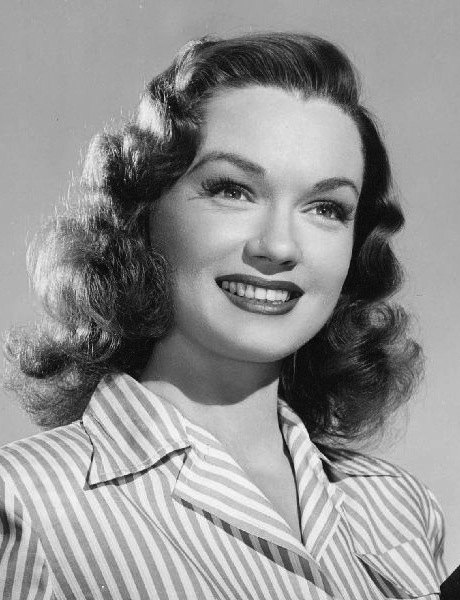
Gloria Henry

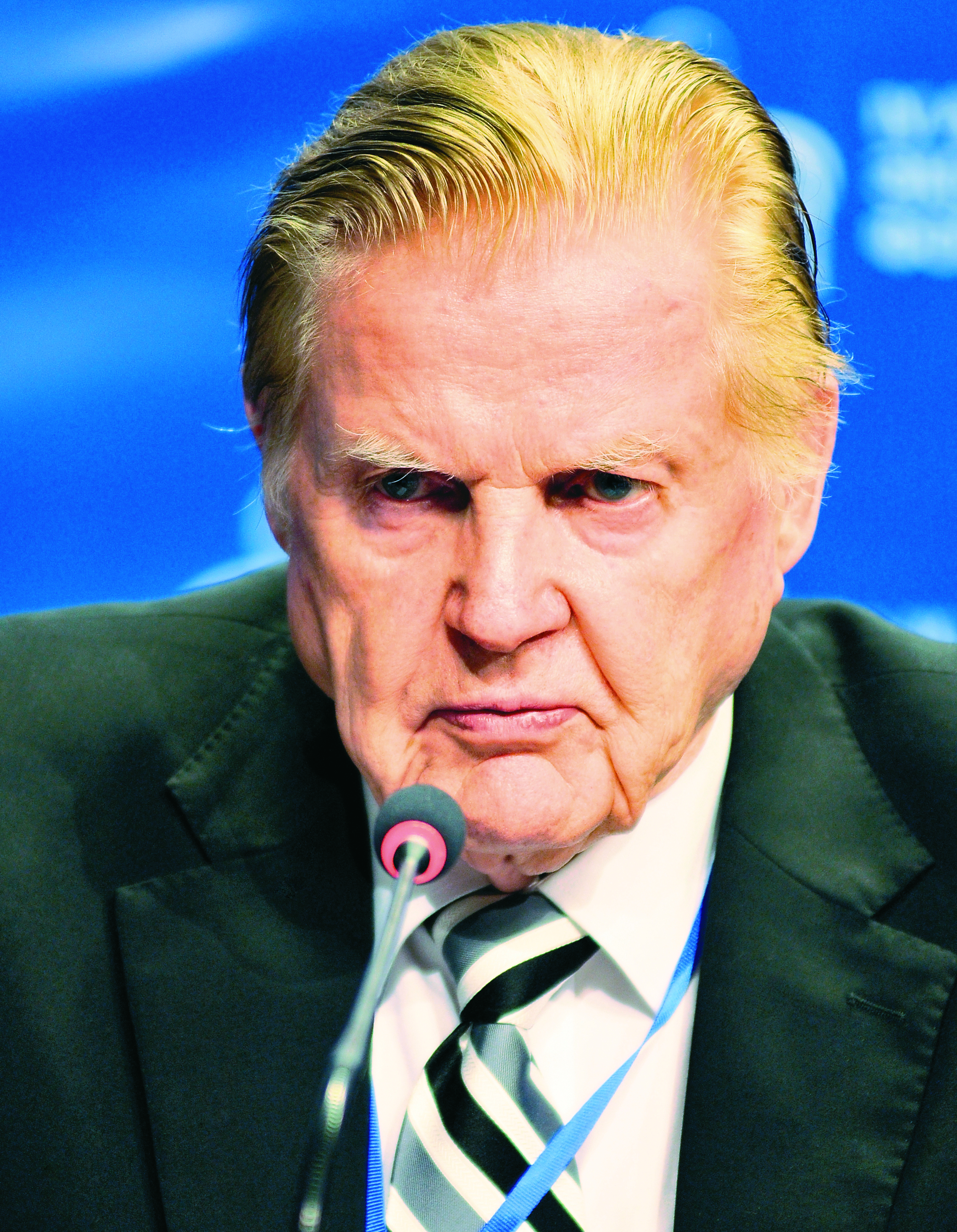
Robert Mundell

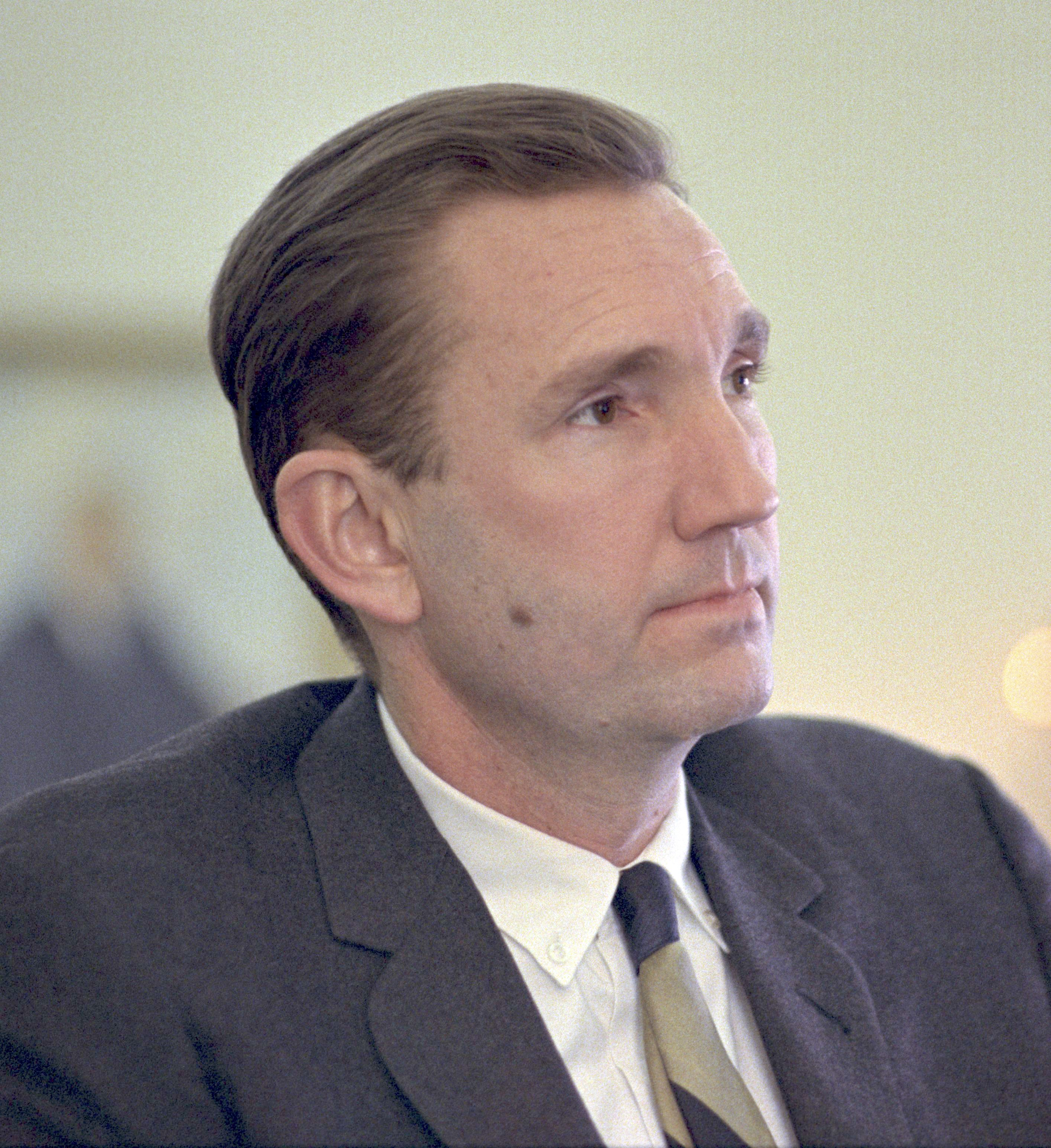
Ramsey Clark

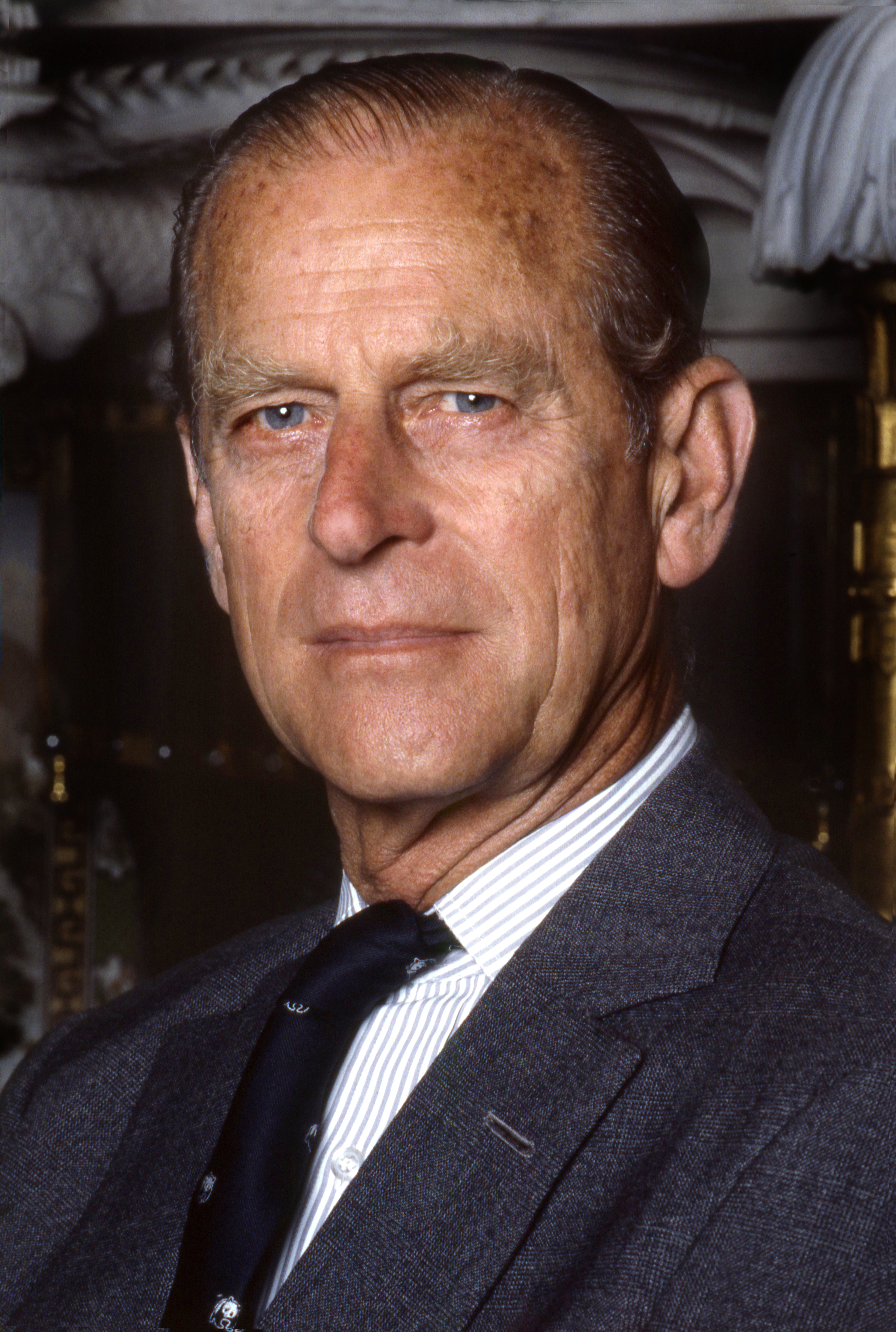
Philip, Vương tế Anh

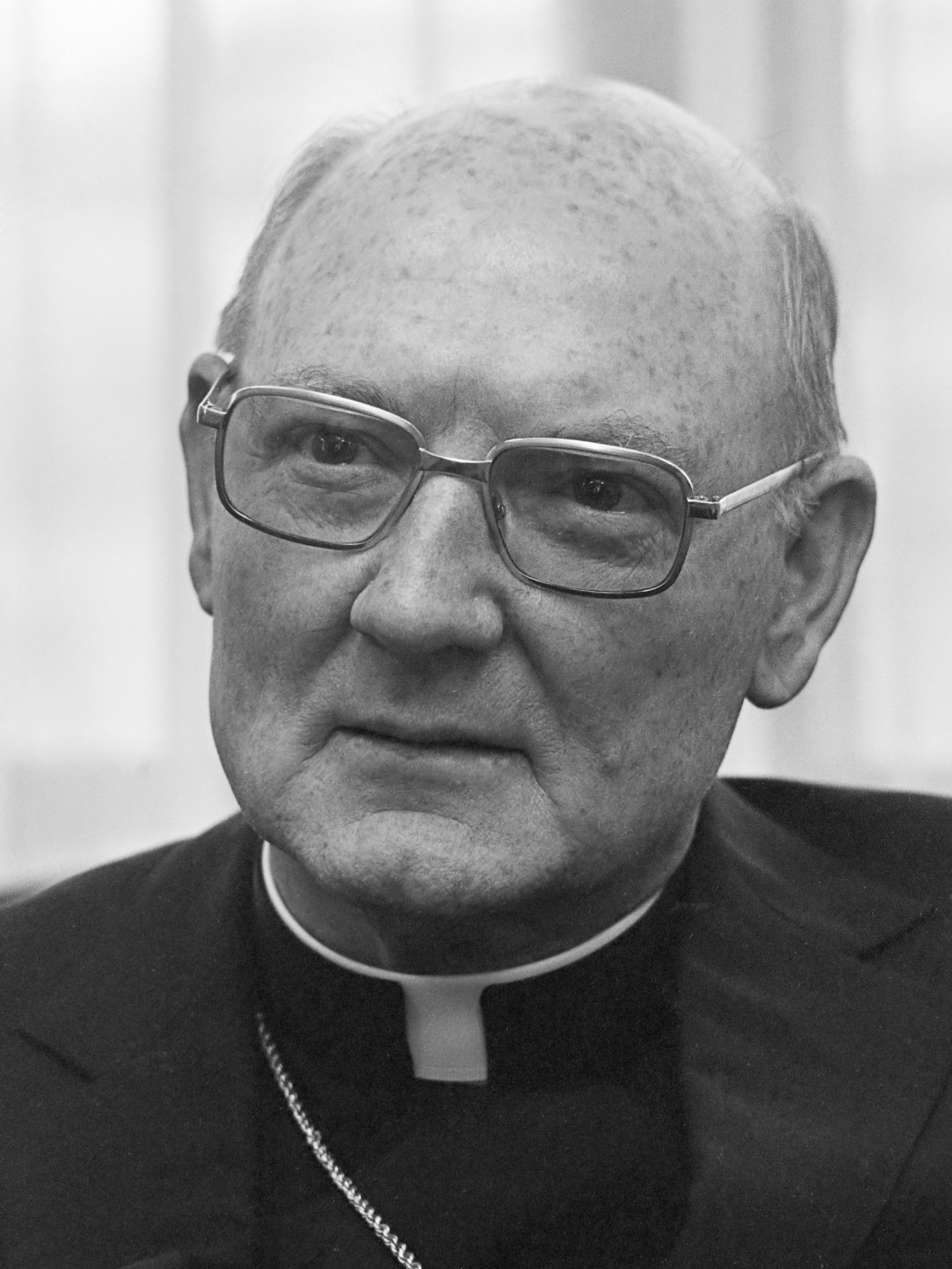
Edward Cassidy

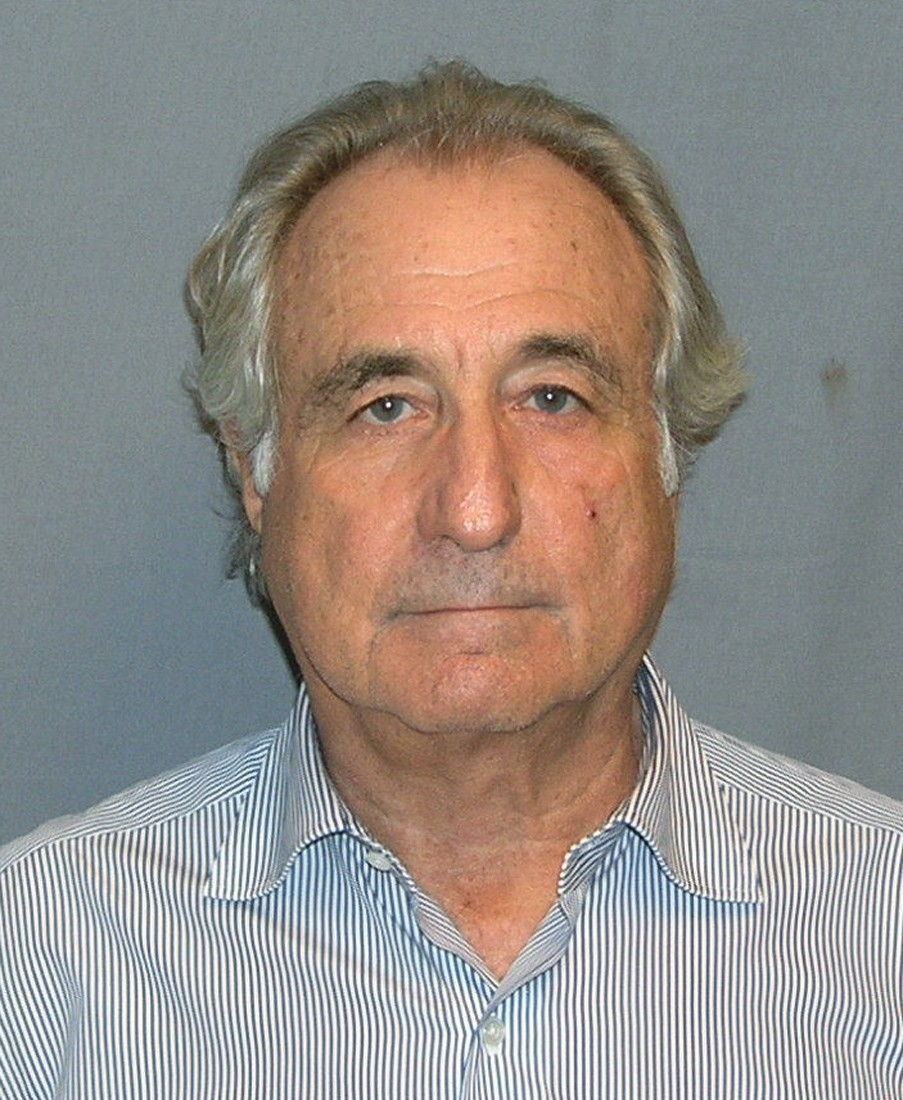
Bernie Madoff

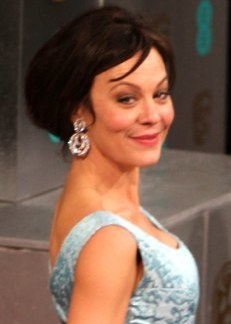
Helen McCrory

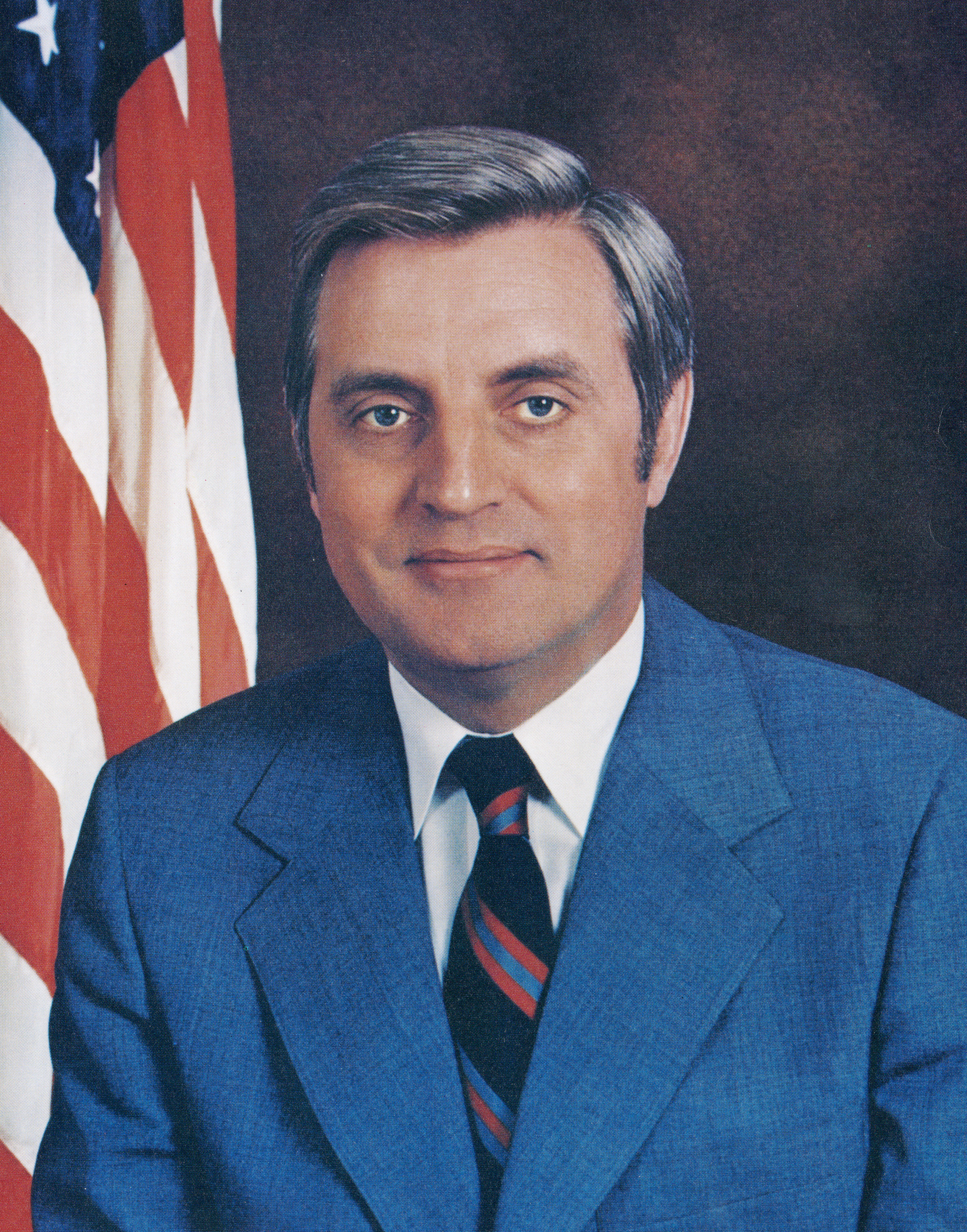
Walter Mondale

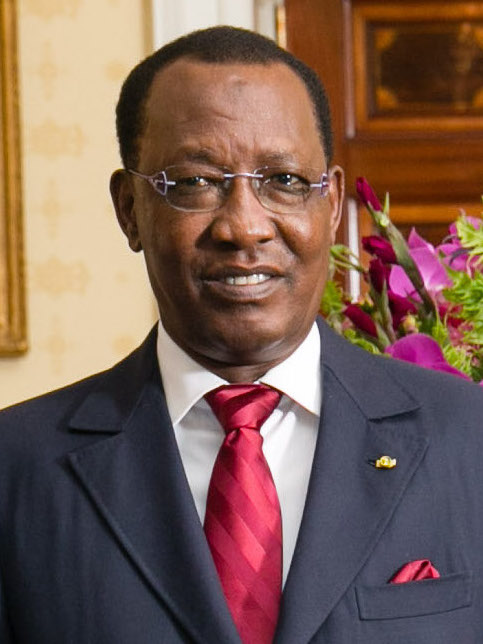
Idriss Déby

  - Đặng Trần Thụ, diễn viên người Việt Nam (s. 1939)
  - Isamu Akasaki, nhà vật lý đoạt giải Nobel người Nhật. (s. 1929)
- 3 tháng 4: Robert Mundell, nhà kinh tế học đoạt giải Nobel người Canada. (s. 1932)
- 5 tháng 4
  - Paul Ritter, diễn viên người Anh (s. 1966)
  - Marshall Sahlins, nhà nhân chủng học người Mỹ (s. 1930)
- 8 tháng 4
  - Jovan Divjak, tướng quân đội Bosnia (s. 1937)
  - Phillip Adams, cầu thủ bóng đá người Mỹ (s. 1988)
- 9 tháng 4:
  - Philip, Vương tế Anh, Vương tế Anh (s. 1921)
  - Thanh Liêm, nhạc sĩ người Việt Nam, em trai của NSND Lệ Thủy (s. 1949)
- 14 tháng 4: Bernard Madoff, cố vấn đầu tư người Mỹ, nhà tài chính và kẻ lừa đảo bị kết án (s. 1938)
- 16 tháng 4: Helen McCrory, nữ diễn viên người Anh (s. 1968)
- 19 tháng 4: Walter Mondale, Phó Tổng thống Hoa Kỳ (s. 1928)
- 20 tháng 4:
  - Hoàng Nhuận Cầm, nhà thơ, nhà biên kịch người Việt Nam (s. 1952)
  - Idriss Déby, Tổng thống thứ 6 của Tchad (s. 1952)
- 23 tháng 4: Milva, ca sỹ và diễn viên người Ý (s. 1939)
- 28 tháng 4:
  - Michael Collins, phi hành gia người Mỹ (s. 1930)
  - El Risitas, diễn viên và danh hài người Tây Ban Nha (s. 1956)
  - Federico Salas, Thủ tướng thứ 136 của Peru (s. 1950)
- 29 tháng 4: Anne Buydens, nhà từ thiện người Mỹ gốc Đức (s. 1919)
- 30 tháng 4: Kom Chauncheun, diễn viên người Thái Lan, qua đời vì COVID-19 (s. 1958)

### Tháng 5

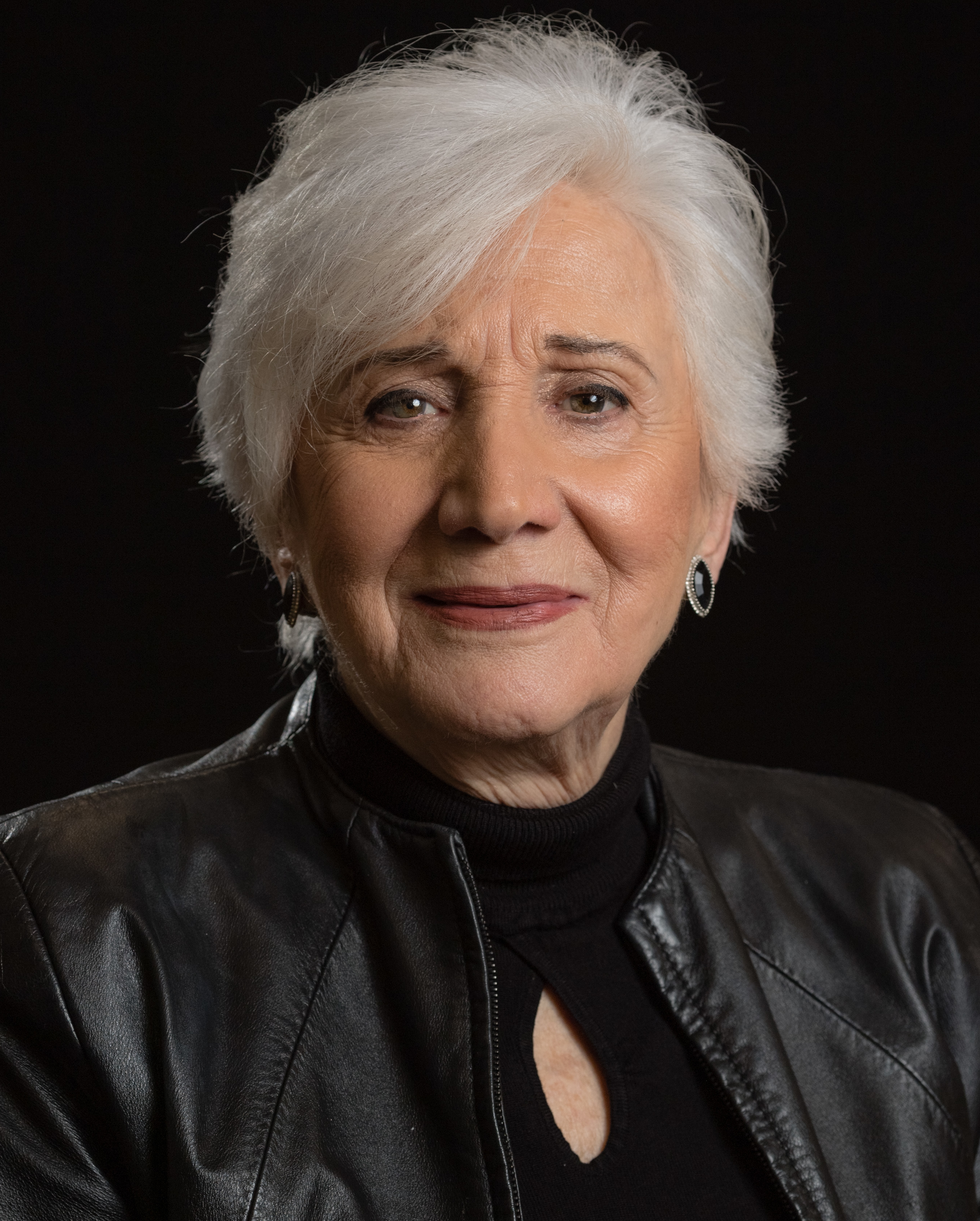
Olympia Dukakis

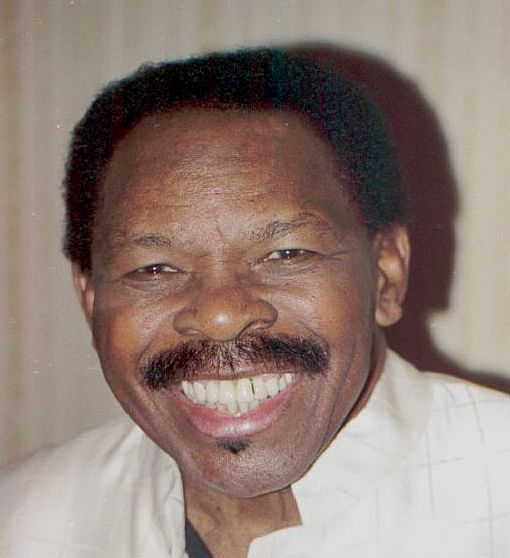
Lloyd Price

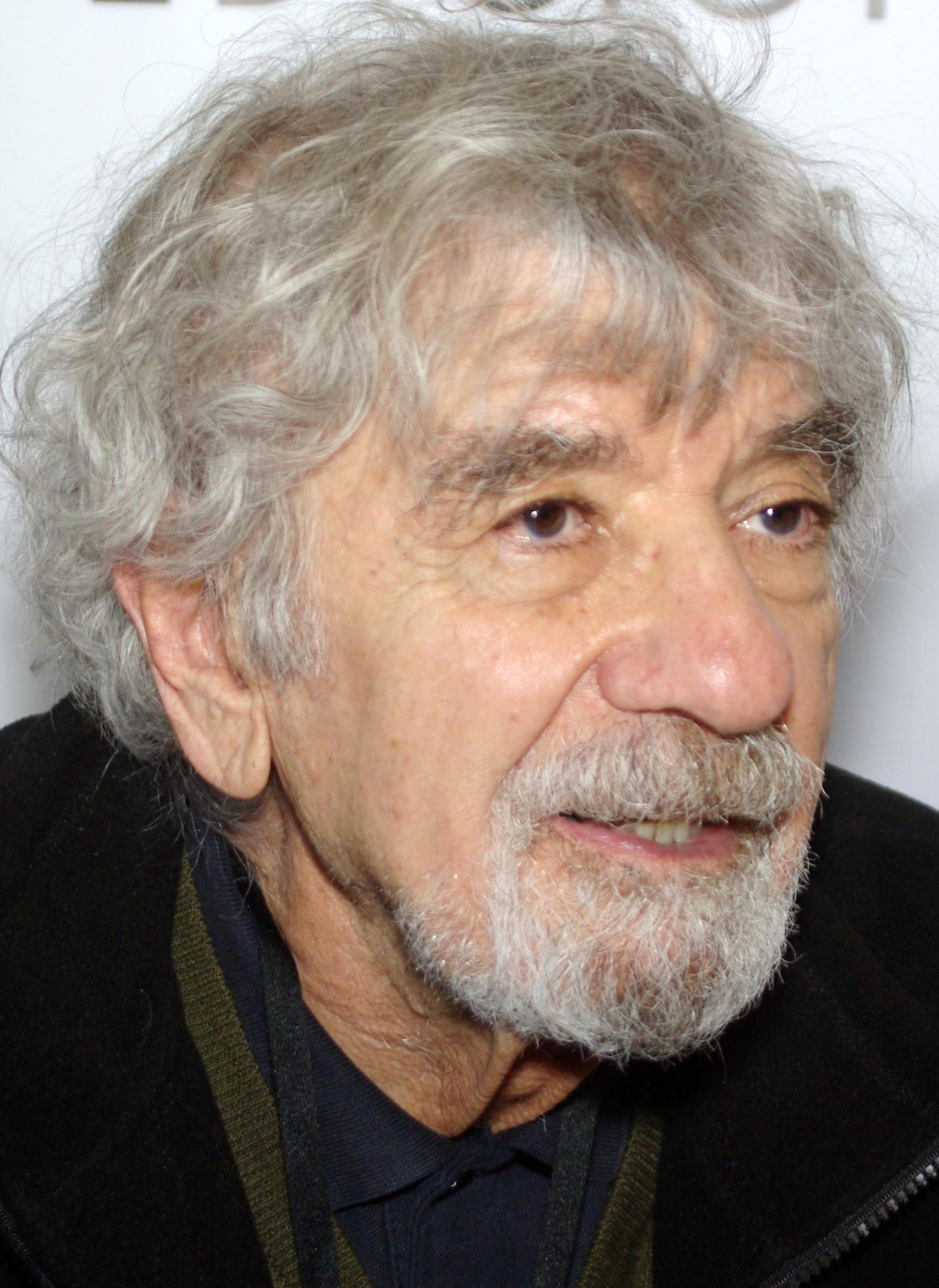
Humberto Maturana

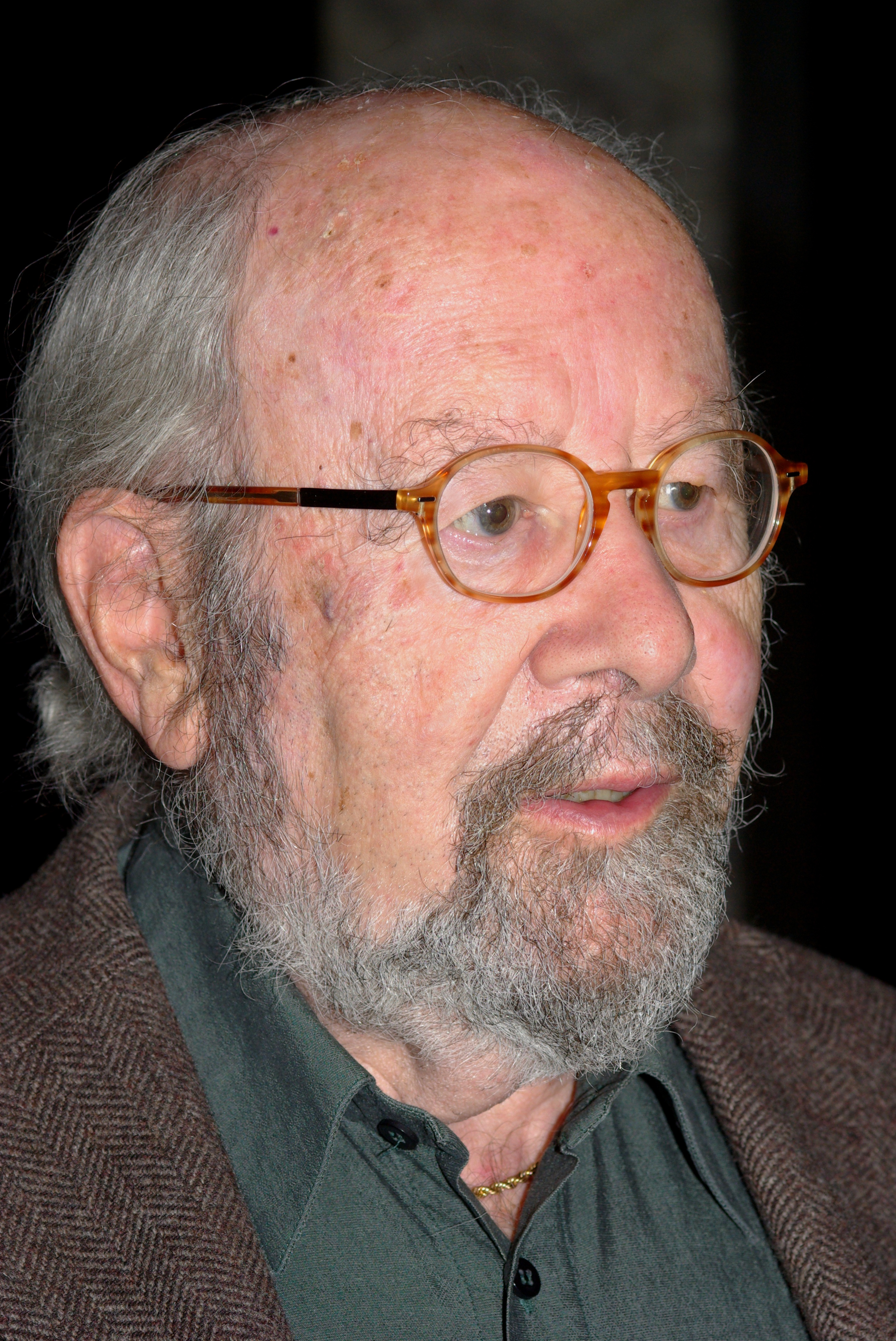
José Manuel Caballero

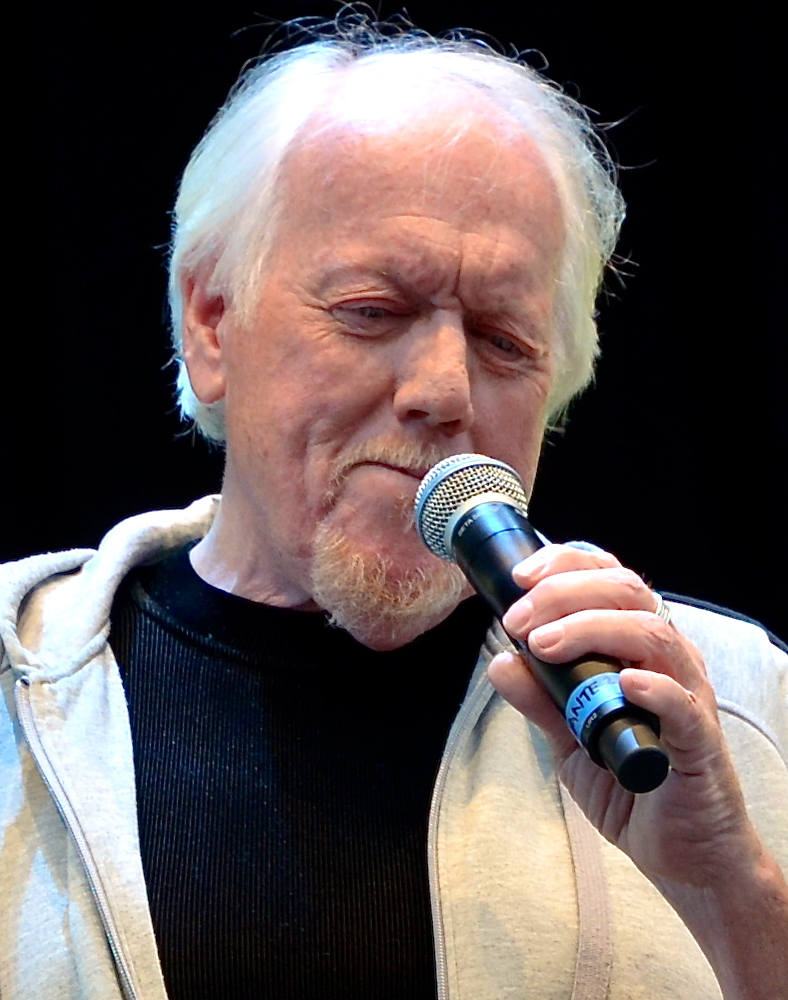
Svante Thuresson

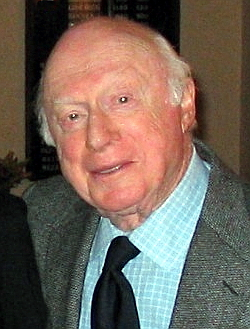
Norman Lloyd

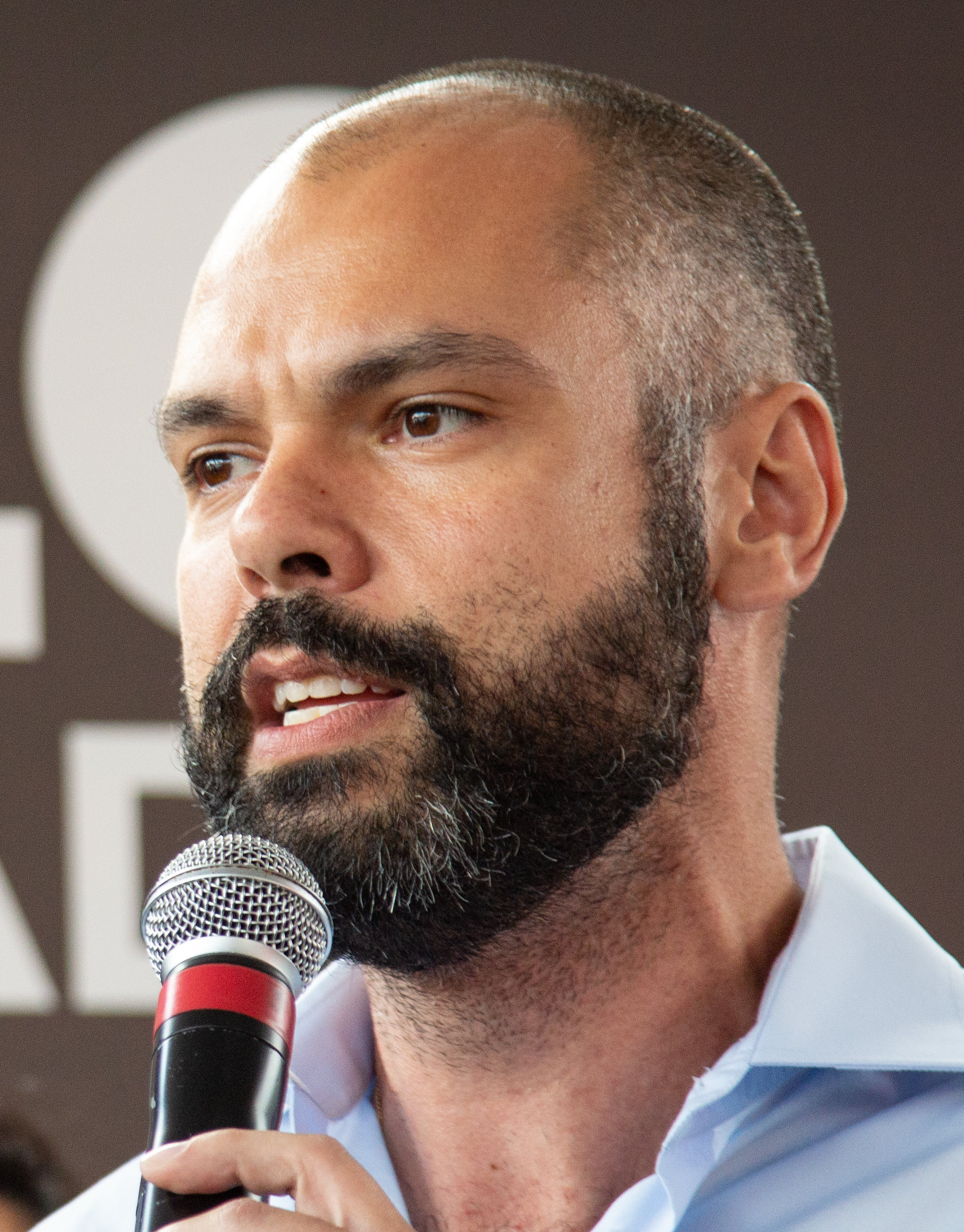
Bruno Covas

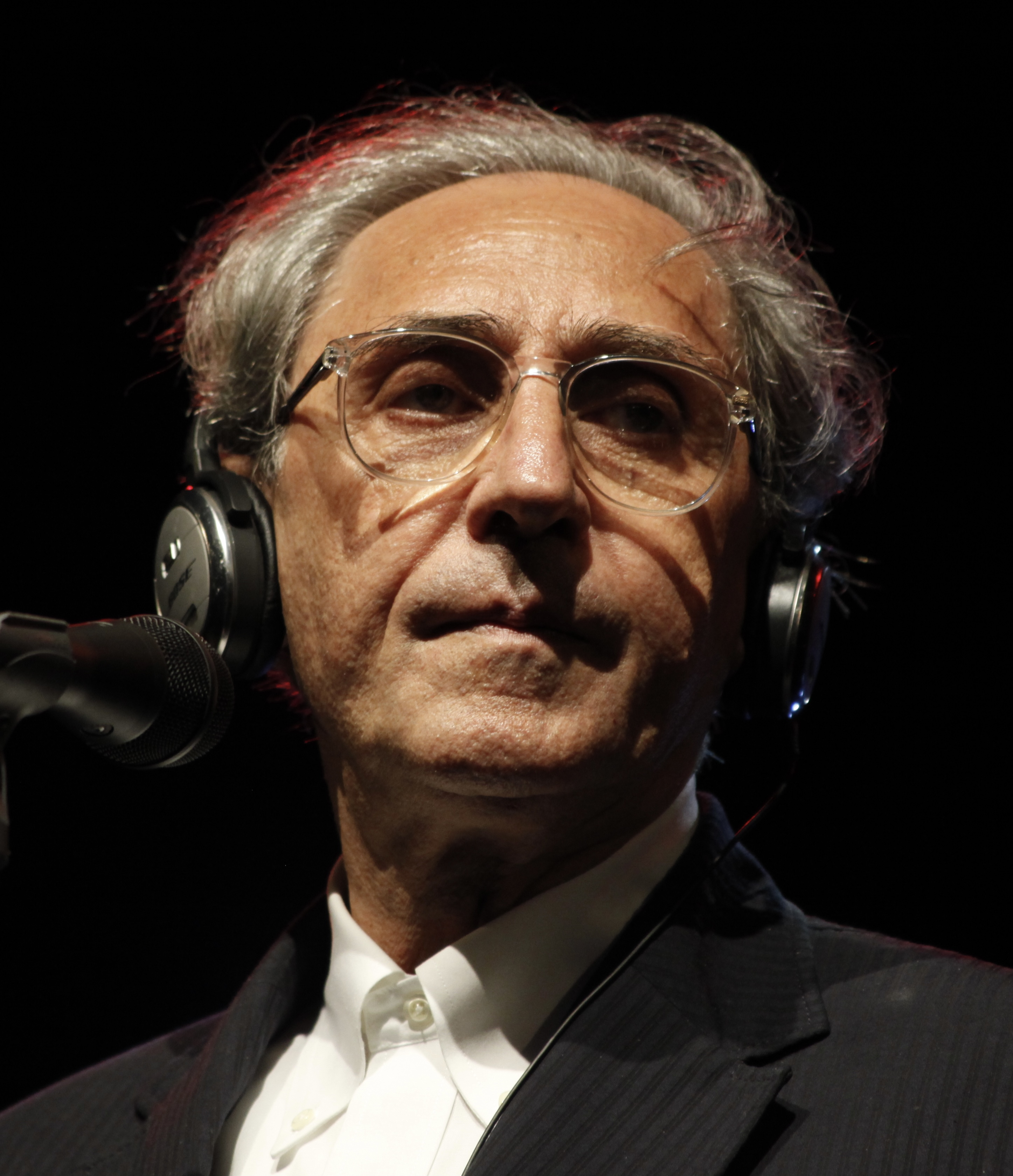
Franco Battiato

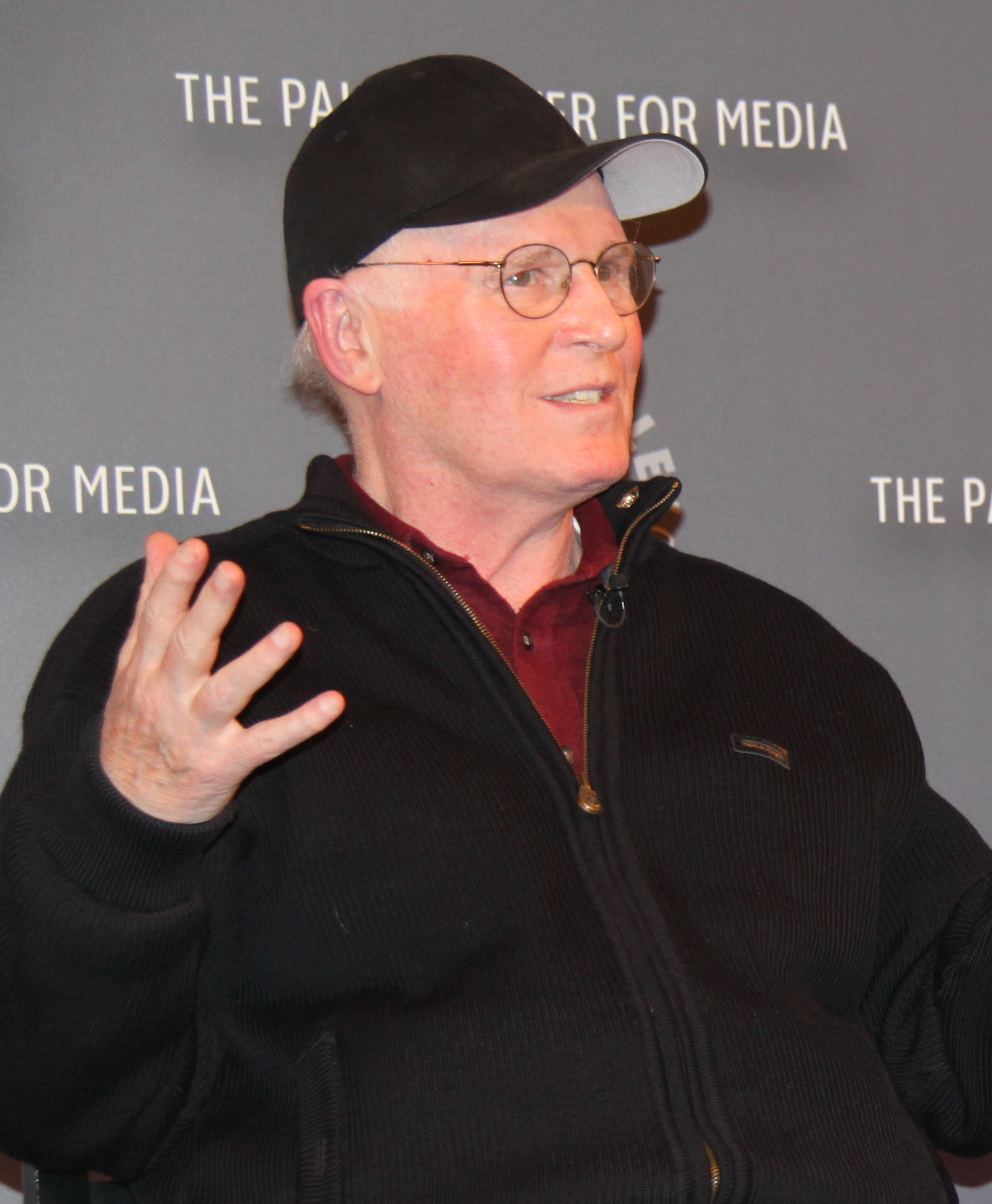
Charles Grodin

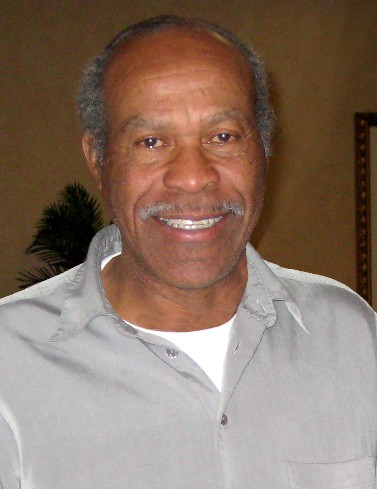
Lee Evans

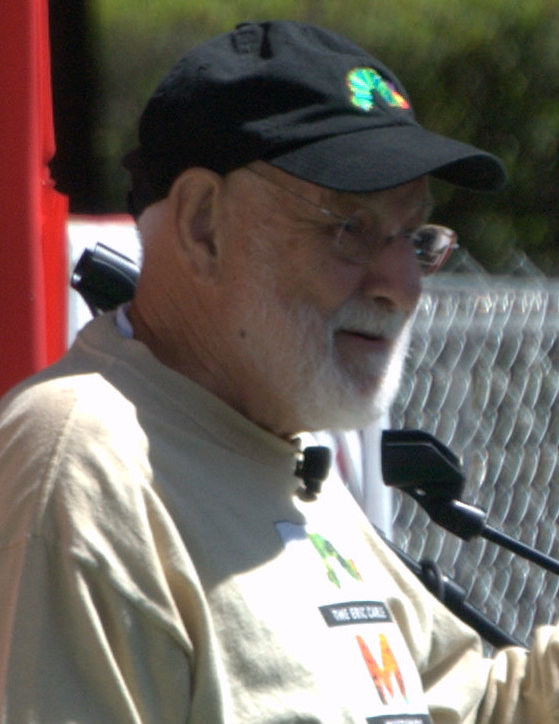
Eric Carle

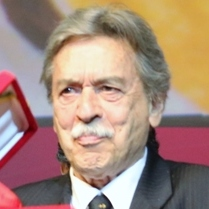
Paulo Mendes da Rocha

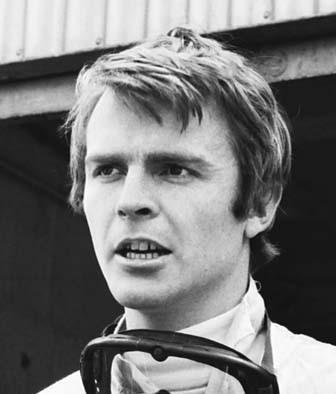
Max Mosley

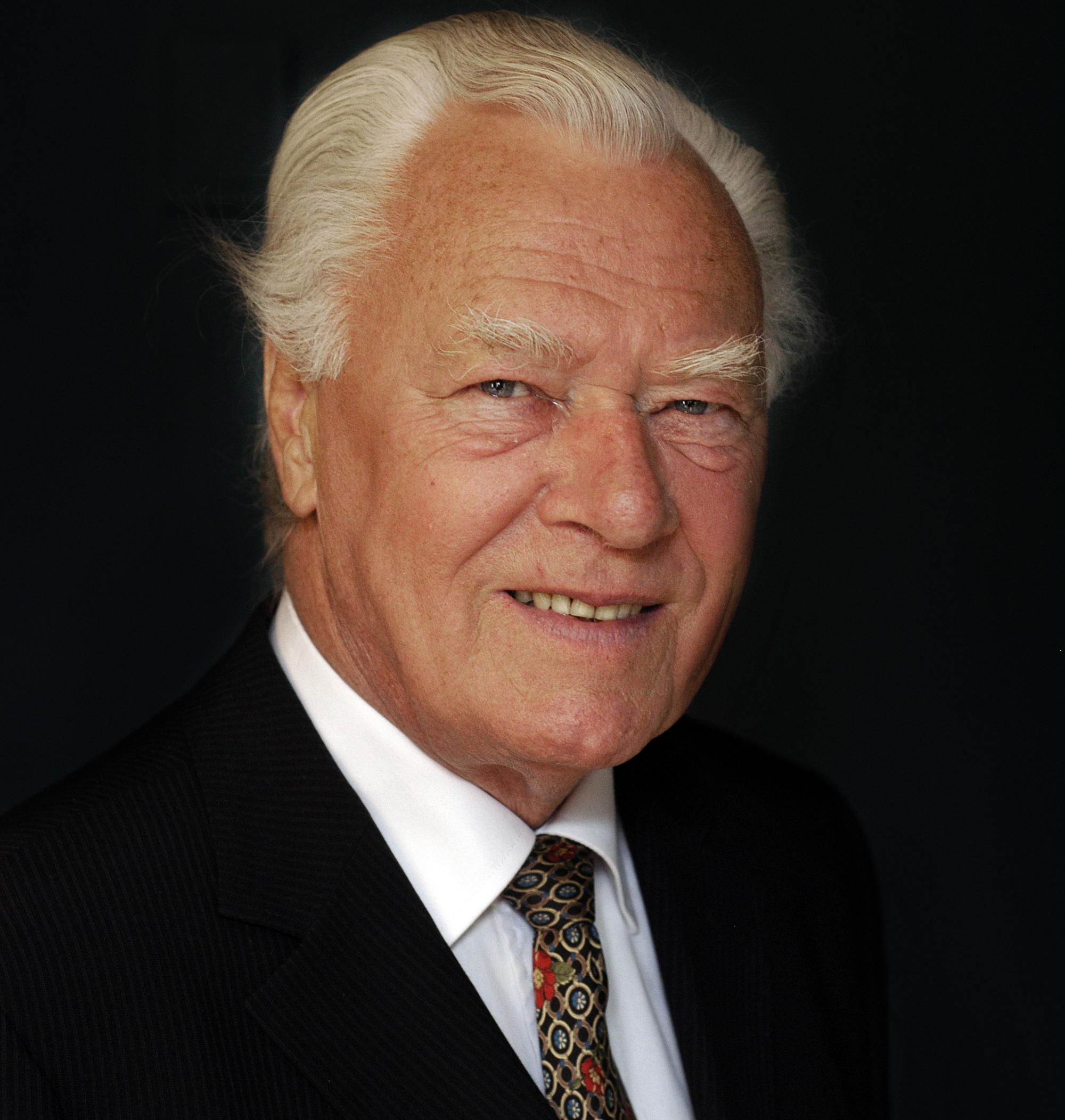
Poul Schlüter

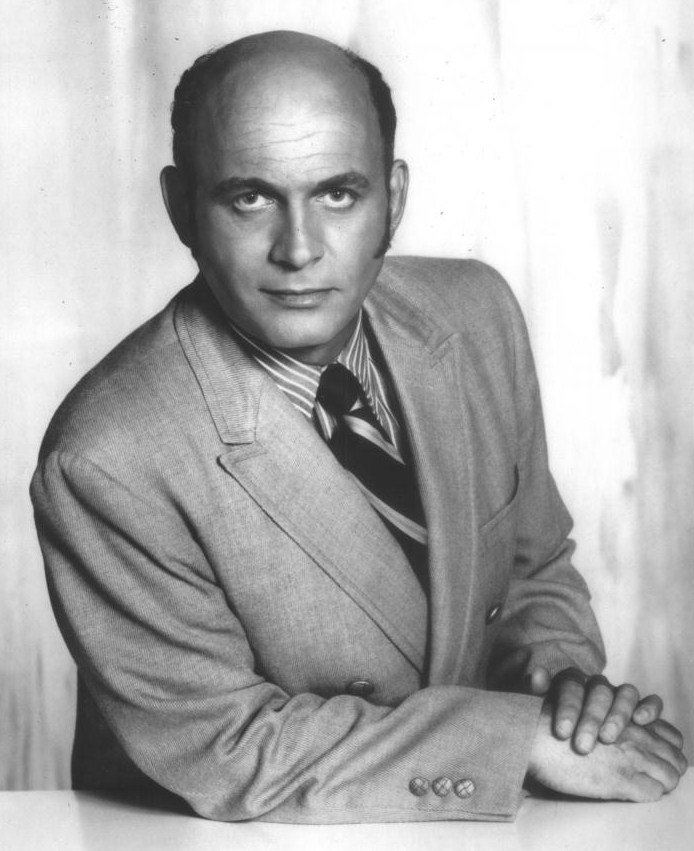
Gavin MacLeod

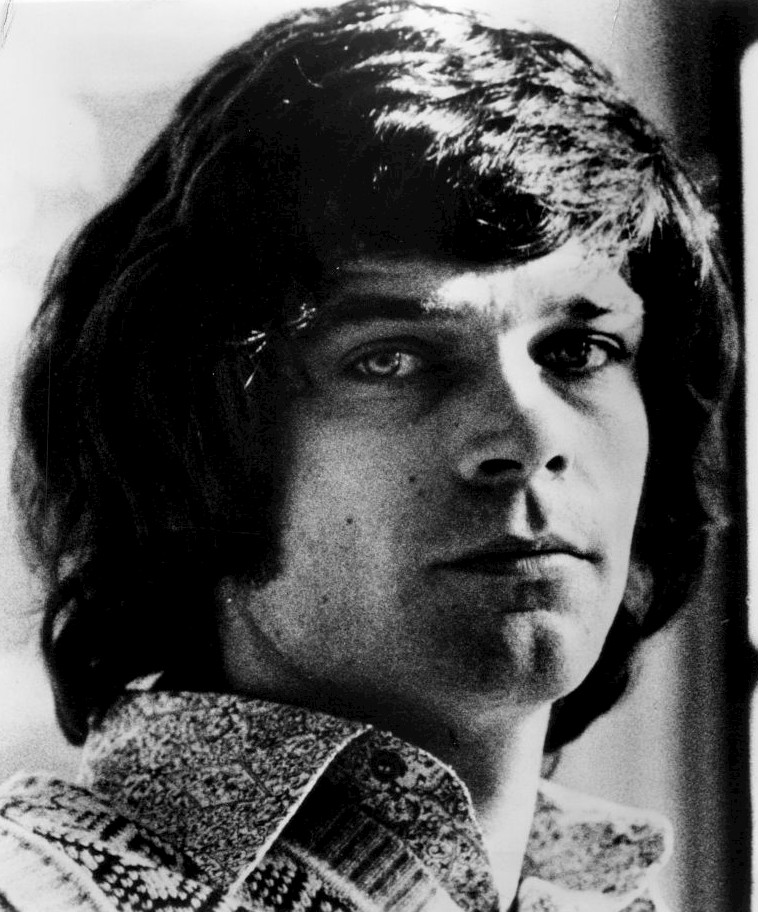
B. J. Thomas

- 1 tháng 5: Olympia Dukakis, nữ diễn viên người Mỹ (s. 1931)
- 4 tháng 5: Simon Achidi Achu, Thủ tướng thứ 2 của Cameroon (s. 1934)
- 7 tháng 5: Lê Thụy Hải, cầu thủ kiêm huấn luyện viên Bóng đá người Việt Nam (s. 1946)
- 9 tháng 5: Rahul Vohra, diễn viên người Ấn Độ, qua đời vì COVID-19 (s. 1986)
- 10 tháng 5: Chuối Tây, DJ người Việt Nam (S. 1993)
- 13 tháng 5: J. Yoon (M.C. The Max), ca sĩ, nhạc sĩ người Hàn Quốc (s. 1982)
- 19 tháng 5: Nhật Dũng, nhà thiết kế áo dài người Việt Nam (s. 1980)
- 26 tháng 5: Nguyễn Hoàng Phúc, diễn viên, Top 3 Cười xuyên Việt (s. 1994)

### Tháng 6

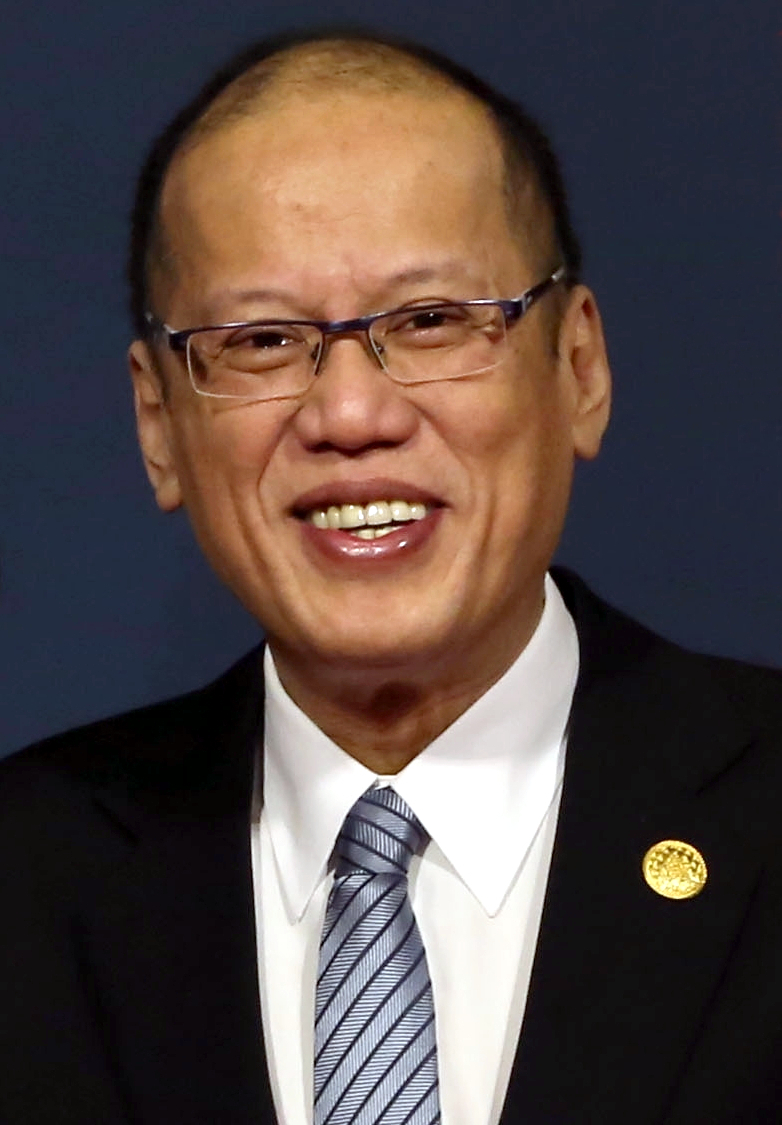
Benigno Aquino III

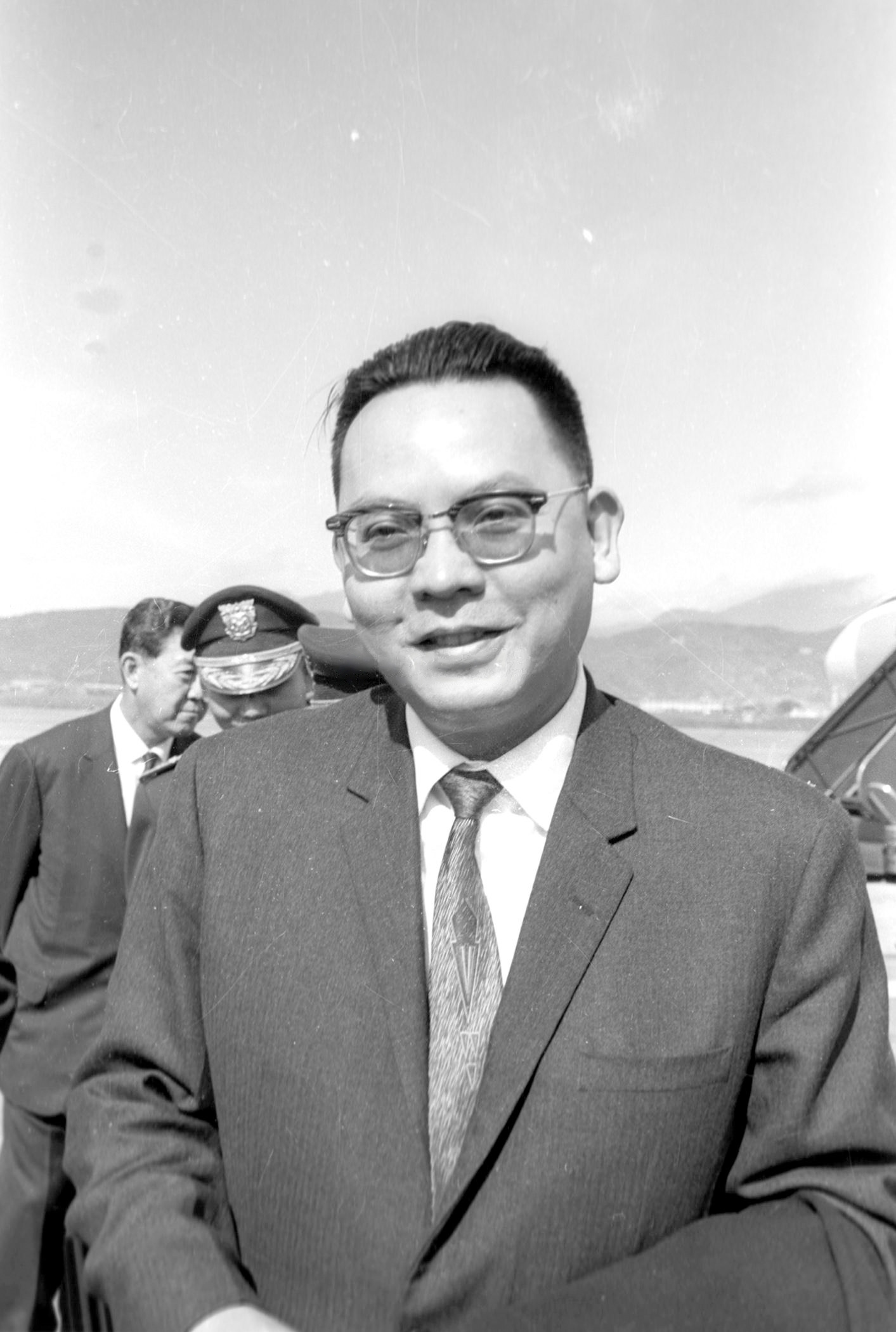
Trần Thiện Khiêm

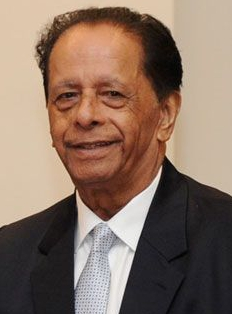
Anerood Jugnauth

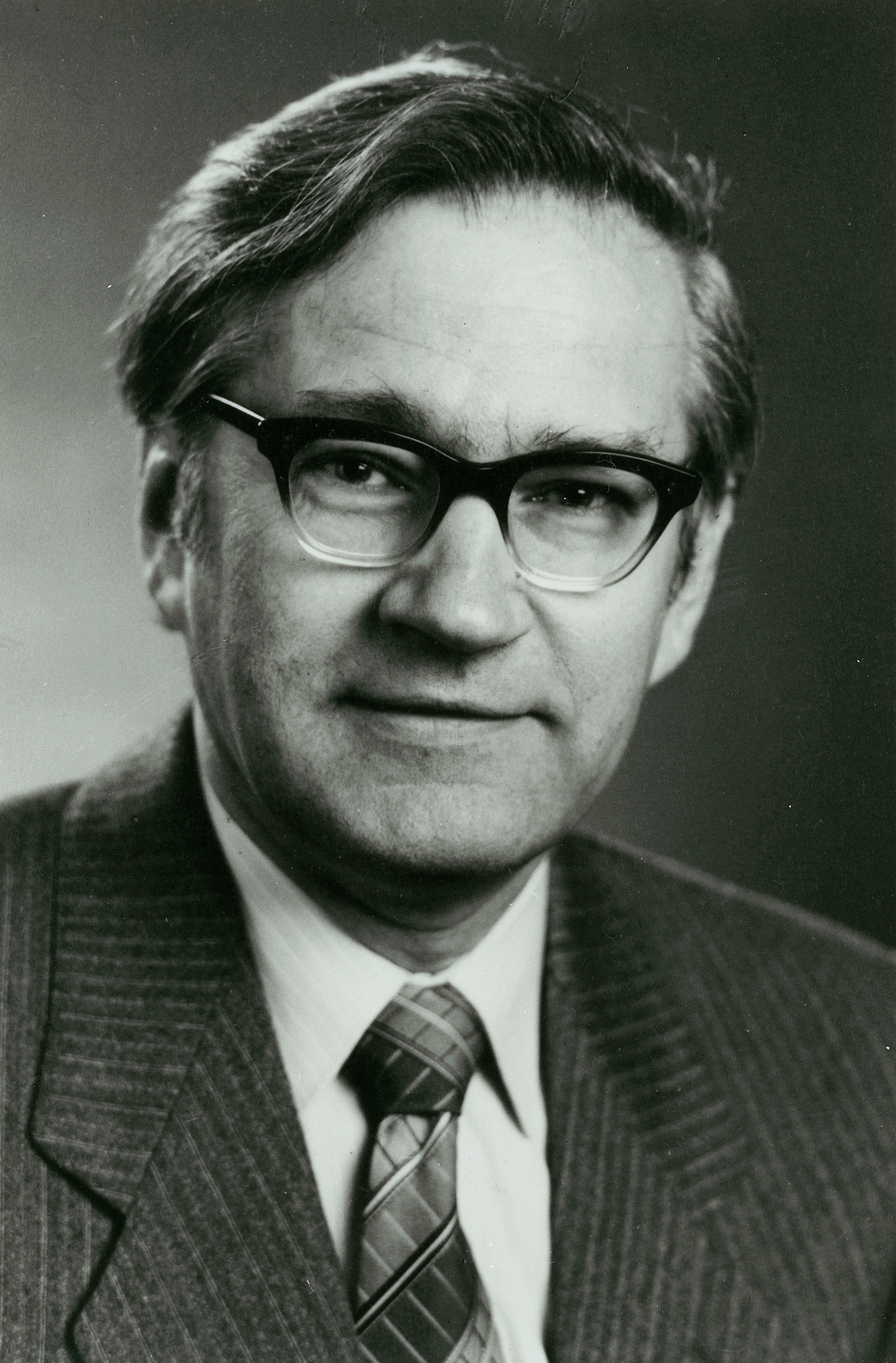
Richard R. Ernst

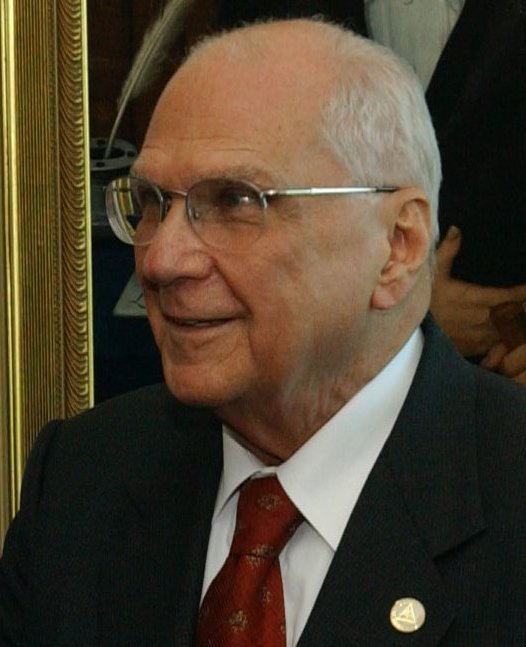
Enrique Bolaños

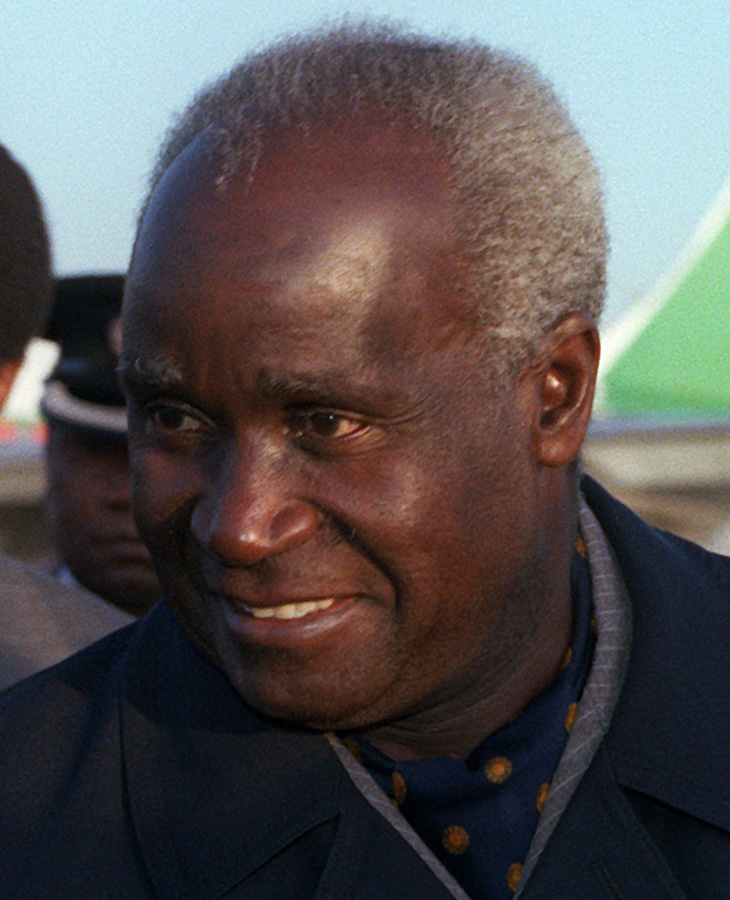
Kenneth Kaunda

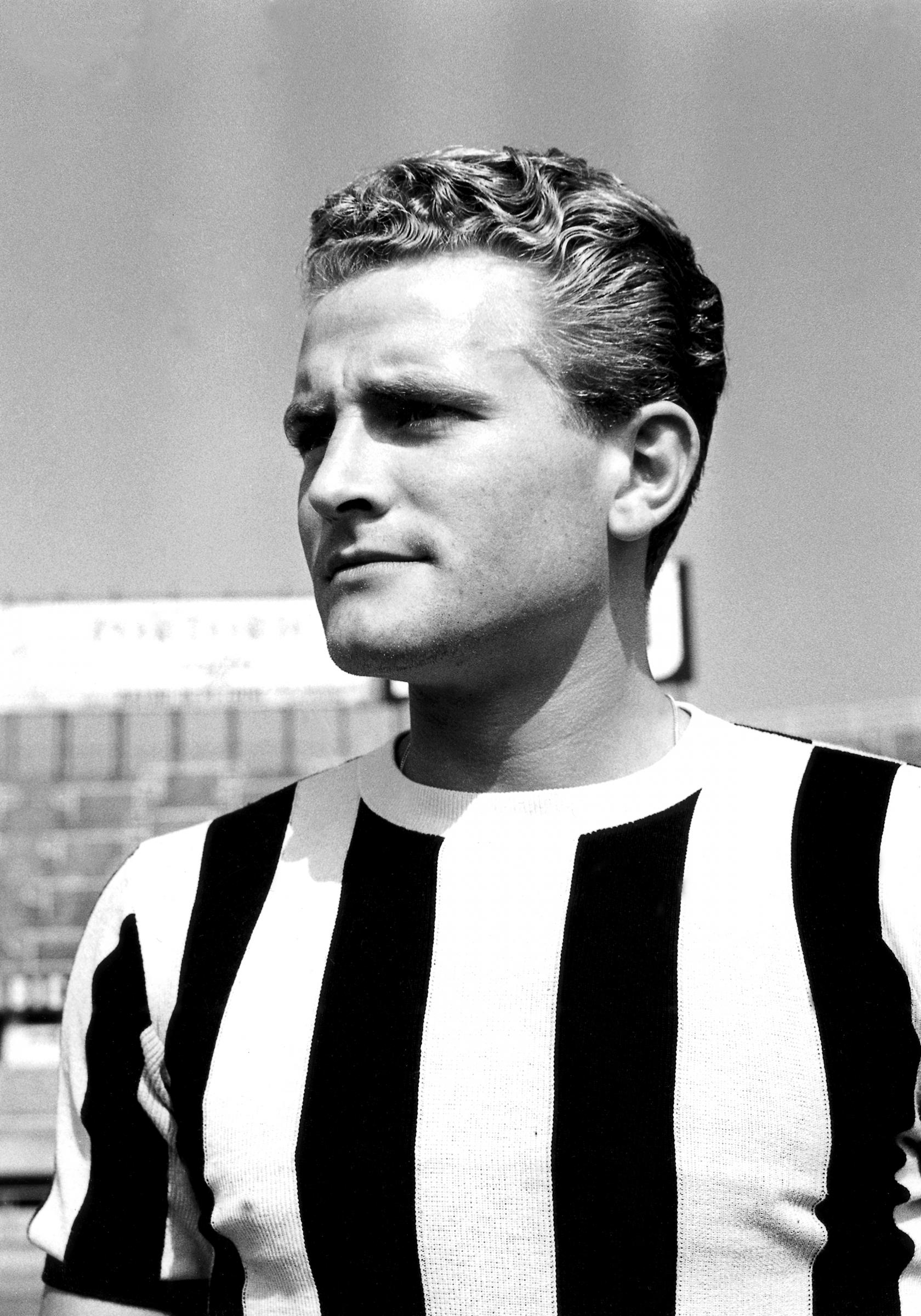
Giampiero Boniperti

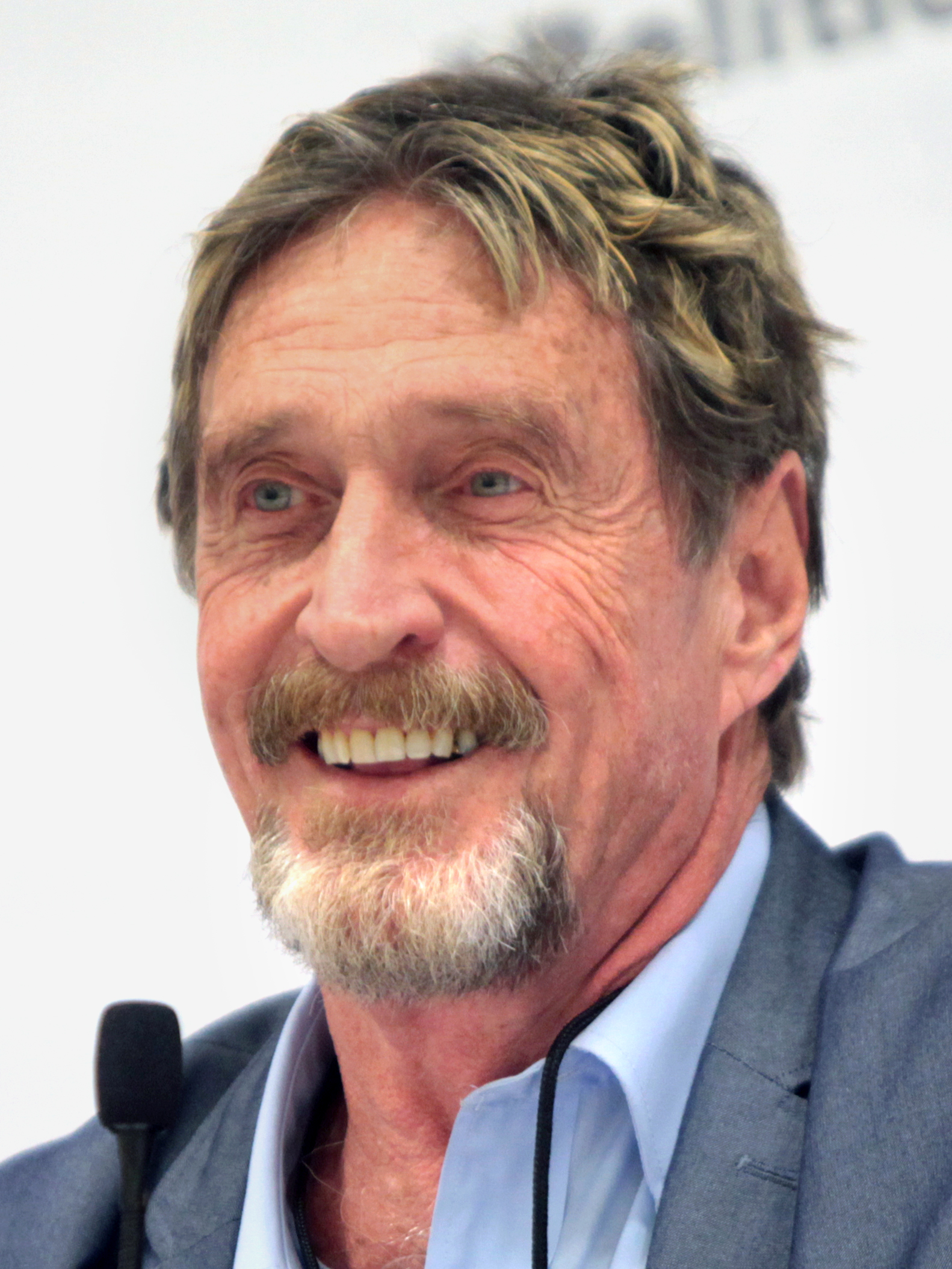
John McAfee

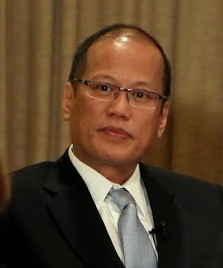
Benigno Aquino III

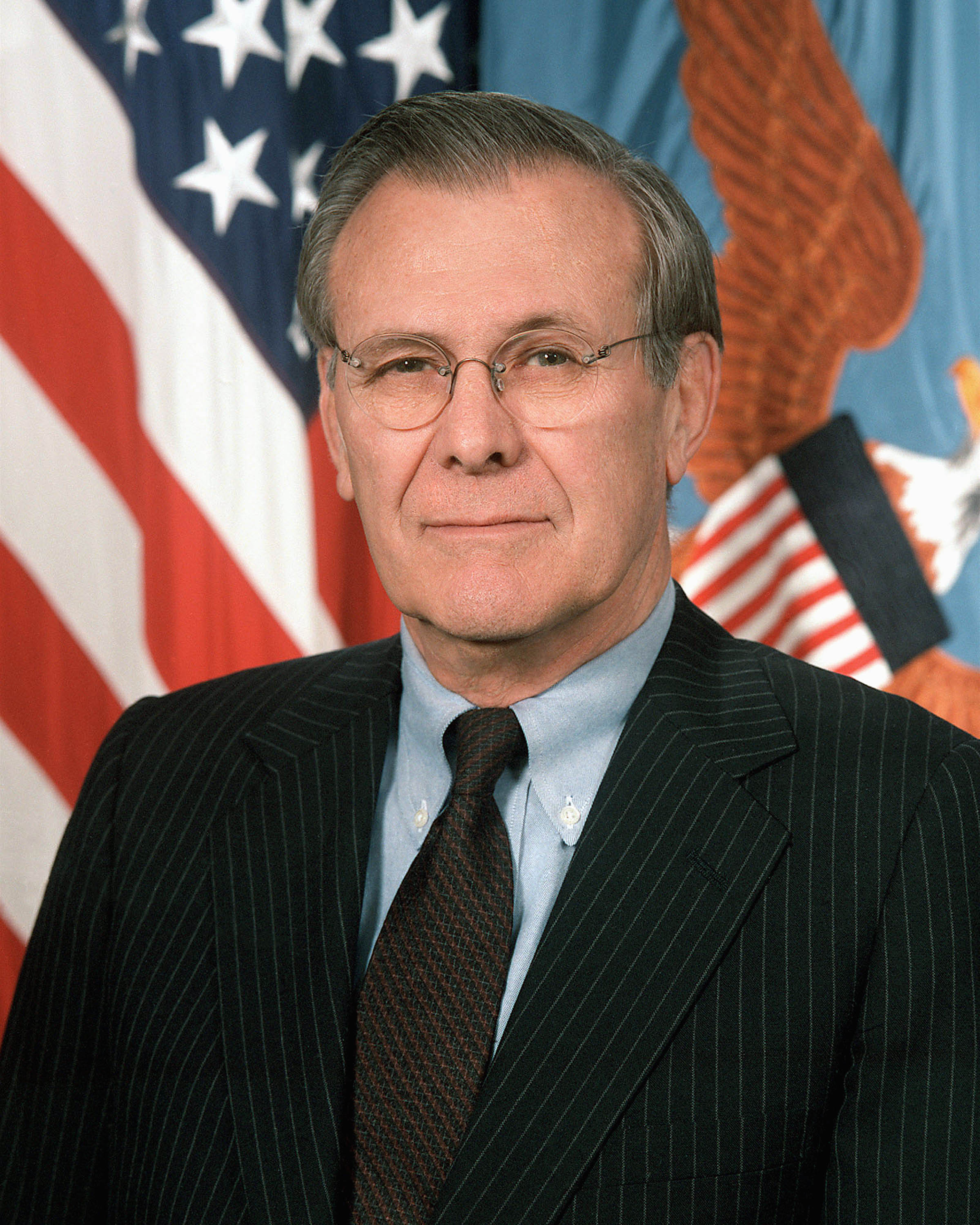
Donald Rumsfeld

- 2 tháng 6: Angela Trâm Anh, nữ ca sĩ người Mỹ gốc Việt (s. 1985)
- 5 tháng 6: Nguyễn Thu Thủy, Hoa hậu Việt Nam 1994 (s. 1976)
- 11 tháng 6:
  - Cẩm Liên, nữ biên tập viên, người dẫn chương trình, phóng viên người Việt Nam (s. 1968)
  - Trường Hải, ca sĩ, nhạc sĩ người Mỹ gốc Việt (s. 1938)
- 13 tháng 6: Lê Cung Bắc, đạo diễn, diễn viên, Nghệ sĩ ưu tú người Việt Nam (s. 1946)
- 24 tháng 6:
  - Benigno Aquino III, Tổng thống thứ 15 của Philippines (s. 1960)
  - Trần Thiện Khiêm, Thủ tướng Việt Nam Cộng hòa (s. 1925)
- 25 tháng 6: Nguyễn Văn Lập, tên thật là Kostas Sarantidis, Anh hùng Lực lượng vũ trang nhân dân Việt Nam người Hy Lạp - Việt Nam (s. 1927)
- 29 tháng 6: Donald Rumsfeld, Bộ trưởng Bộ Quốc phòng Hoa Kỳ (s. 1932)

### Tháng 7

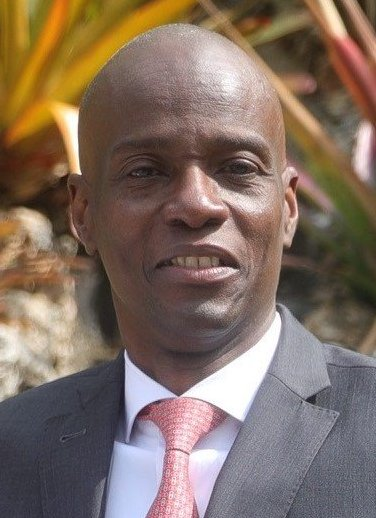
Jovenel Moïse

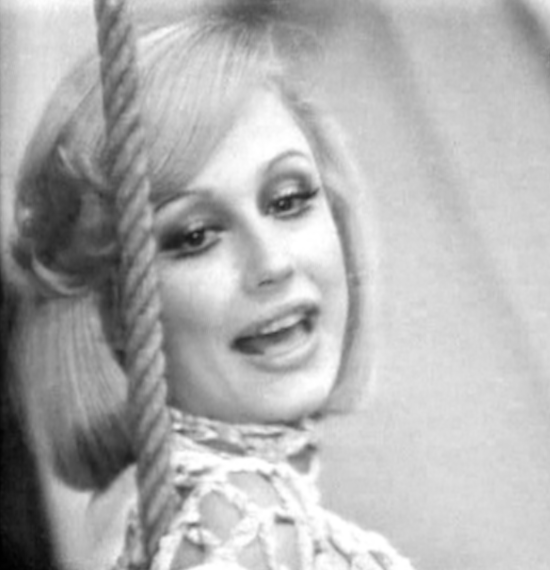
Raffaella Carrà

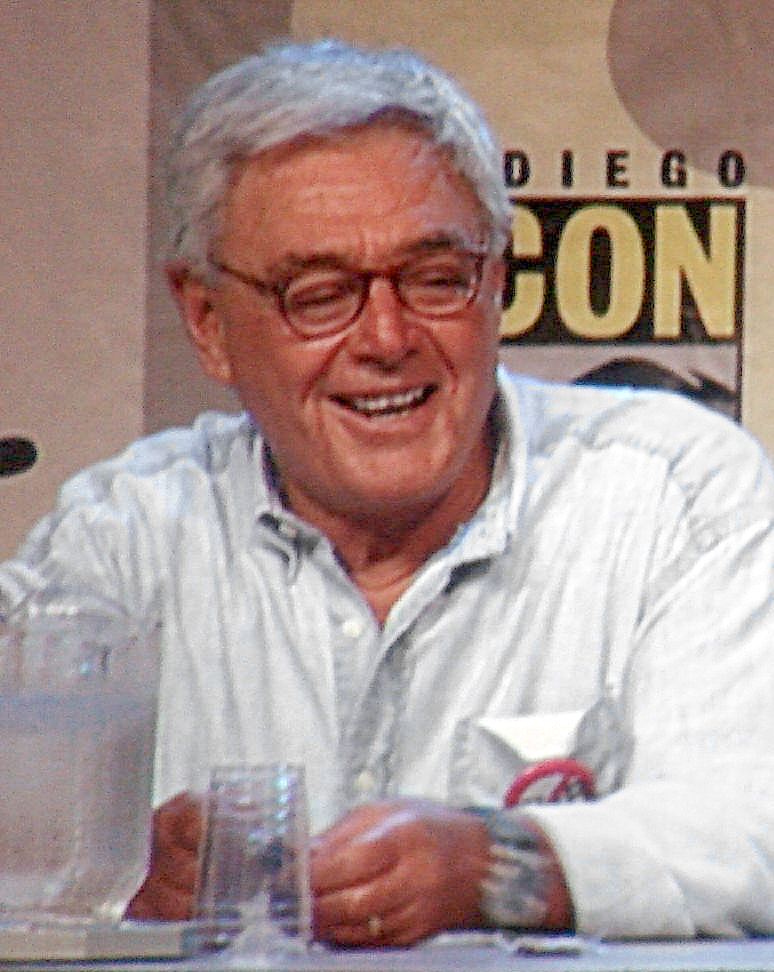
Richard Donner

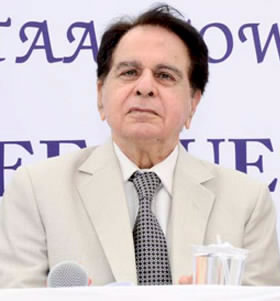
Dilip Kumar

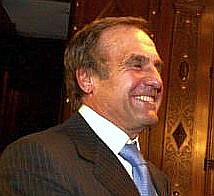
Carlos Reutemann

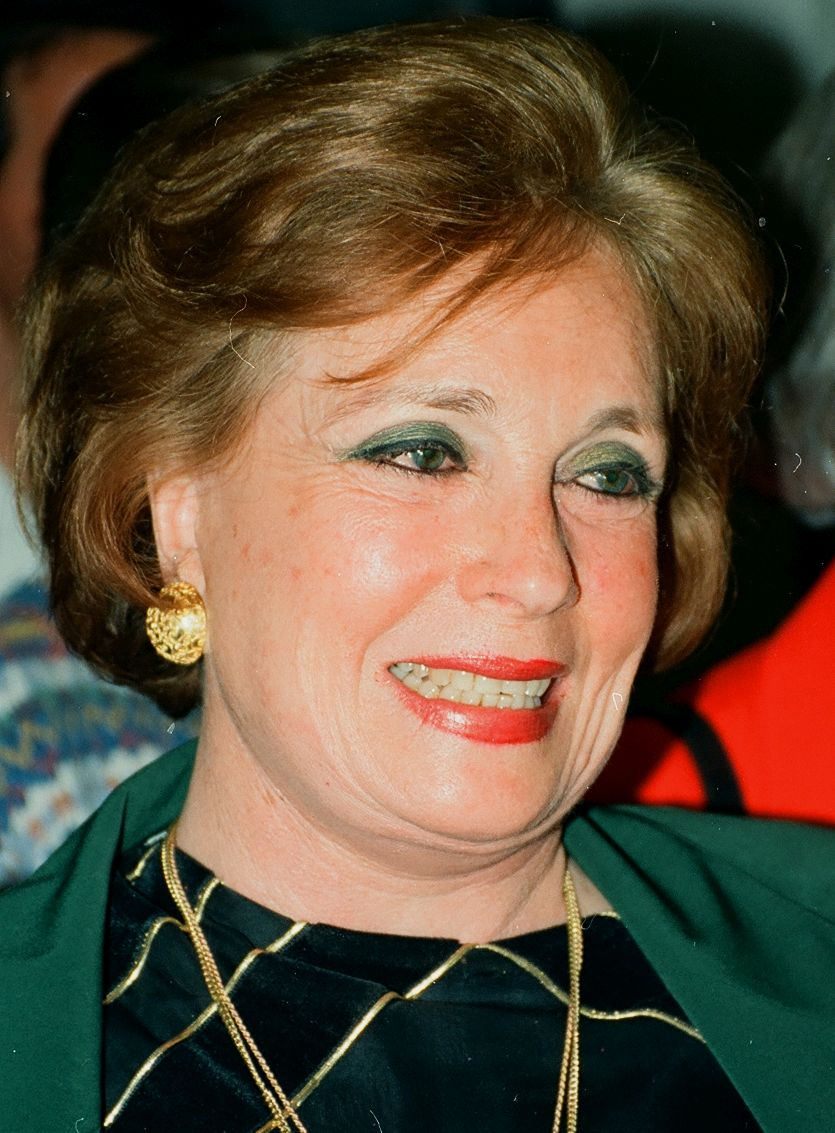
Jehan Sadat

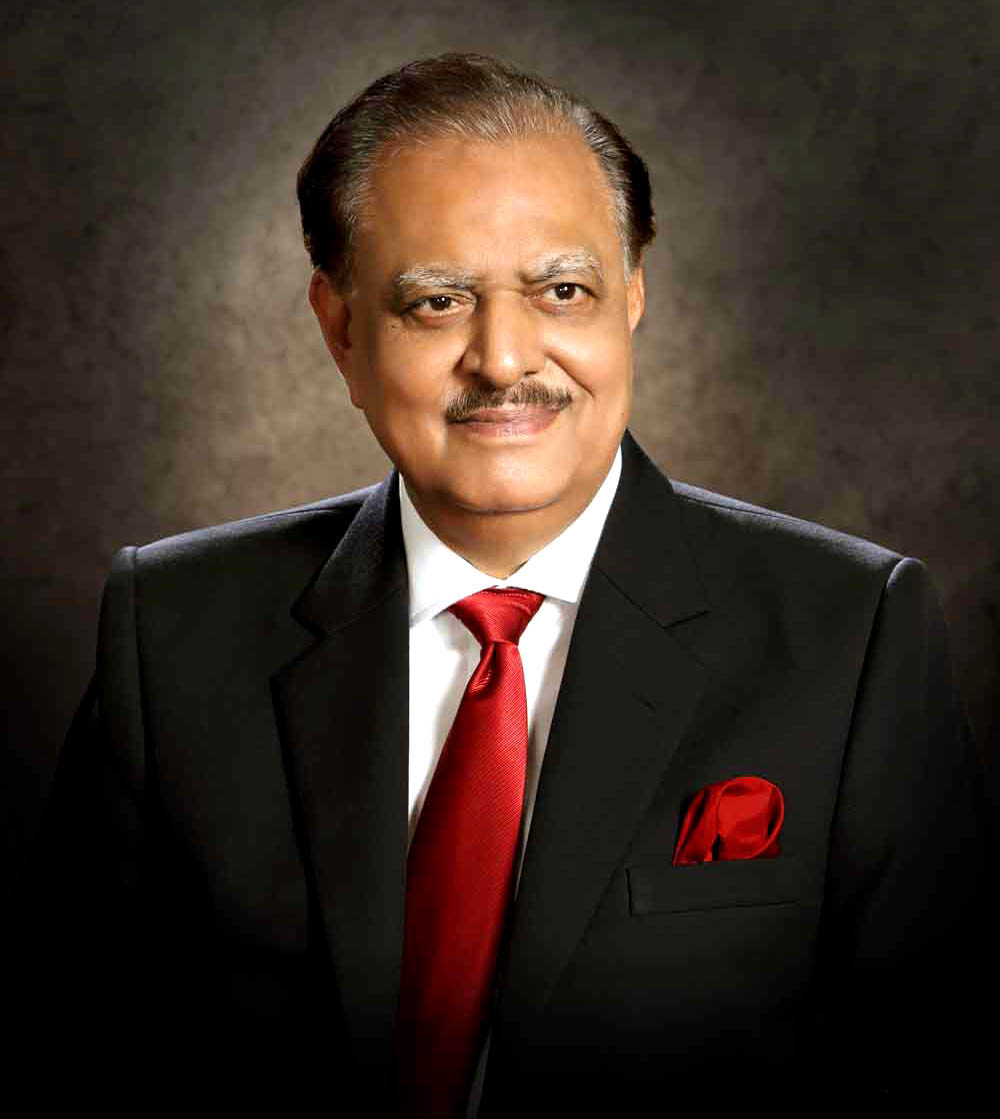
Mamnoon Hussain

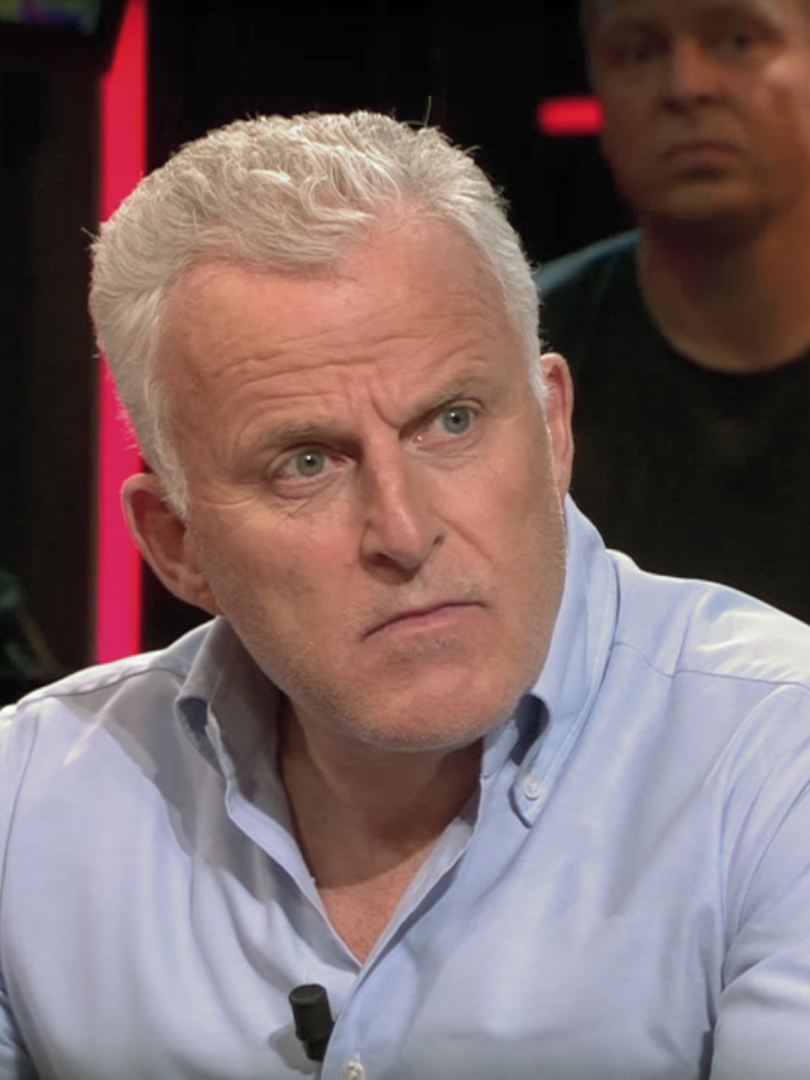
Peter R. de Vries

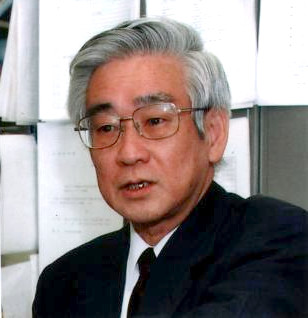
Toshihide Maskawa

Steven Weinberg

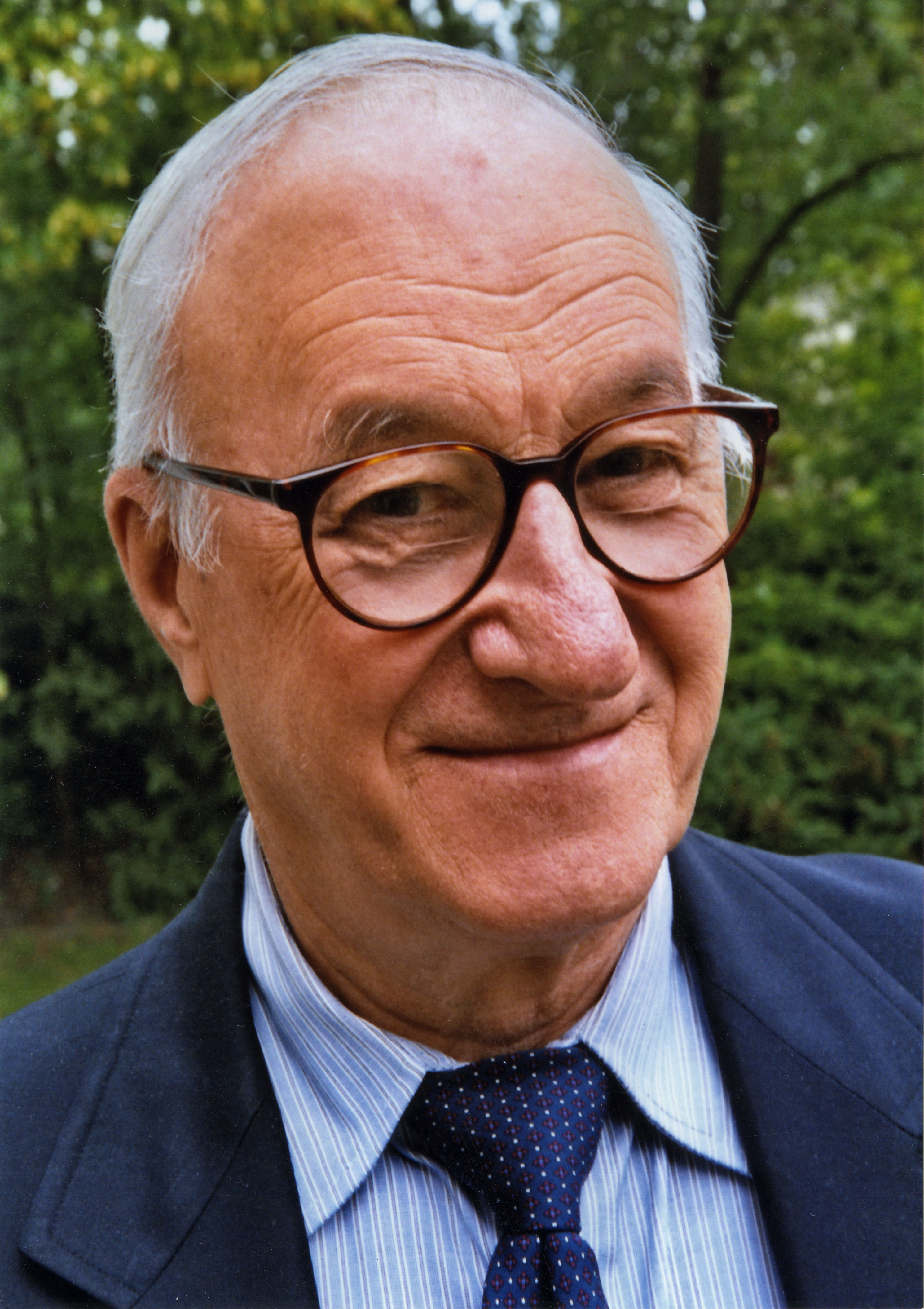
Albert Bandura

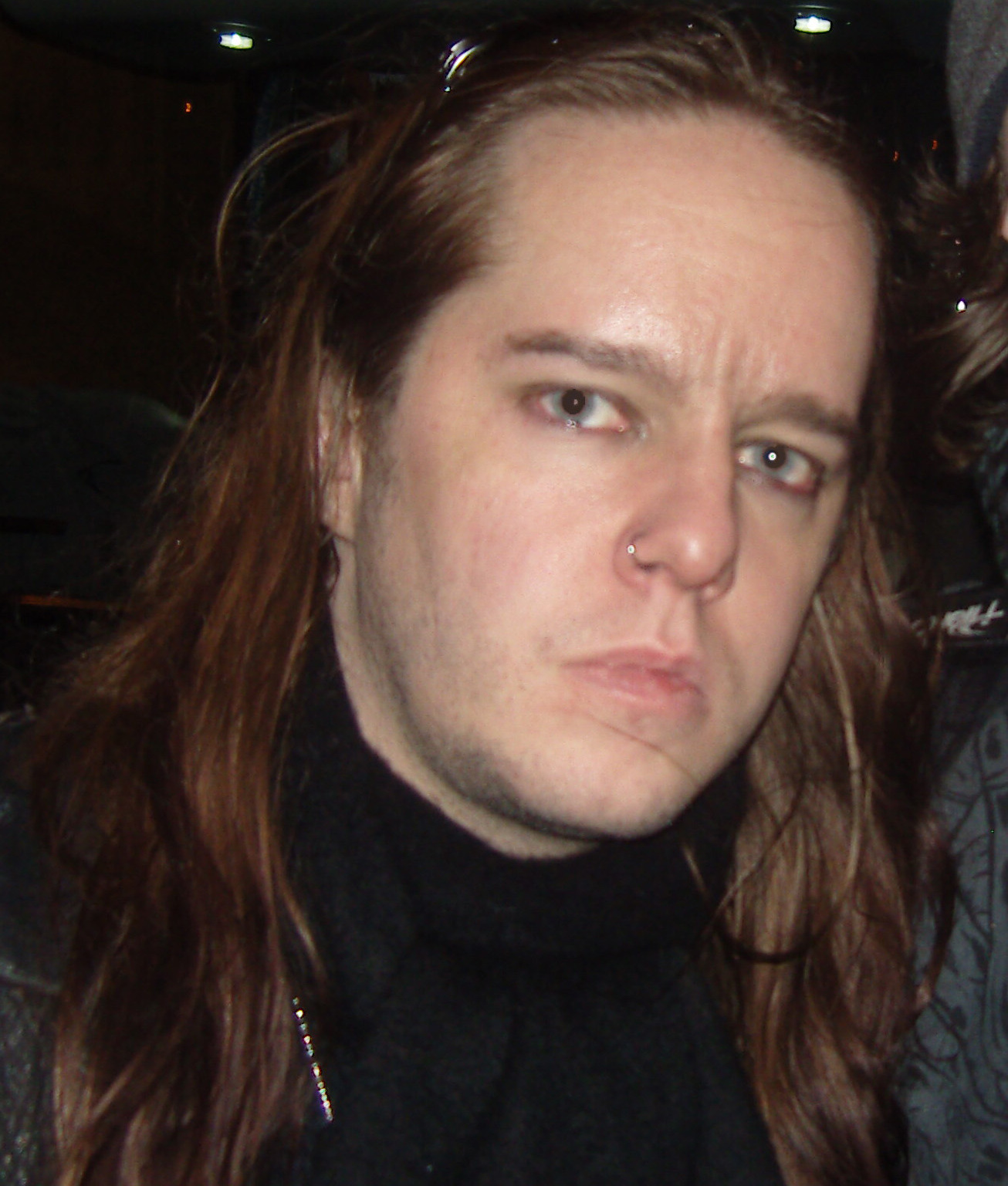
Joey Jordison

- 6 tháng 7: Phạm Đức Long, diễn viên người Việt Nam (s. 1988)
- 7 tháng 7: Jovenel Moïse, Tổng thống thứ 42 của Haiti (s. 1968)
- 16 tháng 7:
  - Surekha Sikri, diễn viên kịch, diễn viên điện ảnh người Ấn Độ (s. 1945)
  - Biz Markie, rapper, ca sĩ, DJ và nhà sản xuất nhạc người Mỹ (s. 1964)
- 25 tháng 7: Kim Phượng, nghệ sĩ cải lương người Việt Nam, qua đời vì COVID-19 (s. 1955)
- 30 tháng 7: Phi Hải, ca sĩ người Việt Nam, qua đời vì COVID-19 (s. 1971)
- 31 tháng 7:
  - Khải Hoàn, nhạc sĩ, Nghệ sĩ Ưu tú người Việt Nam, qua đời vì COVID-19 (s. 1953)
  - Yeo Hyo-jin, cầu thủ người Hàn Quốc (s.1983)

### Tháng 8

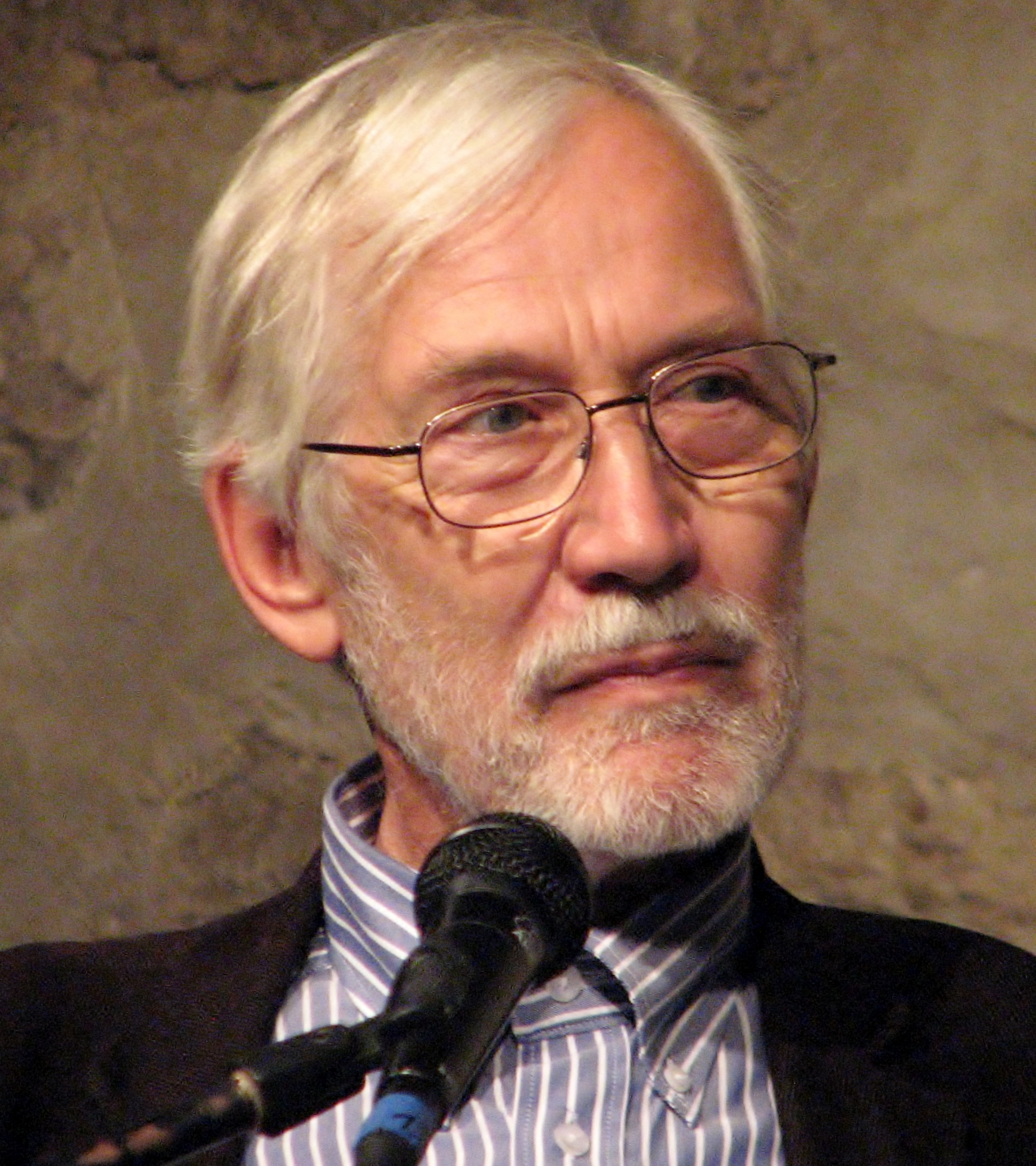
Jaan Kaplinski

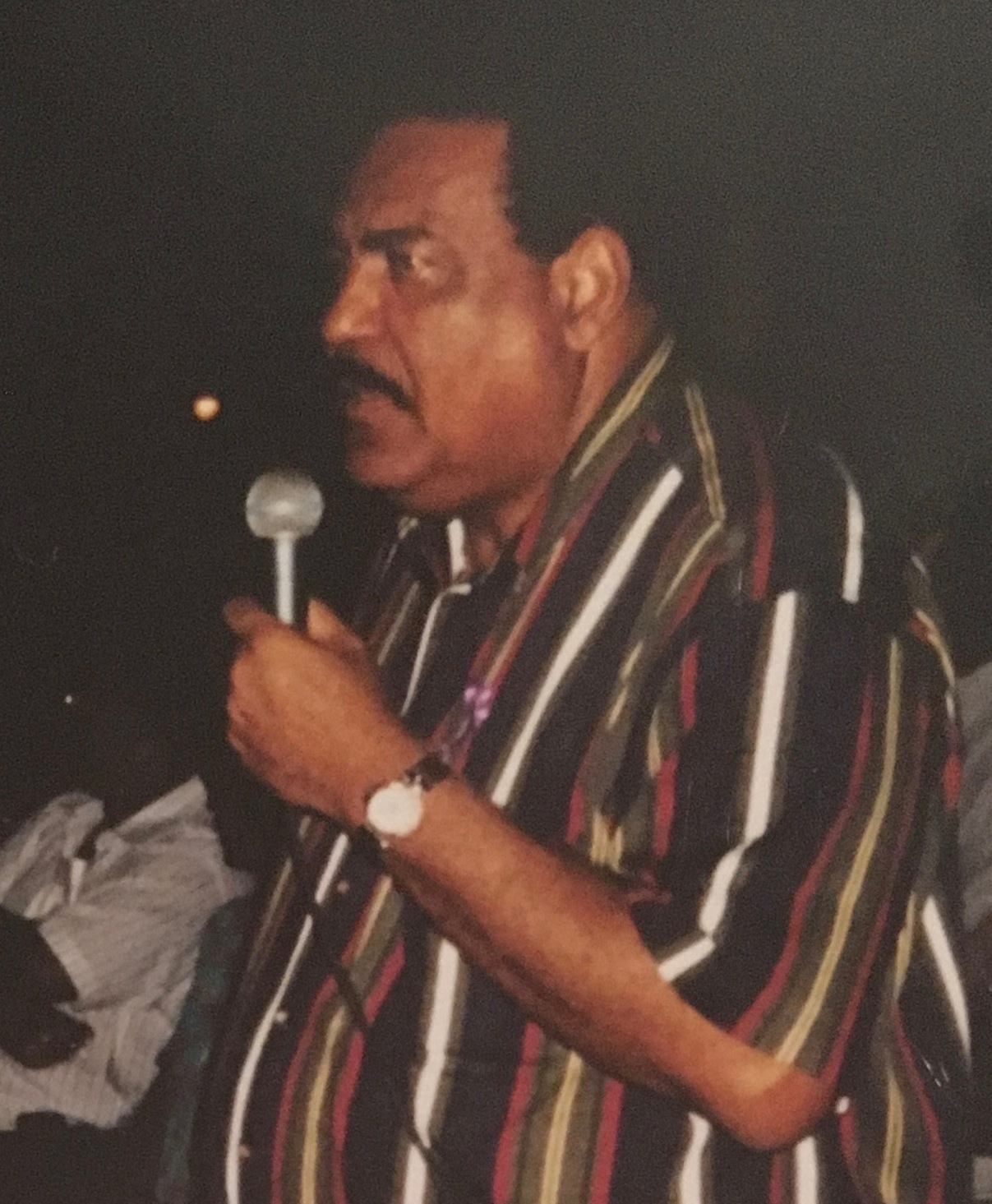
Sir Lester Bird

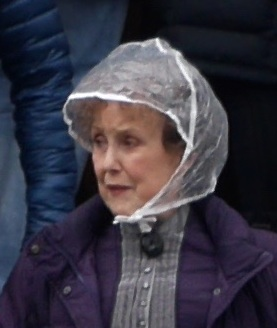
Una Stubbs

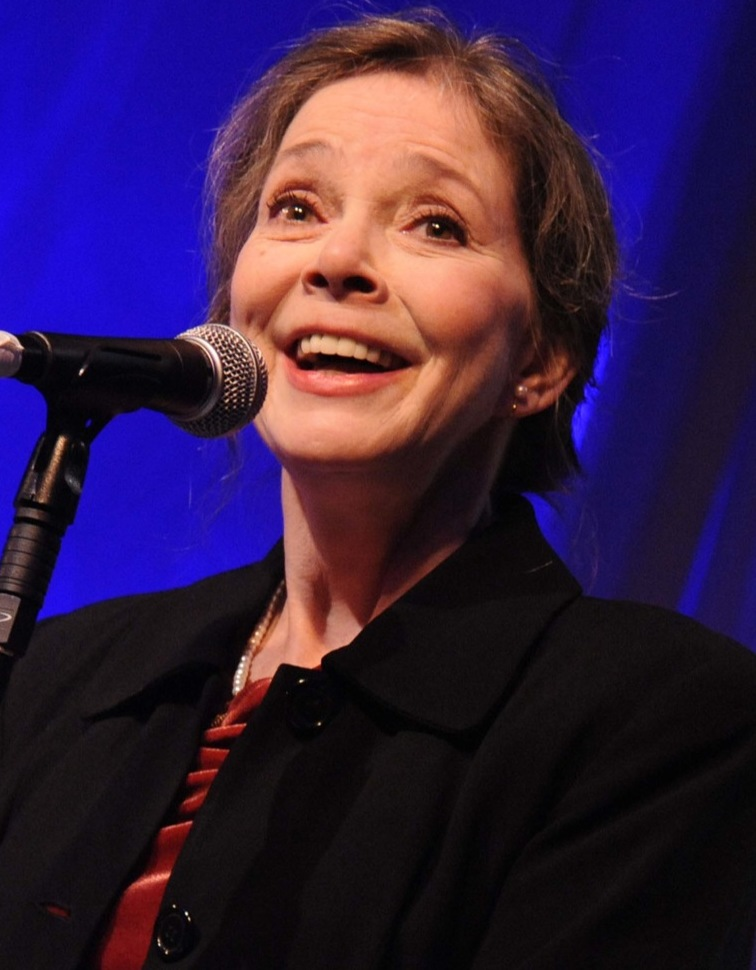
Nanci Griffith

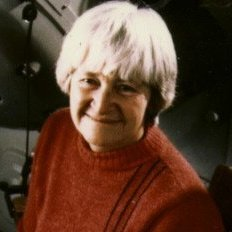
Carolyn S. Shoemaker

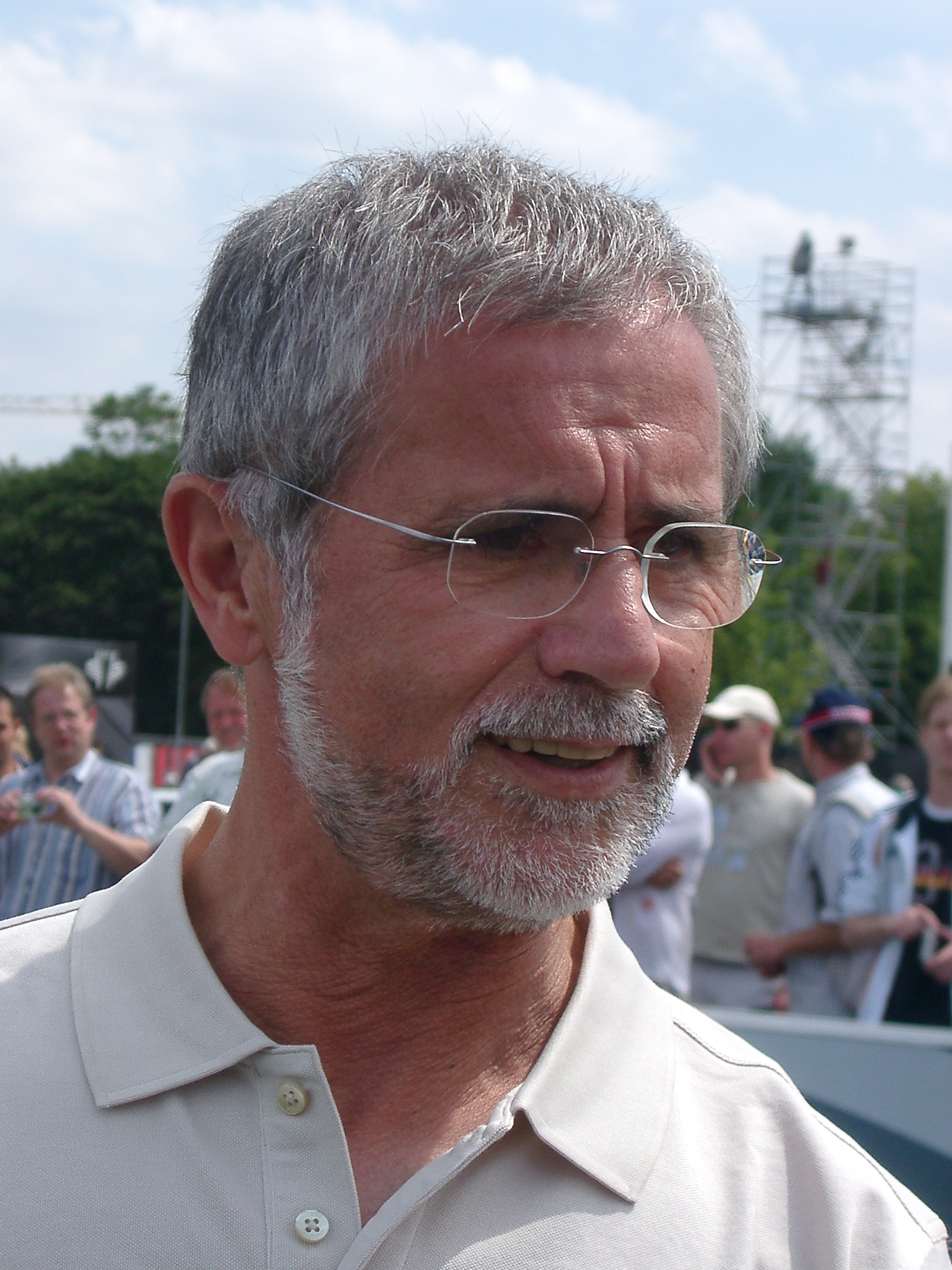
Gerd Müller

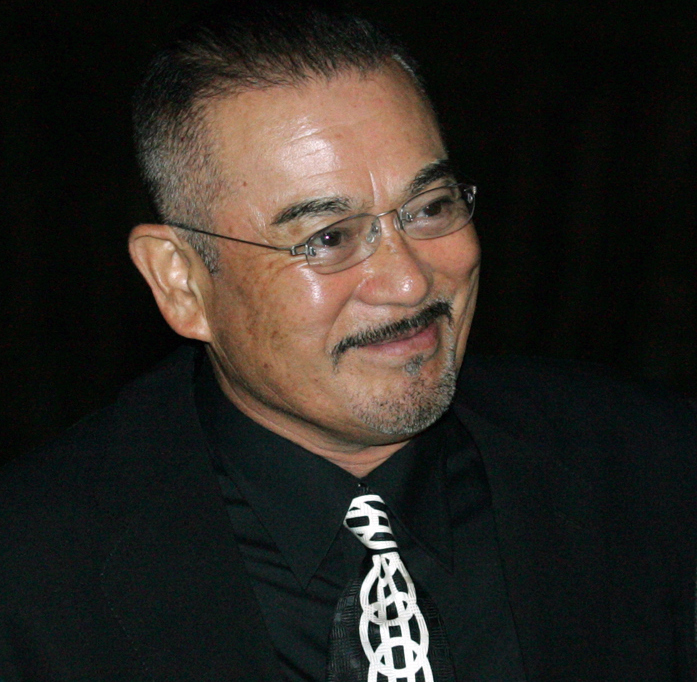
Sonny Chiba

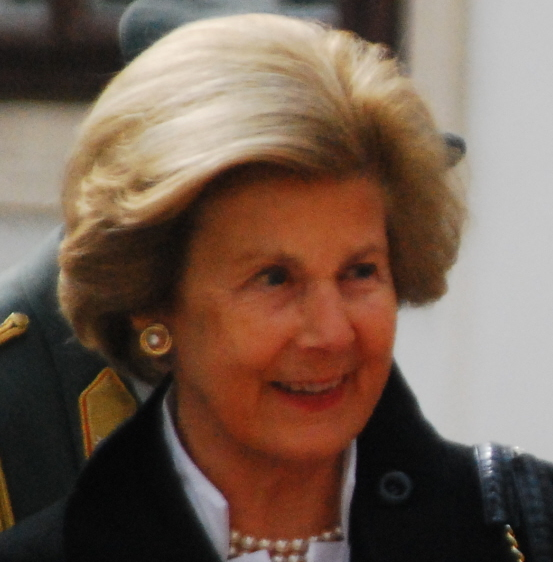
Marie, Princess of Liechtenstein

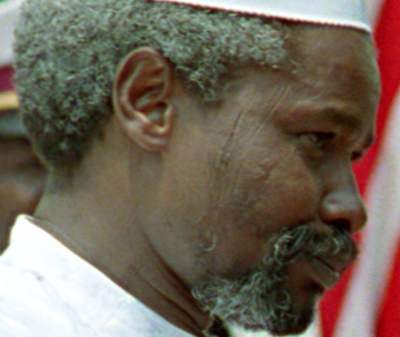
Hissène Habré

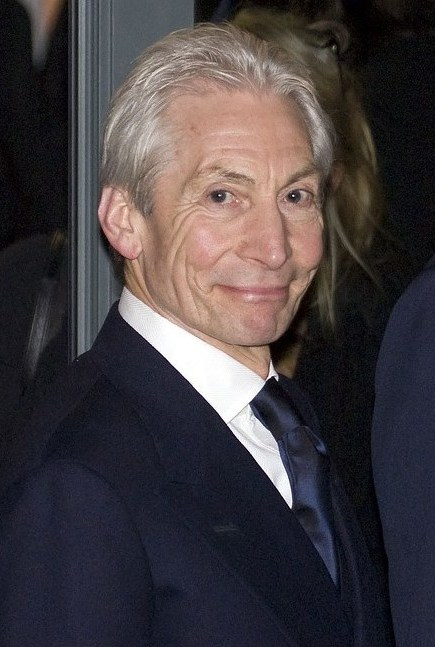
Charlie Watts

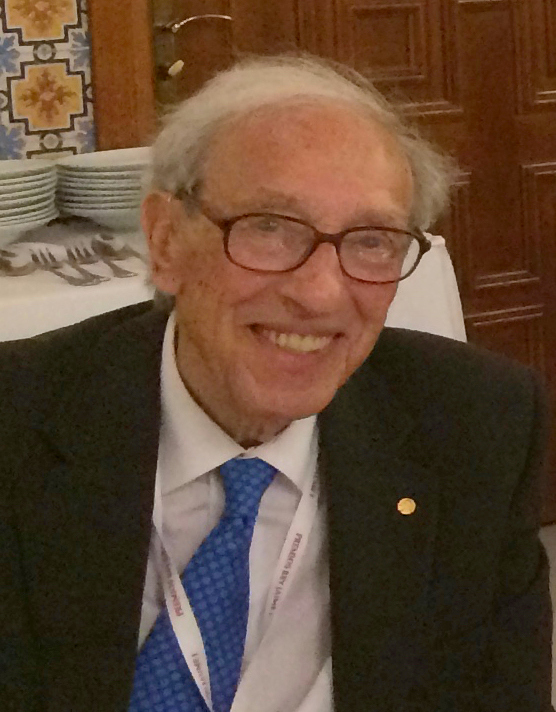
Edmond H. Fischer

Ed Asner

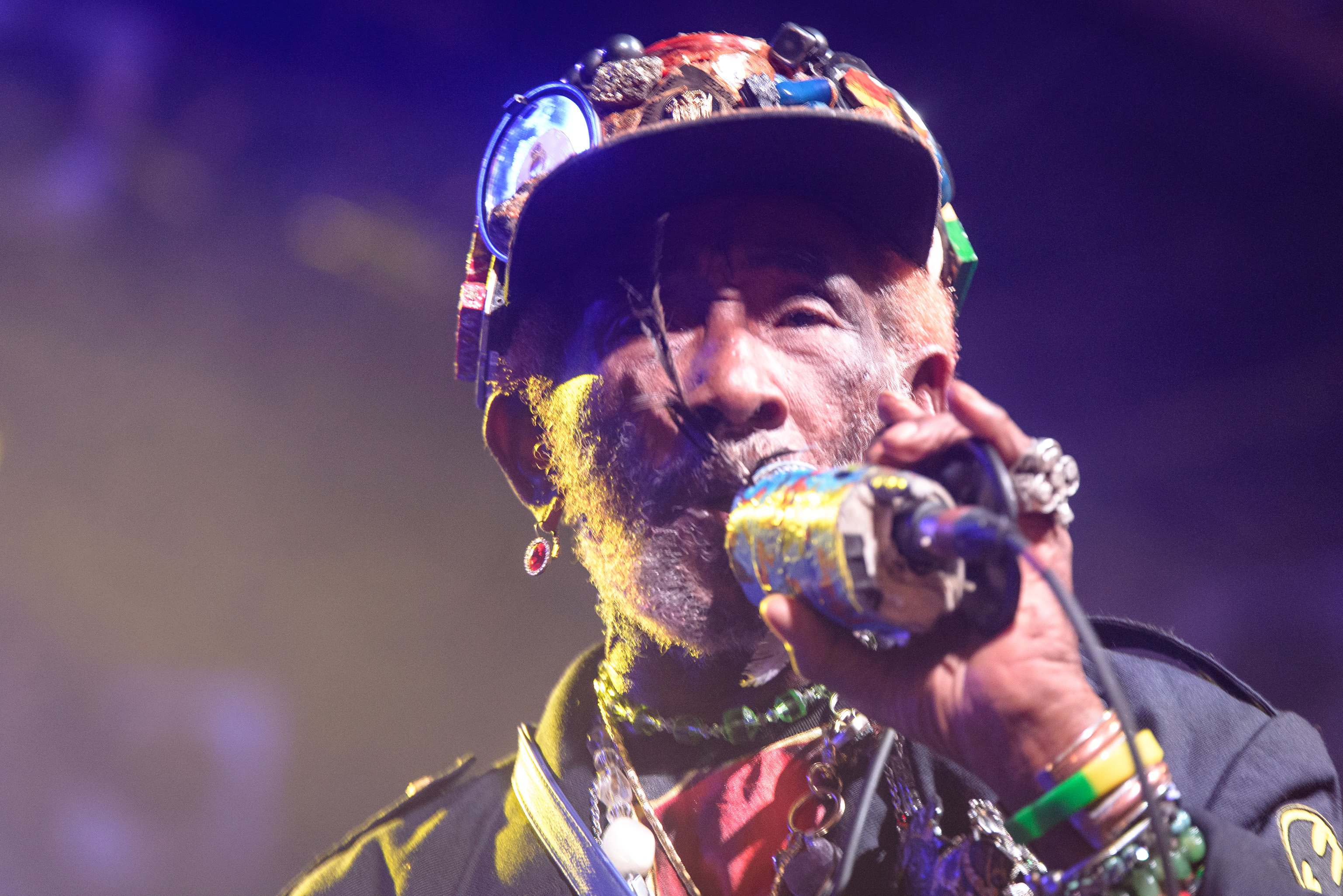
Lee "Scratch" Perry

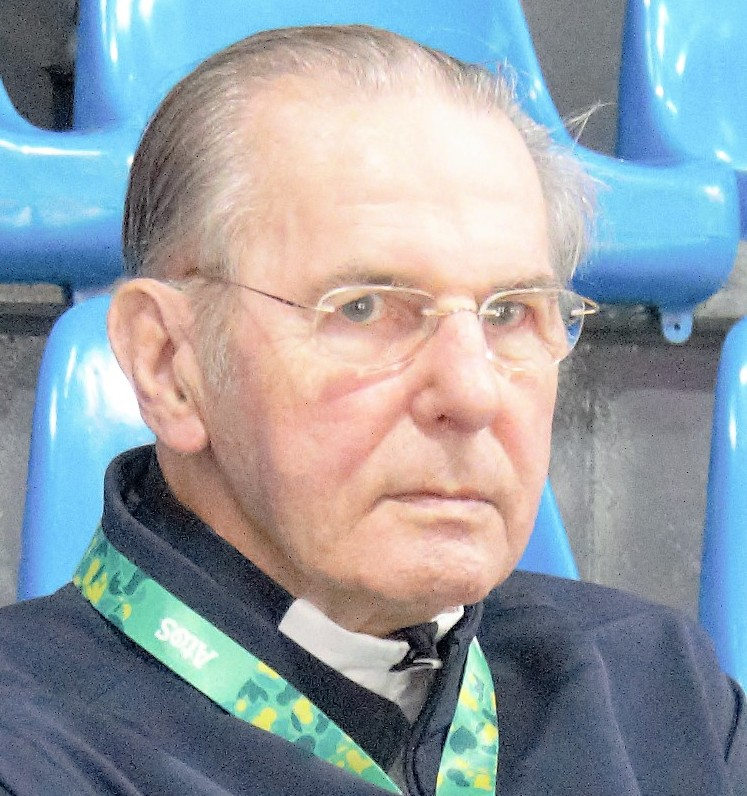
Jacques Rogge

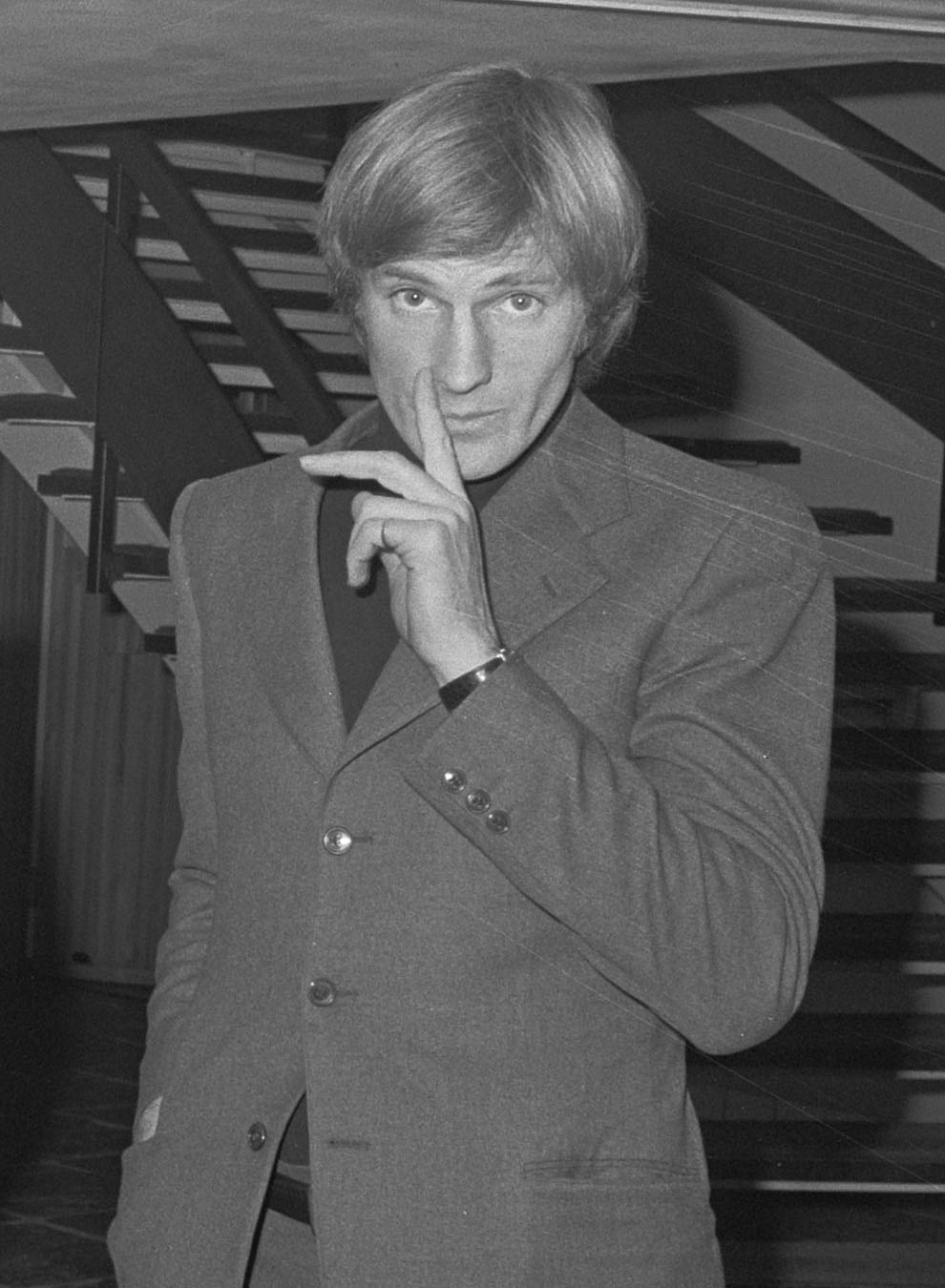
Francesco Morini

- 1 tháng 8: Hữu Thành, diễn viên người Việt Nam (s. 1933)
- 2 tháng 8:
  - Angela Bailey, vận động viên chạy nước rút người Canada gốc Anh và từng đoạt huy chương bạc Olympic (s. 1962)
  - Antonio de la Torre Villalpando, cầu thủ bóng đá Mexico (s. 1951)
- 3 tháng 8
  - Arthur Dion Hanna, Toàn quyền thứ 7 của Bahamas (s. 1928)
  - Jean Hale, nữ diễn viên người Mỹ (s. 1938)
  - Miroslav Lazanski, chính trị gia người Serbia (s. 1950)
  - Antonio Pennacchi, nhà văn Ý (s. 1950)
- 4 tháng 8: Giang Còi, diễn viên hài người Việt Nam (s. 1962)
- 12 tháng 8:
  - Việt Quang, ca sĩ, nhạc sĩ người Việt Nam (s. 1977)
  - Lê Văn Tĩnh, nhà giáo, đạo diễn người Việt Nam, qua đời vì COVID-19 (s. 1936)
- 14 tháng 8: Quốc Trụ, nhà giáo, nghệ sĩ opera người Việt Nam, qua đời vì COVID-19 (s. 1941)
- 15 tháng 8:
  - Gerd Müller Cầu thủ bóng đá người Đức
  - Vũ Hạnh,nhà văn Việt Nam (s.1926)
- 17 tháng 8: Phan Cẩm Vân, ca sĩ người Việt Nam (s. 1980)
- 23 tháng 8: Thanh Dũng, nhạc sĩ người Việt Nam, qua đời vì COVID-19 (s. 1968)
- 24 tháng 8:
  - Trần Ngọc Hùng, hiện là Chủ tịch Tổng Hội Xây dựng Việt Nam. (s. 1941)[67]
  - Hissène Habré, Thủ tướng thứ nhất và Tổng thống thứ 5 của Chad (s. 1942)
  - Harry Kent, vận động viên đua xe đạp người New Zealand (s. 1947)
  - Jan suchý, vận động viên khúc côn cầu trên băng người Séc và huy chương bạc Olympic (s. 1944)
  - Wilfried Van Moer, cầu thủ bóng đá người Bỉ (s. 1945)
  - Charlie Watts, tay trống người Anh (s. 1941)
- 25 tháng 8:
  - Bạch Mai, nghệ sĩ cải lương, soạn giả người Việt Nam, qua đời vì COVID-19 (s. 1948)
  - Triệu Thị Chơi, Nhà giáo Ưu tú, Nghệ nhân dân gian người Việt Nam, qua đời vì COVID-19 (s. 1946)
  - Mohsin Ahmad al-Aini, Thủ tướng thứ 11 của Yemen (s. 1932)
  - Gerry Ashmore, tay đua người Anh (s. 1936)
  - Gunilla Bergström, nhà văn và họa sĩ minh họa người Thụy Điển (s. 1942)
  - Metin Çekmez, diễn viên người Thổ Nhĩ Kỳ (s. 1945)
  - Aldo Eminente, vận động viên bơi lội người Pháp và huy chương đồng Olympic (s. 1931)
  - Mario Guilloti, võ sĩ người Argentina và huy chương đồng Olympic (s. 1946)
  - Ileana Gyulai-Drîmbă-Jenei, vận động viên điền kinh người Romania và huy chương đồng Olympic (s. 1946)
- 26 tháng 8: Vladimir Shadrin, vận động viên khúc côn cầu trên băng Liên Xô-Nga, huấn luyện viên và nhà vô địch Olympic (s. 1948)
- 27 tháng 8:
  - Edmond H. Fischer, nhà hóa sinh người Mỹ và người đoạt giải Nobel (s. 1920)
  - Siegfried Matthus, nhà soạn nhạc và nhạc trưởng người Đức (s. 1934)
  - Akis Tsochatzopoulos, chính trị gia người Hy Lạp và là tội phạm bị kết án (s. 1939)
- 28 tháng 8:
  - Dimitri Kitsikis, nhà sử học và học thuật người Hy Lạp (s. 1935)
  - Teresa Żylis-Gara, giọng nữ cao opera người Ba Lan (s. 1930)
- 29 tháng 8:
  - Ed Asner, diễn viên người Mỹ (sinh năm 1929)
  - Ron Bushy, tay trống rock người Mỹ (s. 1941)
  - Jacques Rogge, Chủ tịch thứ 8 của Ủy ban Olympic Quốc tế (s. 1942)
- 31 tháng 8:
  - Vasile Belous, võ sĩ quyền anh người Moldova (s. 1988)
  - Michael Constantine, diễn viên người Mỹ (s. 1927)
  - Julie Ditty, vận động viên quần vợt người Mỹ (s. 1979)
  - Francesco Morini, cầu thủ bóng đá Ý (s. 1944)

### Tháng 9
- 1 tháng 9:

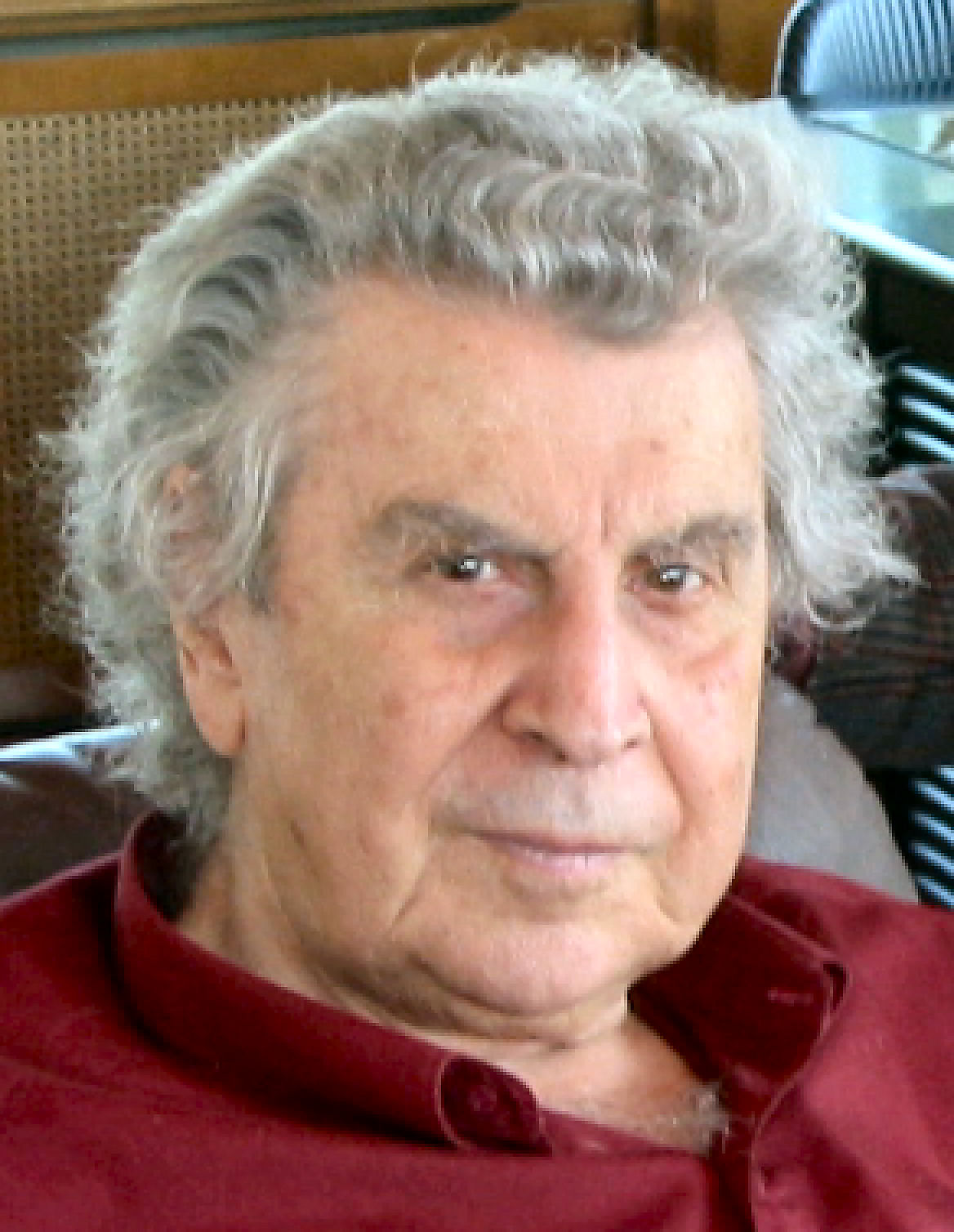
Mikis Theodorakis

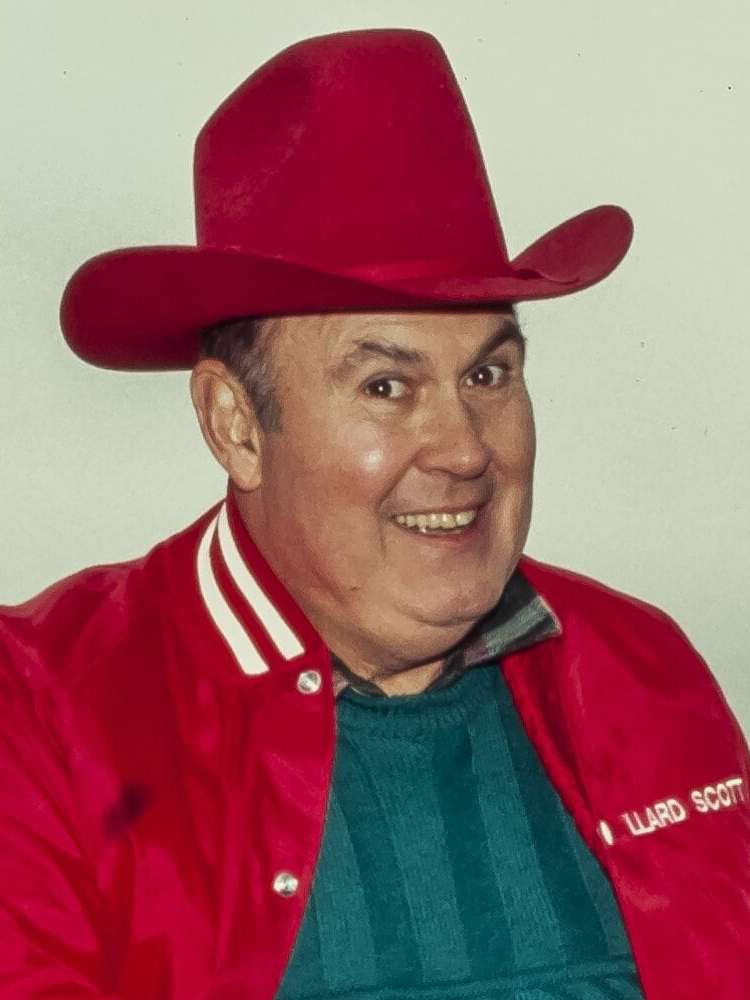
Willard Scott

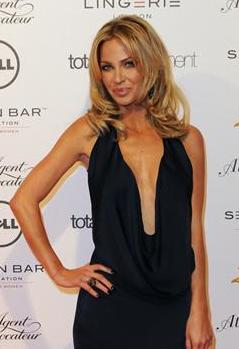
Sarah Harding

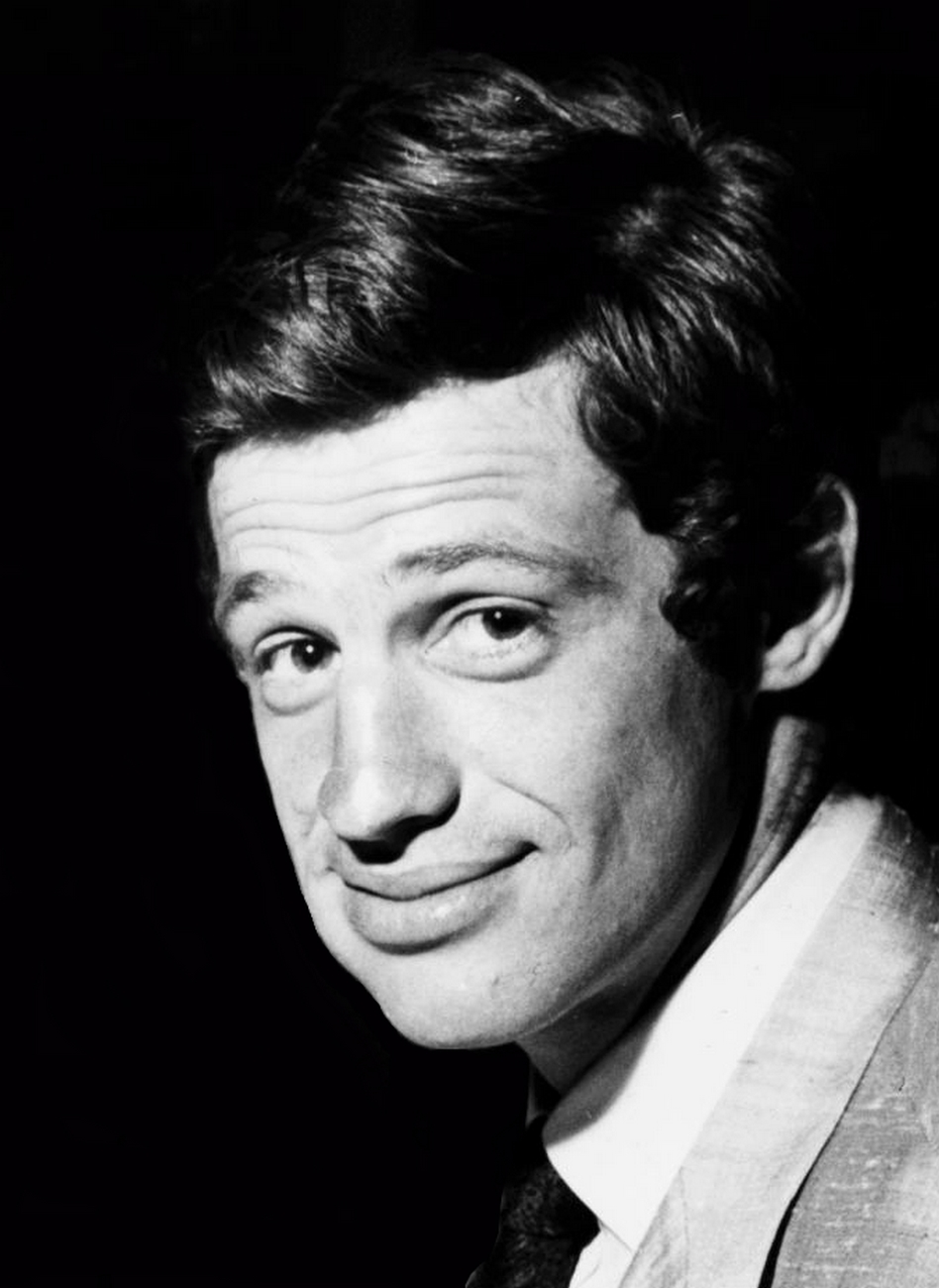
Jean-Paul Belmondo

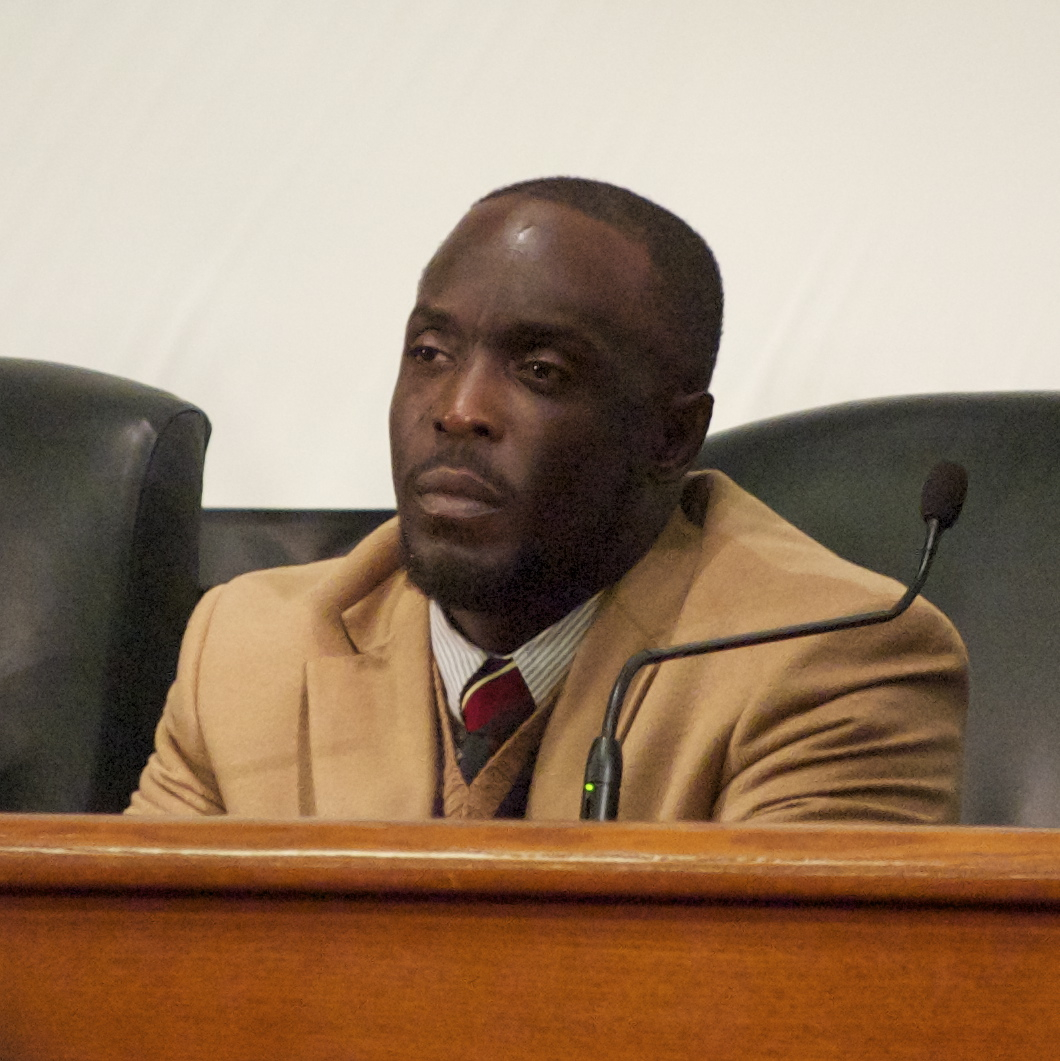
Michael K. Williams

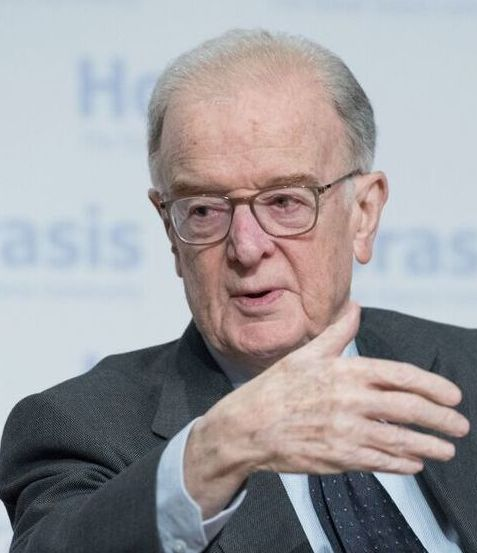
Jorge Sampaio

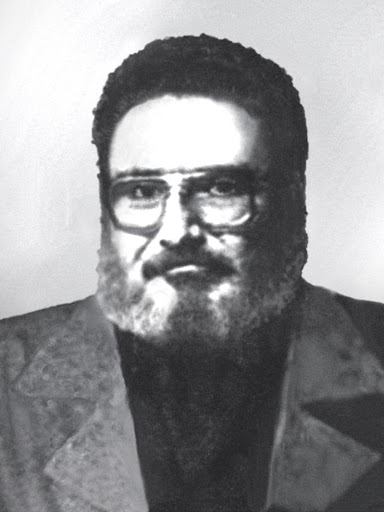
Abimael Guzmán

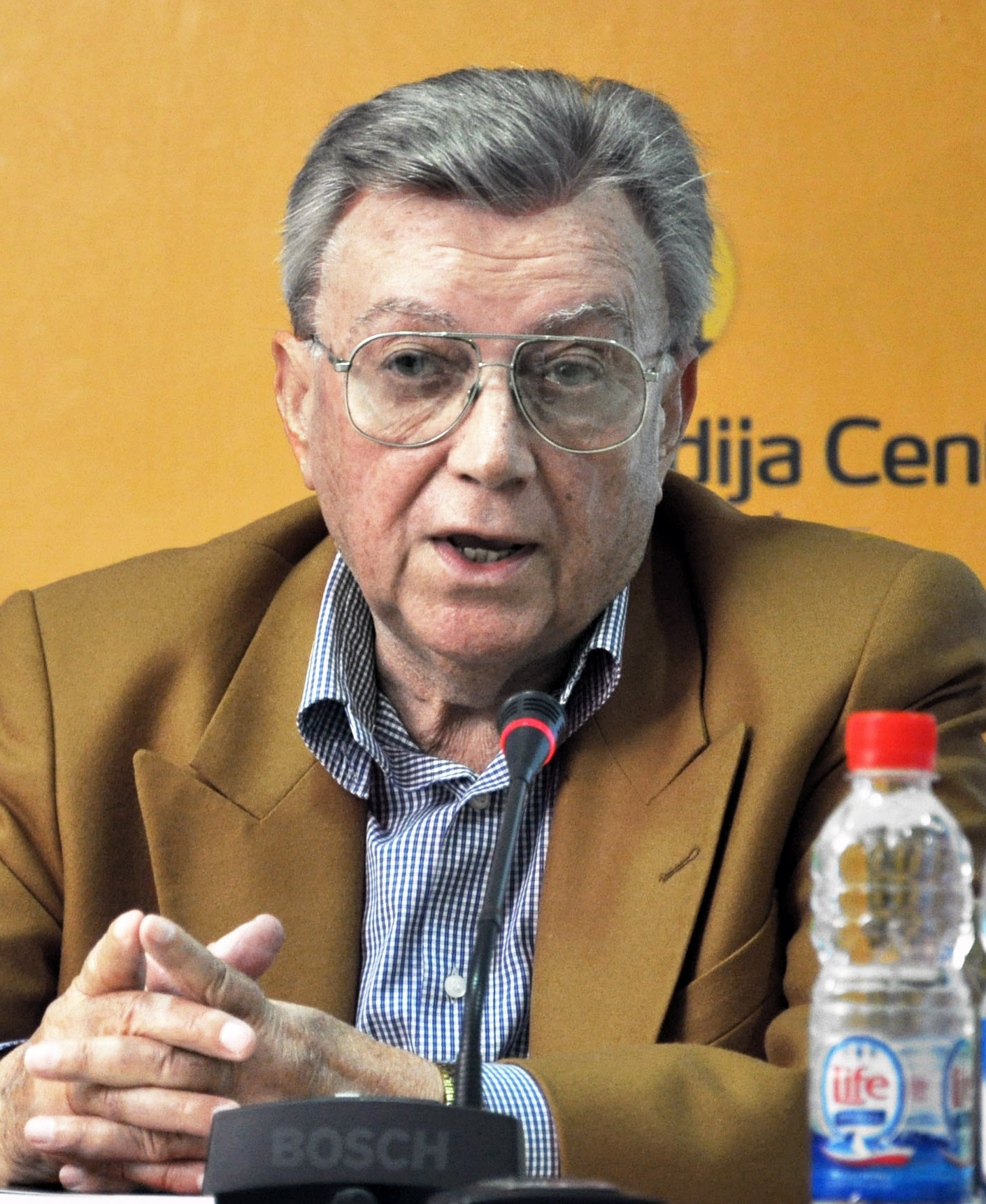
Borisav Jović

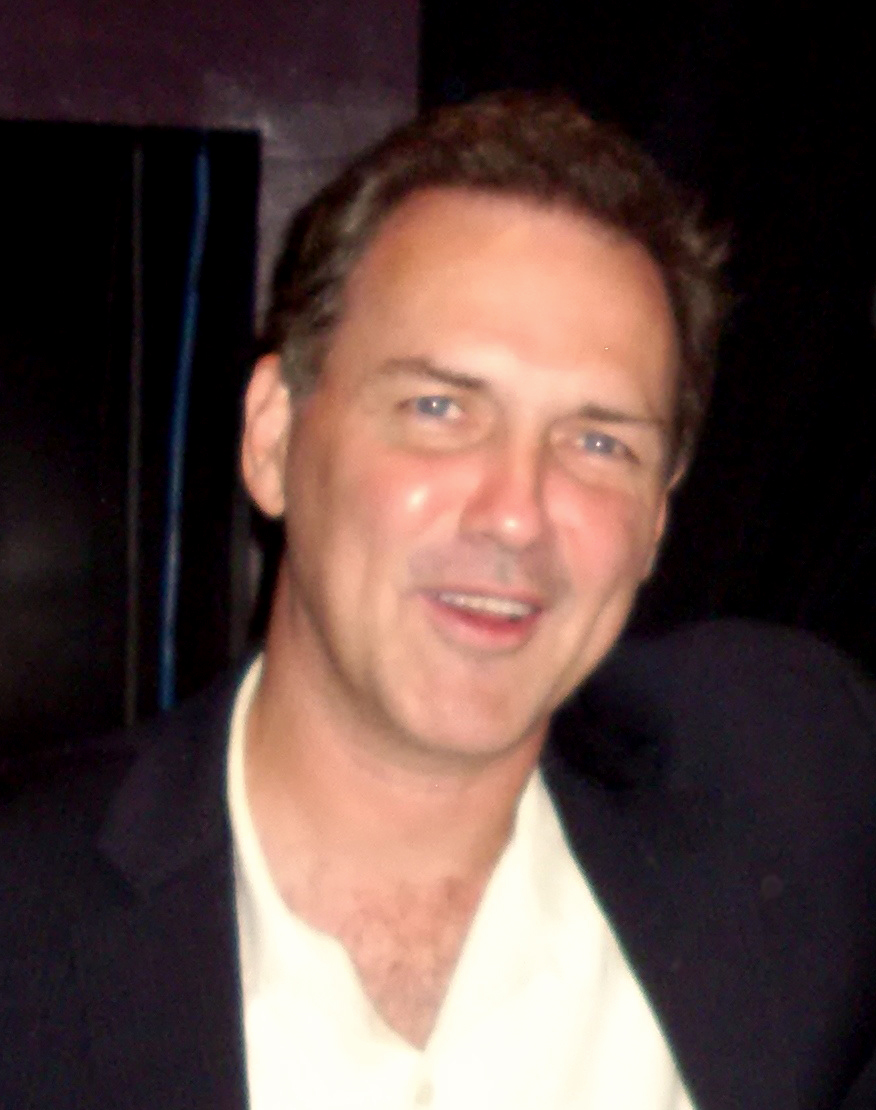
Norm Macdonald

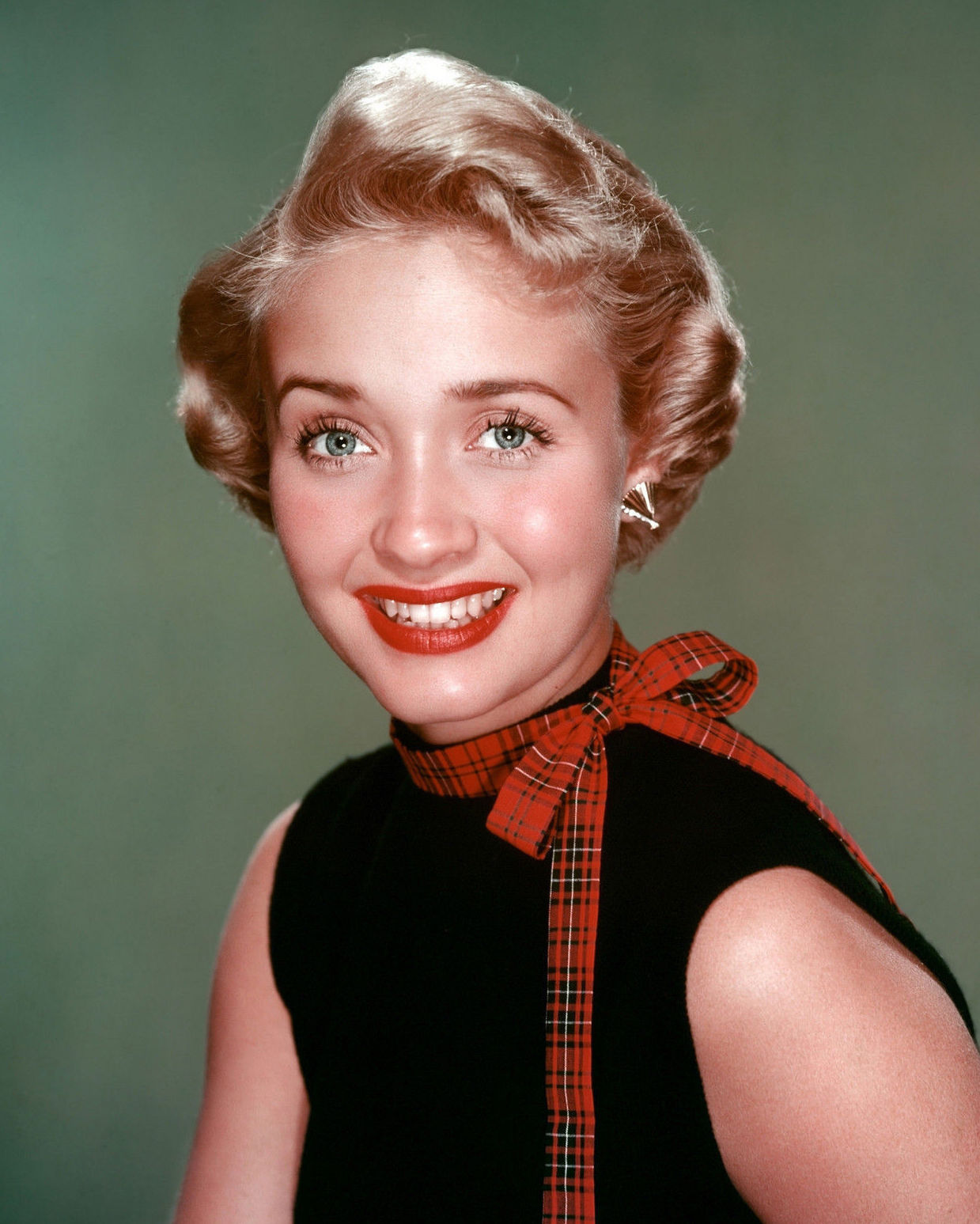
Jane Powell

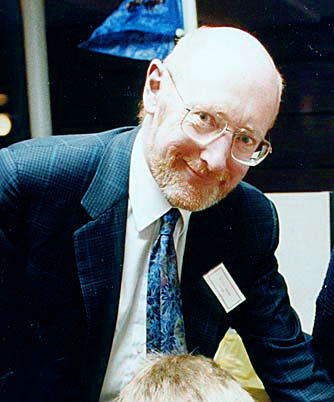
Sir Clive Sinclair

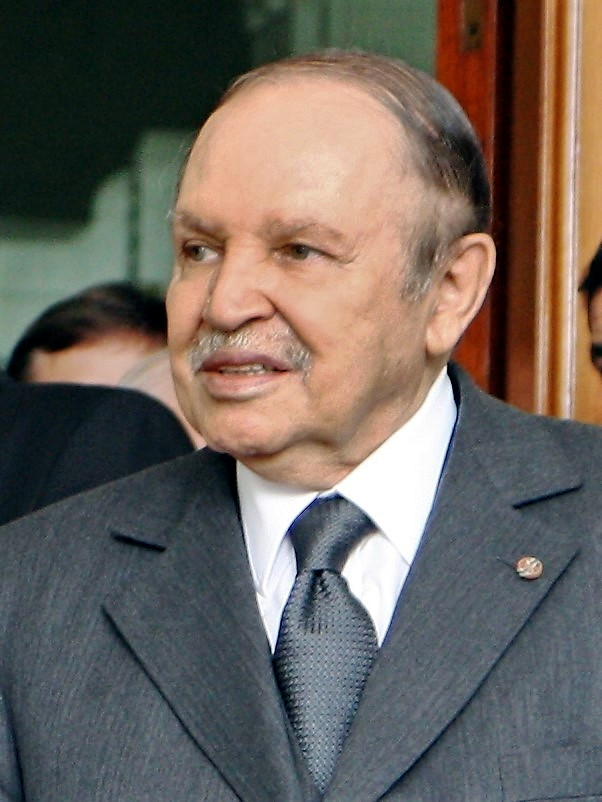
Abdelaziz Bouteflika

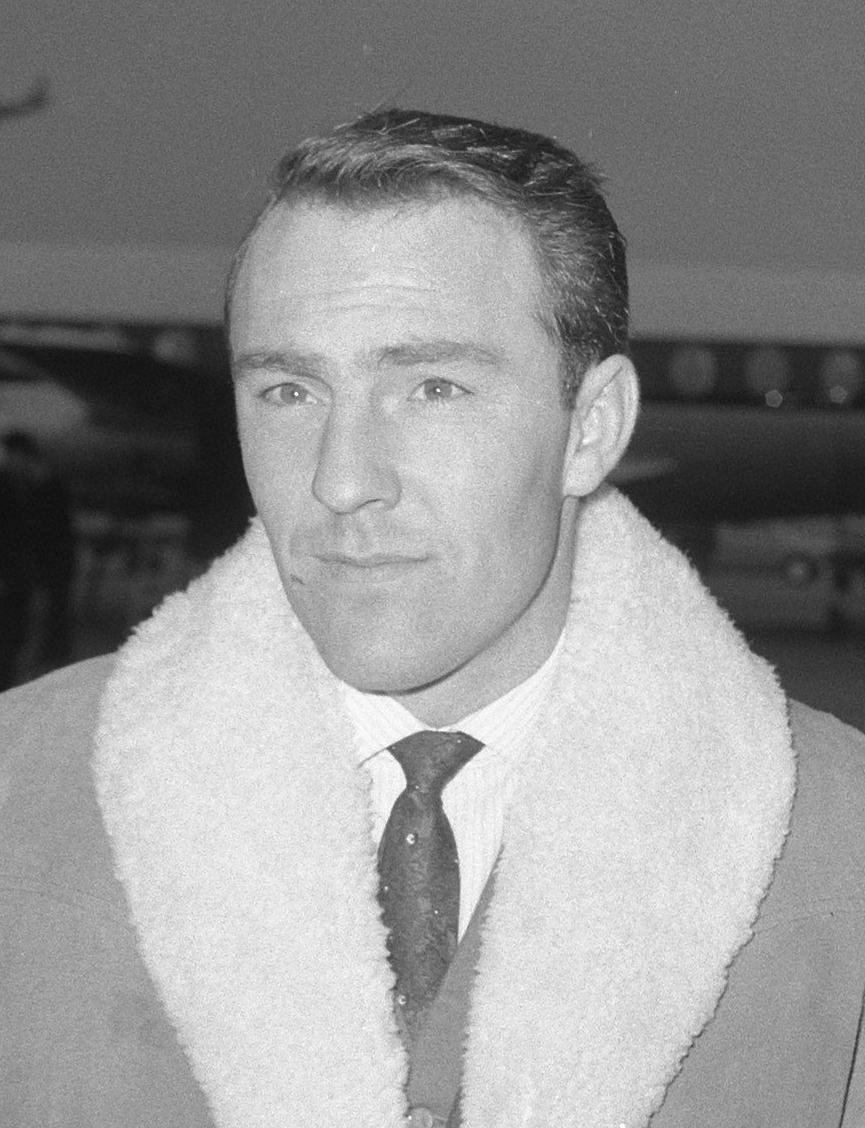
Jimmy Greaves

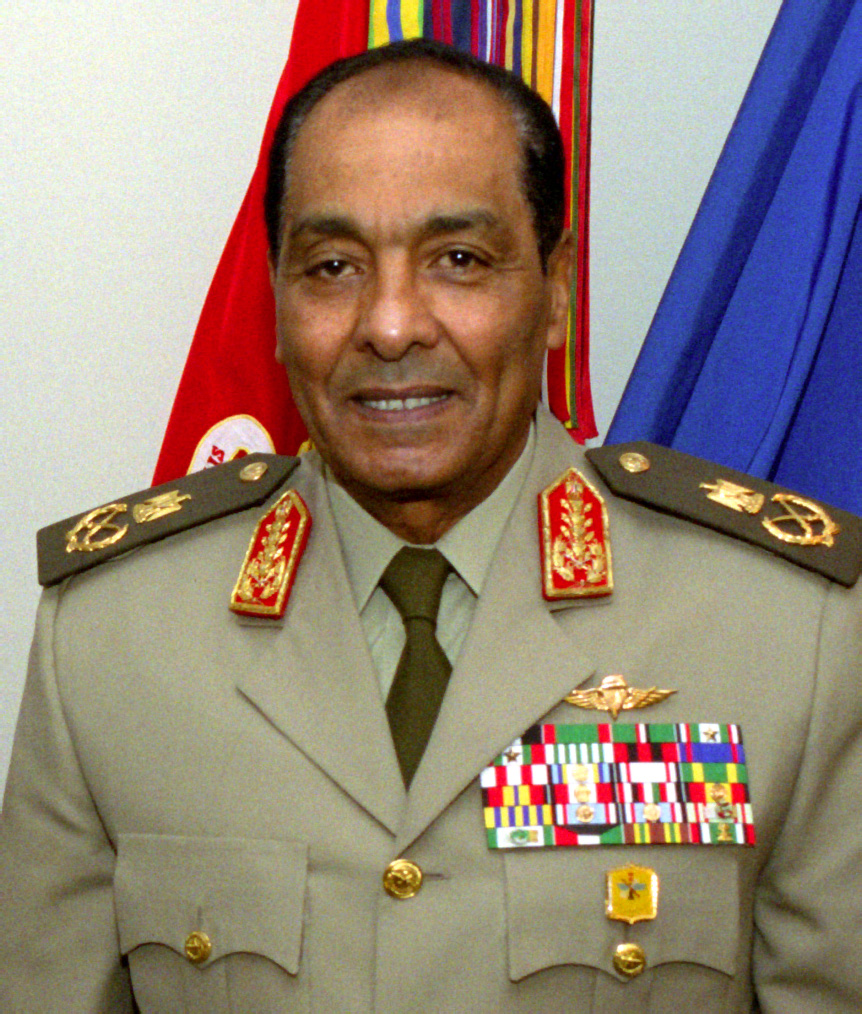
Mohamed Hussein Tantawi

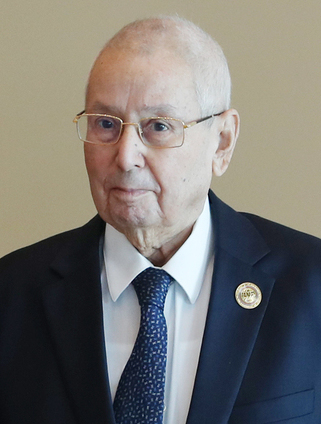
Abdelkader Bensalah

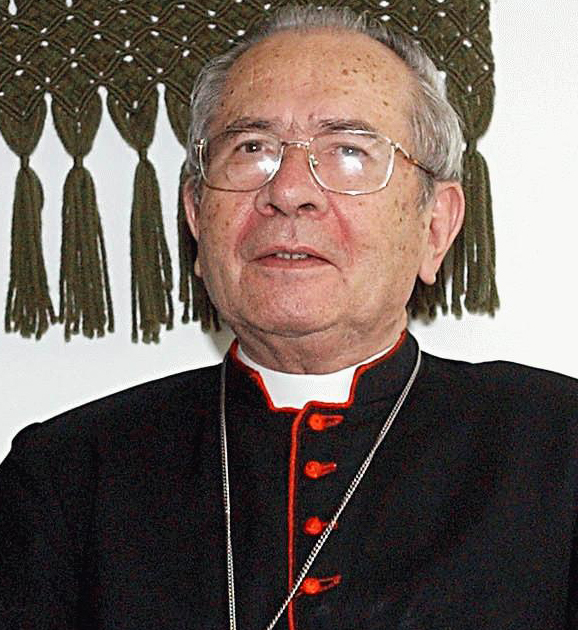
José Freire Falcão

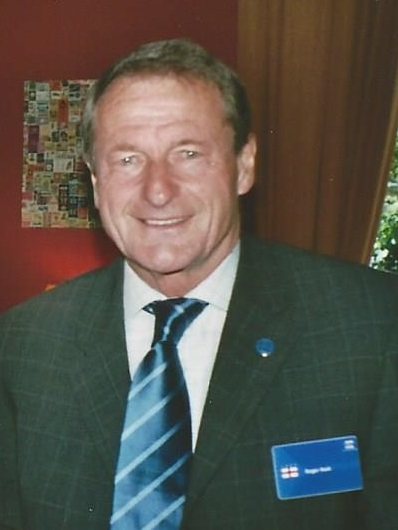
Roger Hunt

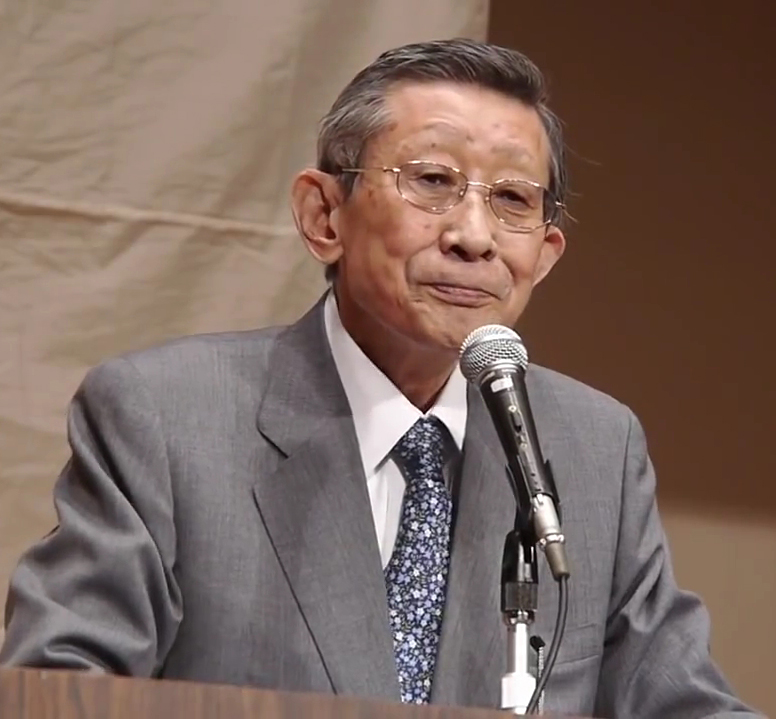
Koichi Sugiyama

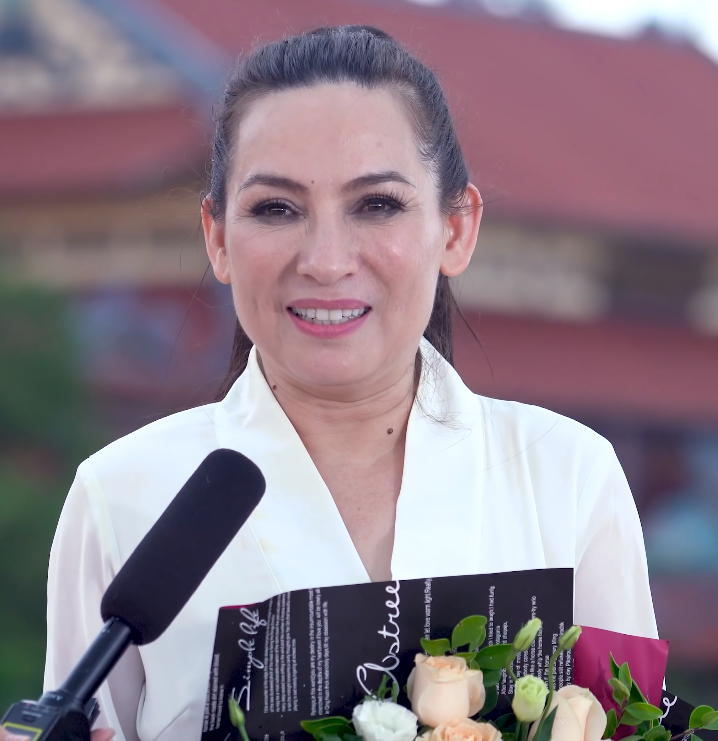
Phi Nhung

Vũ Khiêu

  - Jean-Denis Bredin, luật sư người Pháp (s. 1929)
  - Daffney, đô vật chuyên nghiệp người Mỹ (s. 1975)
  - Leopoldo Serantes, võ sĩ người Philippines và huy chương đồng Olympic (s. 1962)
  - Juan Rodríguez Vega, cầu thủ bóng đá người Chile (s. 1944)
- 2 tháng 9
  - Michel Corboz, nhạc trưởng người Thụy Sĩ (s. 1934)
  - Aydin Ibrahimov, đô vật người Azerbaijan và huy chương đồng Olympic (s. 1938)
  - Siddharth Shukla, diễn viên Ấn Độ và thí sinh chương trình thực tế (s. 1980)
  - Mikis Theodorakis, nhà soạn nhạc và chính trị gia người Hy Lạp (s. 1925)
- 4 tháng 9:
  - Albert Giger, vận động viên trượt tuyết băng đồng người Thụy Sĩ và huy chương đồng Olympic (s. 1946)
  - Jörg Schlaich, kỹ sư kết cấu người Đức (s. 1934)
  - Willard Scott, nhà thời tiết người Mỹ (s. 1934)
- 5 tháng 9:
  - Thế Bình, Trung tá, diễn viên, Nghệ sĩ Ưu tú người Việt Nam (s. 1955)
  - Ion Caramitru, diễn viên và chính trị gia người Romania (s. 1942)
  - Sarah Harding, ca sĩ và diễn viên người Anh (s. 1981)
  - Ivan Patzaichin, vận động viên chèo xuồng nước rút người Romania, huấn luyện viên đua xuồng và nhà vô địch Olympic (s. 1949)
  - Živko Radišić, Chủ tịch thứ hai của Tổng thống Bosnia và Herzegovina (s. 1937)
- 6 tháng 9:
  - Jean-Pierre Adams, cầu thủ bóng đá Pháp gốc Senegal (s. 1948)
  - Jean-Paul Belmondo, diễn viên người Pháp (s. 1933)
  - Nino Castelnuovo, diễn viên người Ý (s. 1936)
  - Michael K. Williams, diễn viên người Mỹ (s. 1966)
- 7 tháng 9: Jahangir Butt, vận động viên khúc côn cầu trên sân Pakistan và nhà vô địch Olympic (s. 1943)
- 8 tháng 9:
  - Dietmar Lorenz, nhà vô địch Judoka và Olympic người Đức (s. 1950)
  - Art Metrano, diễn viên và diễn viên hài người Mỹ (s. 1936)
  - Yevgeny Zinichev, chính trị gia và đại tướng người Nga (s. 1966)
- 9 tháng 9:
  - Gene Littles, cầu thủ và huấn luyện viên bóng rổ người Mỹ (s. 1943)
  - Danilo Popivoda, cầu thủ và người quản lý bóng đá người Slovenia (s. 1947)
- 10 tháng 9:
  - Nguyễn Quốc Trung, Nhà văn, Đại tá Việt Nam, qua đời vì COVID-19. (s. 1956)[68]
  - Jorge Sampaio, Tổng thống thứ 18 của Bồ Đào Nha (s. 1939)
- 11 tháng 9:
  - Hoàng Vĩnh Giang, là một nhà hoạt động thể thao tại Việt Nam. (s. 1946)
  - Phùng Quang Thanh, Đại tướng, nguyên Bộ trưởng Bộ Quốc phòng (s. 1949)
  - Minna Aaltonen, nữ diễn viên Phần Lan và người dẫn chương trình truyền hình (s. 1966)
- 12 tháng 9:
  - Fran Bennett, nữ diễn viên và giáo viên người Mỹ (s. 1937)
  - John Shelby Spong, giám mục Tân giáo người Mỹ (s. 1931)
  - Fabio Taborre, vận động viên đua xe đạp người Ý (sinh năm 1985)
  - Gunnar Utterberg, vận động viên đua nước rút người Thụy Điển và nhà vô địch Olympic (s. 1942)
- 13 tháng 9:
  - Antony Hewish, nhà thiên văn học vô tuyến người Anh và người đoạt giải Nobel (s. 1924)
  - Borisav Jović, Tổng thống thứ 12 của Phủ Tổng thống Nam Tư (s. 1928)
  - Andrey Makeyev, vận động viên bóng rổ Nga và huy chương đồng Olympic (s. 1952)
  - George Wein, nghệ sĩ dương cầm người Mỹ và người quảng bá lễ hội (s. 1925)
- 14 tháng 9:
  - David Yonggi Cho, Bộ trưởng Cơ đốc giáo Hàn Quốc và bị kết tội tham ô (s. 1936)
  - Ladislav Lubina, vận động viên khúc côn cầu trên băng người Séc và người giành huy chương đồng Olympic (s. 1967)
  - Norm Macdonald, diễn viên hài, diễn viên và nhà biên kịch người Canada (s. 1959)
  - Yuriy Sedykh, vận động viên điền kinh người Nga và nhà vô địch Olympic (s. 1955)
- 15 tháng 9: Ngô Mạnh Lân, phó giáo sư, tiến sĩ, họa sĩ, đạo diễn phim hoạt hình, Nghệ sĩ Nhân dân người Việt Nam (s. 1934)
- 16 tháng 9:
  - Adnan Abu Walid al-Sahrawi, chiến binh Hồi giáo Maroc (sinh năm 1973)
  - Dušan Ivković, cầu thủ và huấn luyện viên bóng rổ người Serbia (s. 1943)
  - George Mraz, nhạc sĩ người Mỹ gốc Séc (s. 1944)
  - Casimir Oyé-Mba, Thủ tướng thứ 3 của Gabon (s. 1942)
  - Jane Powell, nữ diễn viên, ca sĩ và vũ công người Mỹ (s. 1929)
  - Sir Clive Sinclair, doanh nhân và nhà phát minh người Anh (s. 1940)
- 17 tháng 9:
  - Thanu Padmanabhan, nhà vật lý và vũ trụ học người Ấn Độ (s. 1957)
  - Alfonso Sastre, nhà viết kịch, nhà tiểu luận và nhà phê bình người Tây Ban Nha (s. 1926)
- 18 tháng 9: Abdelaziz Bouteflika, Tổng thống thứ 7 của Algérie (s. 1937)
- 19 tháng 9: Jimmy Greaves, cầu thủ bóng đá người Anh (s. 1940)
- 20 tháng 9:
  - Y Jang Tuyn, ca sĩ người Việt Nam, qua đời vì COVID-19 (s. 1979)
  - Sherwood Boehlert, chính trị gia người Mỹ (s. 1936)
  - Jan Jindra, vận động viên chèo người Séc và nhà vô địch Olympic (s. 1932)
  - Aloys Jousten, giám mục Công giáo La Mã người Bỉ (s. 1937)
  - Claude Lombard, ca sĩ người Bỉ (s. 1945)
  - Helmut Oberlander, người lính Đức Quốc Xã Canada gốc Ukraina (s. 1924)
- 21 tháng 9:
  - Trương Hán Minh, họa sĩ, nghệ nhân tranh thủy mặc (s. 1951)
  - Mohamed Hussein Tantawi, Chủ tịch Hội đồng Quân đội Tối cao Ai Cập (Nguyên thủ quốc gia Ai Cập lâm thời) (s. 1935)
  - Aharon Abuhatzira, chính trị gia Israel gốc Maroc và kẻ lừa đảo bị kết án (s. 1938)
  - Romano Fogli, cầu thủ và nhà quản lý bóng đá người Ý (s. 1938)
  - Willie Garson, diễn viên người Mỹ (s. 1964)
- 22 tháng 9:
  - Abdelkader Bensalah, Quyền Quốc trưởng Algeria, qua đời do COVID-19 (s. 1941)
  - Orlando Martínez, võ sĩ người Cuba và nhà vô địch Olympic (s. 1944)
  - Roger Michell, đạo diễn phim người Anh gốc Nam Phi (s. 1956)
  - Jüri Tamm, chính trị gia người Estonia, vận động viên ném búa và huy chương đồng Olympic (s. 1957)
  - Melvin Van Peebles, đạo diễn, diễn viên và nhà viết kịch người Mỹ (s. 1932)
- 23 tháng 9:
  - Kjell Askildsen, nhà văn Na Uy (s. 1929)
  - Jorge Liberato Urosa Savino, hồng y Công giáo Rôma người Venezuela (s. 1942)
  - Nino Vaccarella, tay đua xe đua người Ý (s. 1933)
- 24 tháng 9:
  - Pee Wee Ellis, nghệ sĩ saxophone, nhà soạn nhạc và nhà soạn nhạc người Mỹ (s. 1941)
  - Takao Saito, họa sĩ truyện tranh Nhật Bản (s. 1936)
  - Paul Quilès, chính trị gia người Pháp (s. 1942)
- 25 tháng 9:
  - Đặng Văn Việt, quân nhân, chính khách người Việt Nam (s. 1920)
  - Patricio Manns, ca sĩ kiêm nhạc sĩ người Chile (s. 1937)
  - Mehdi Yaghoubi, đô vật Iran và huy chương bạc Olympic (s. 1930)
- 26 tháng 9:
  - José Freire Falcão, hồng y Công giáo La Mã Brazil (s. 1925)
  - Alan Lancaster, nghệ sĩ rock bass người Anh (s. 1949)
- 27 tháng 9:
  - Monique Marie Eugene Baudot, Vợ phi hoàng Pháp cuối cùng của Bảo Đại (s.1946)
  - Roger Hunt, cầu thủ bóng đá người Anh (s. 1938)
  - Cecilia Lindqvist, nhà Hán học và học thuật người Thụy Điển (s. 1932)
- 28 tháng 9:
  - Phi Nhung, ca sĩ người Mỹ gốc Việt, qua đời vì COVID-19 (s. 1970)
  - Tommy Kirk, diễn viên người Mỹ (s. 1941)
  - Eberhard Jüngel, nhà thần học người Đức (s. 1934)
  - Barry Ryan, ca sĩ nhạc pop và nhiếp ảnh gia người Anh (s. 1948)
  - Lonnie Smith, nhạc sĩ nhạc jazz người Mỹ (s. 1942)
- 29 tháng 9: Chu Bỉnh Khiêm (Zhu Bingqian), diễn viên người Trung Quốc, đóng vai Thái Ất Chân Dương (Taiyi Zhenren) trong phim Tây du ký (phim truyền hình 1986) (s. 1933)
- 30 tháng 9:
  - Vũ Khiêu, Giáo sư, Anh hùng Lao động người Việt Nam (s. 1916)
  - Carlisle Floyd, nhà soạn nhạc opera người Mỹ (s. 1926)
  - Sugiyama Koichi, nhà soạn nhạc và dàn nhạc Nhật Bản (s. 1931)

### Tháng 10

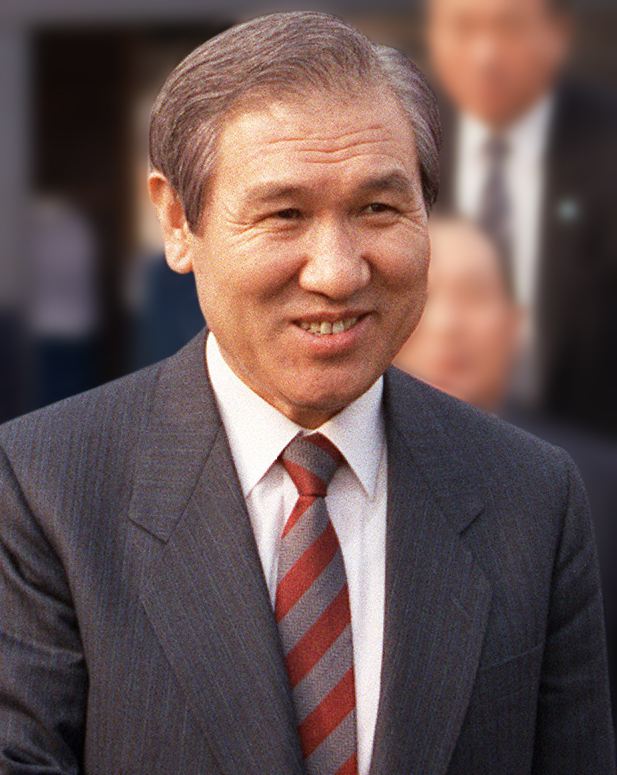
Roh Tae-woo

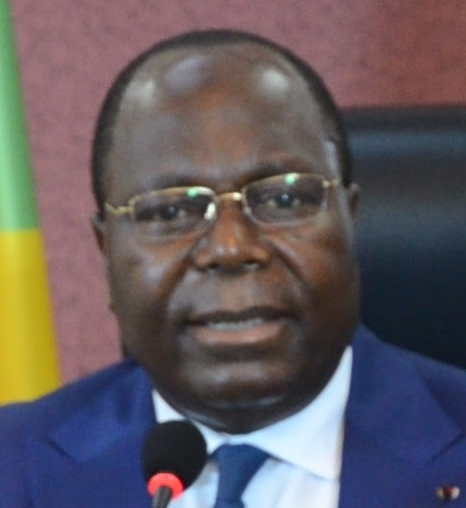
Clément Mouamba

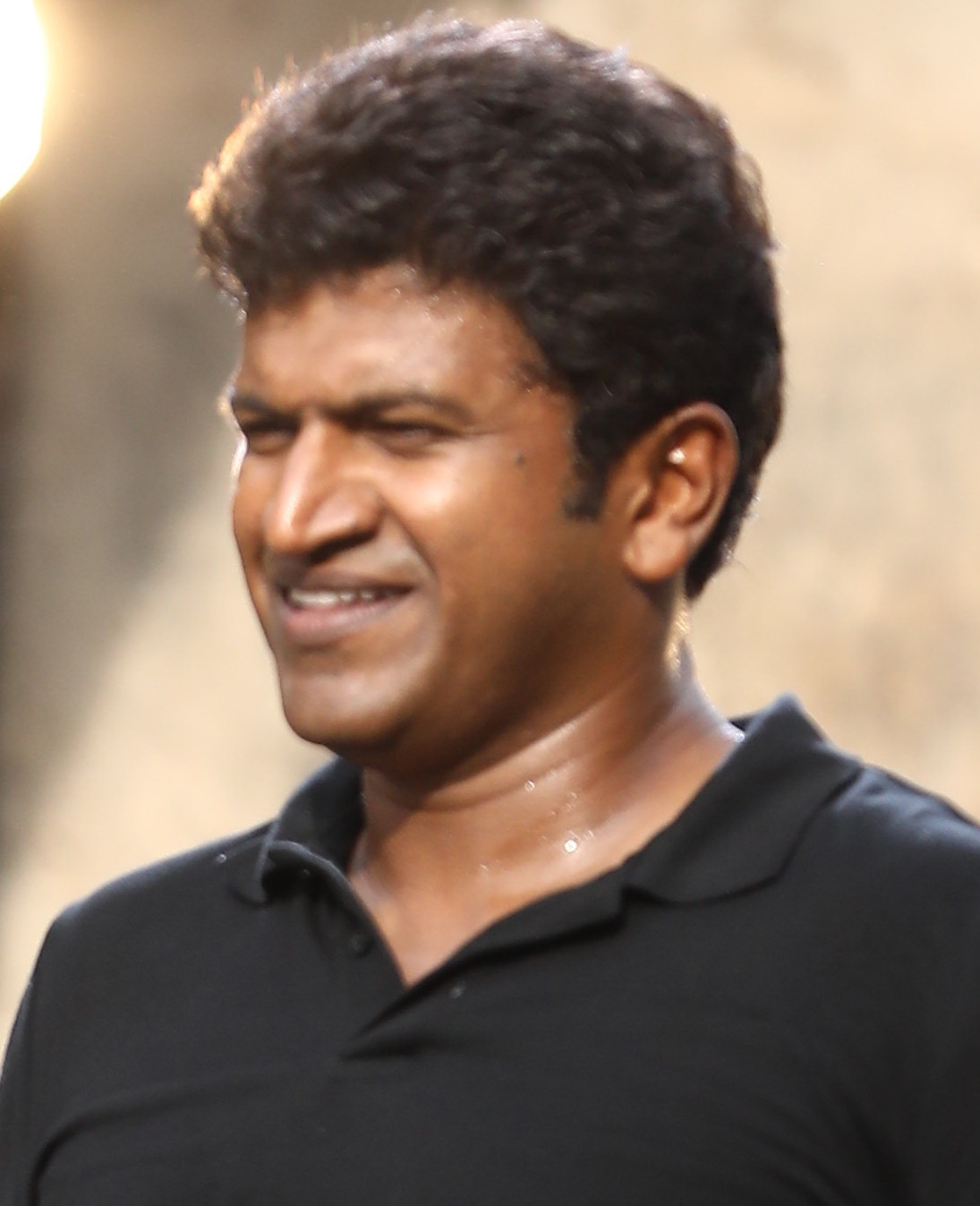
Puneeth Rajkumar

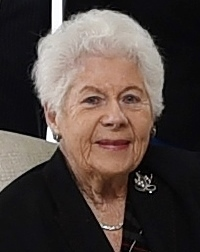
Dame Catherine Tizard

- 9 tháng 10: Abolhassan Banisadr, Tổng thống đầu tiên của Iran (s. 1933)
- 18 tháng 10: Colin Powell, Ngoại trưởng Mỹ, qua đời vì COVID-19 (s. 1937)
- 21 tháng 10: Trưởng lão Hòa thượng, Thích Phổ Tuệ, Đệ tam Pháp chủ (pháp chủ đời thứ ba) Hội đồng Chứng minh Giáo hội Phật giáo Việt Nam người Việt Nam (s. 1917)
- 22 tháng 10: Trần Cảnh Đôn, đạo diễn người Việt Nam (s. 1959)
- 26 tháng 10: Roh Tae-woo, Tổng thống thứ 6 của Hàn Quốc (s. 1932)
- 30 tháng 10: Basílio do Nascimento, Giám mục người Đông Timor (s. 1950)

### Tháng 11

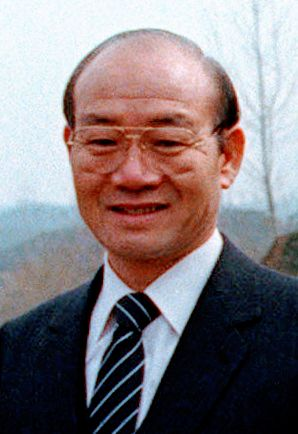
Chun Doo-hwan

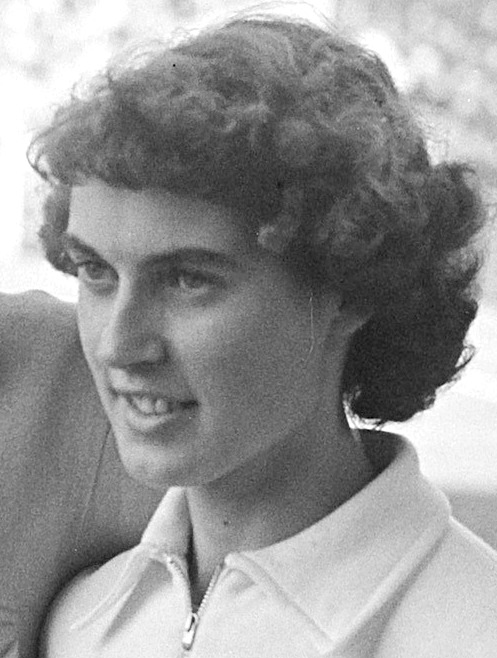
Dorothy Manley

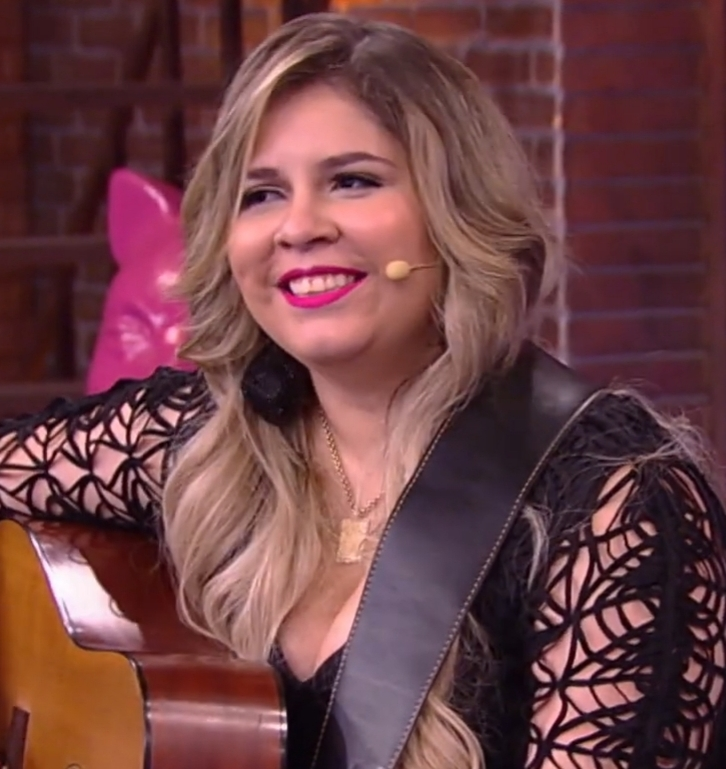
Marília Mendonça

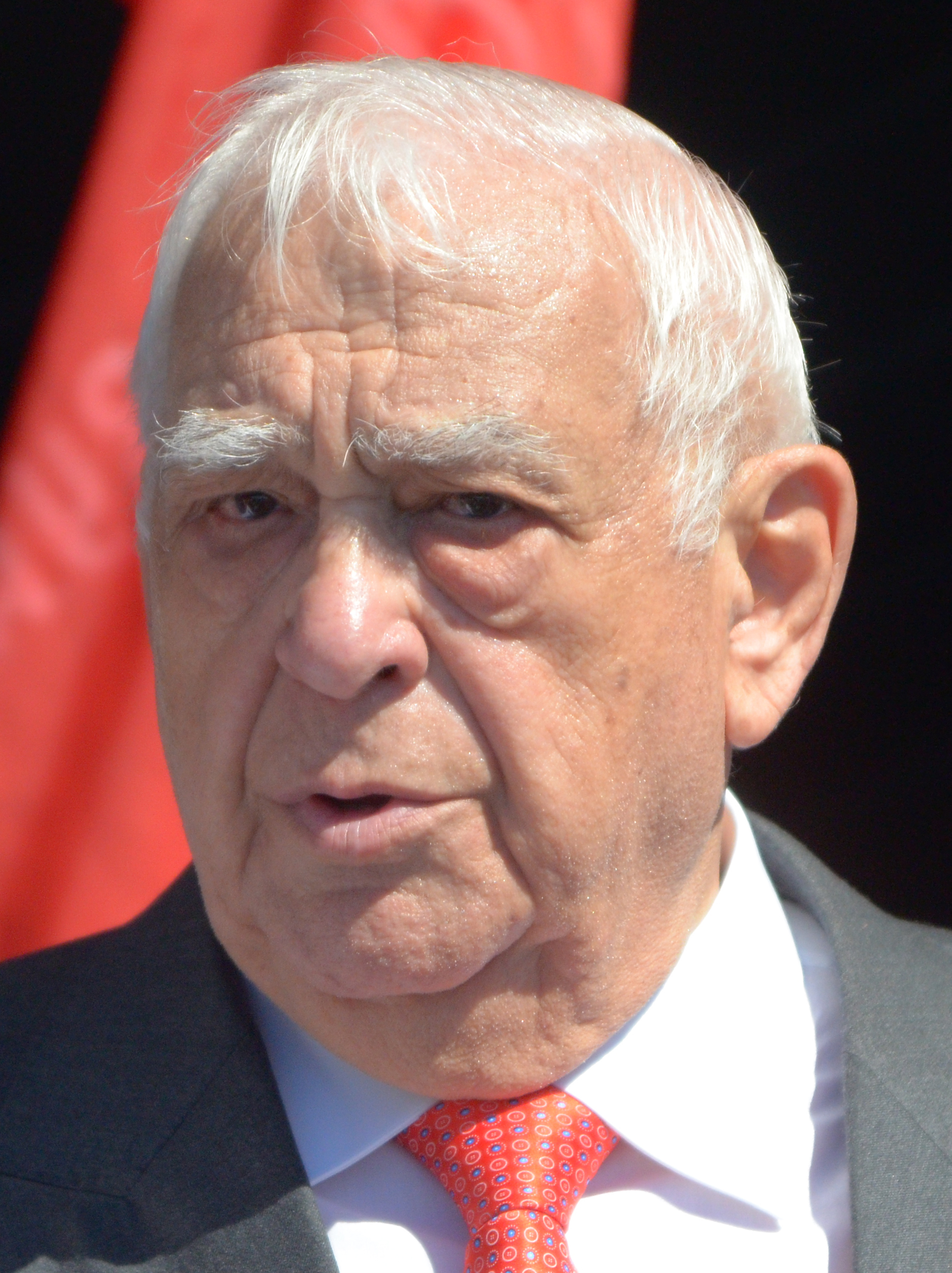
Yukhym Zvyahilsky

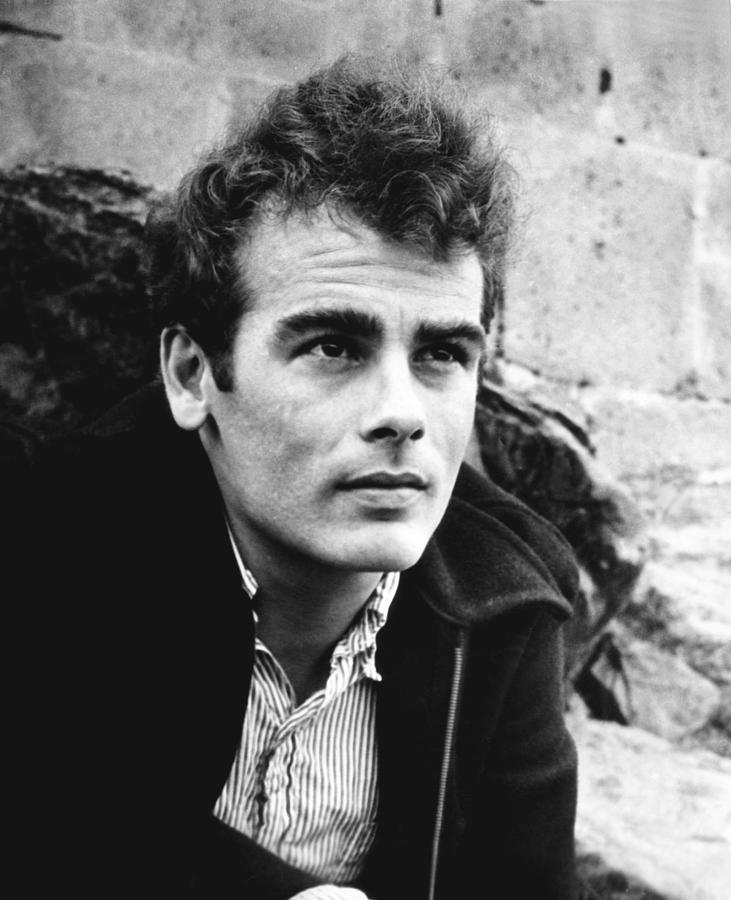
Dean Stockwell

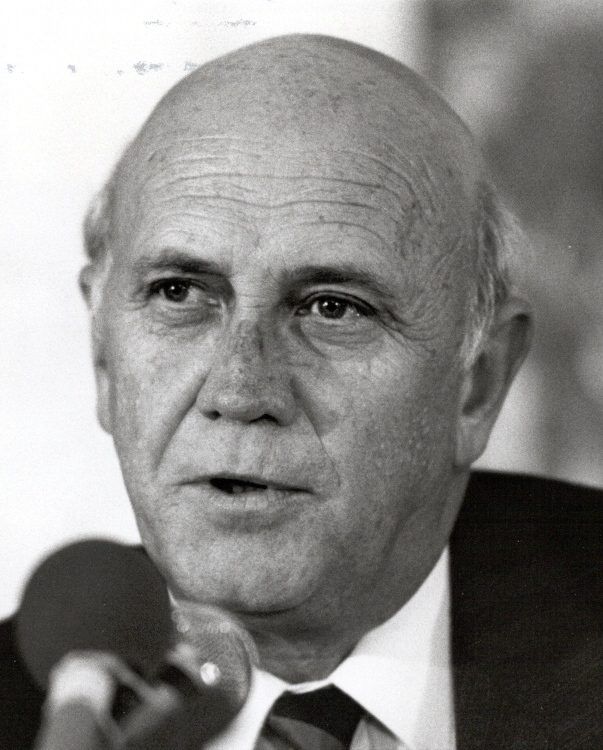
F. W. de Klerk

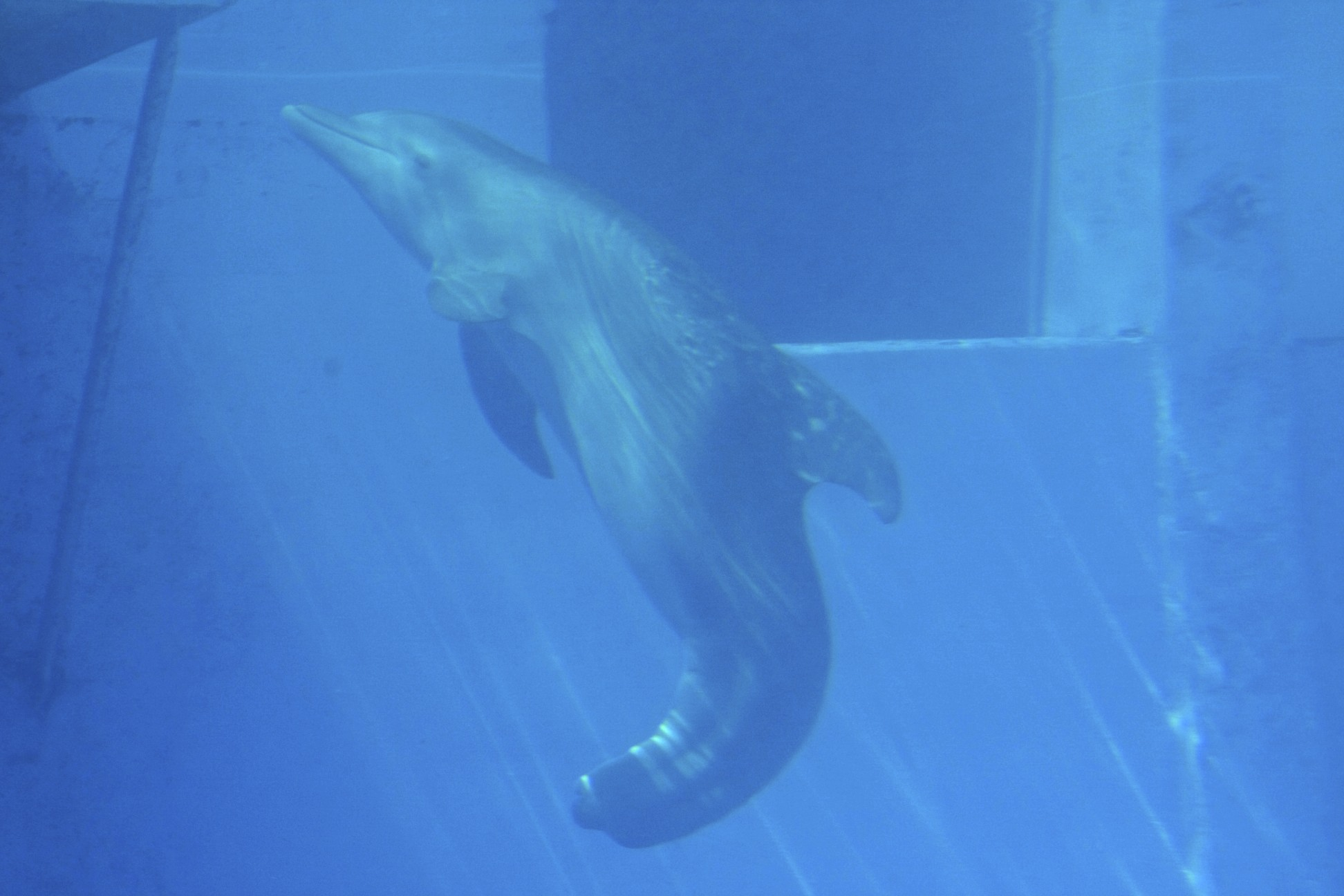
Winter

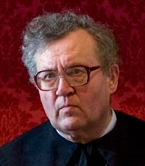
Matthew Festing

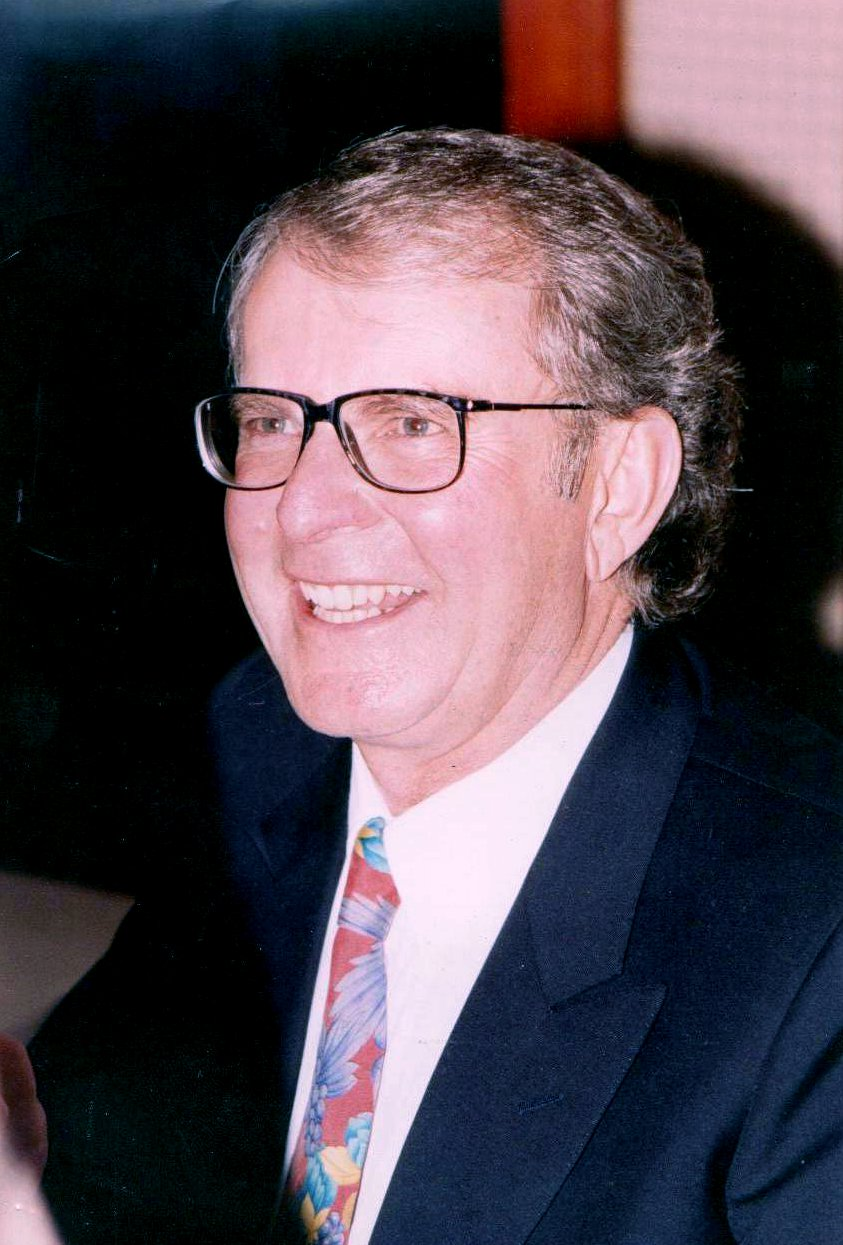
Wilbur Smith

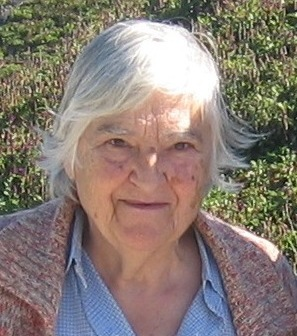
Etel Adnan

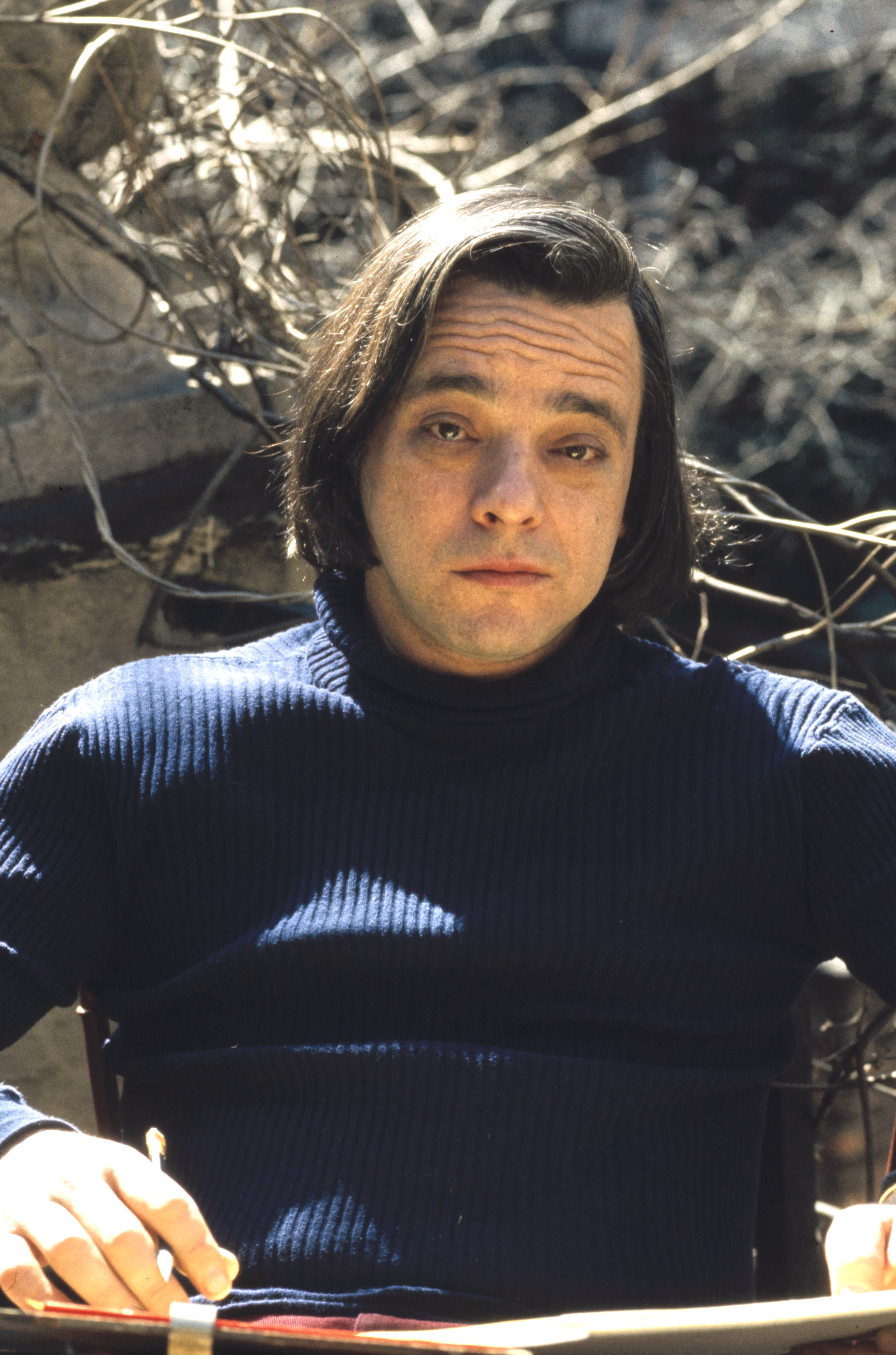
Stephen Sondheim

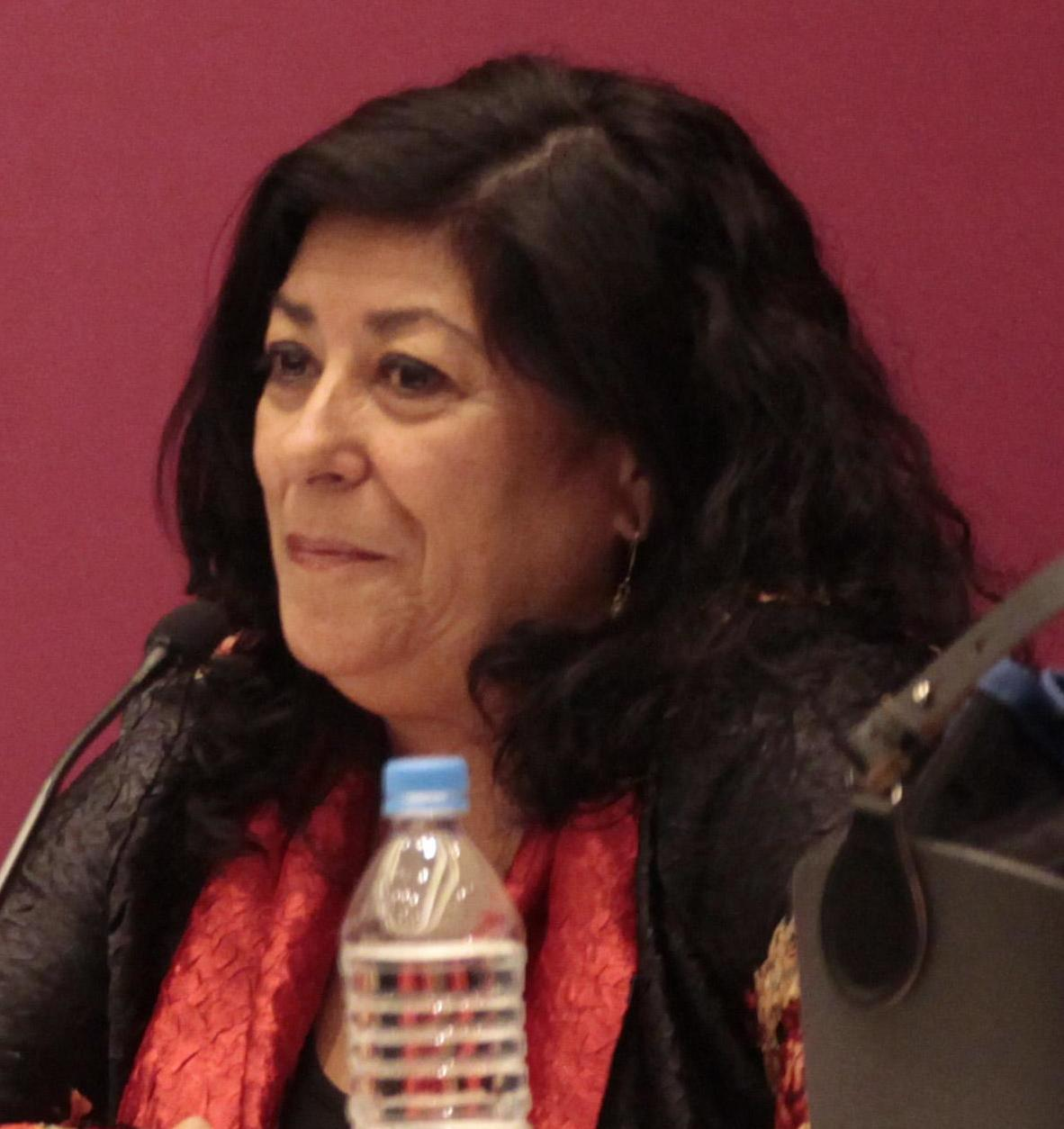
Almudena Grandes

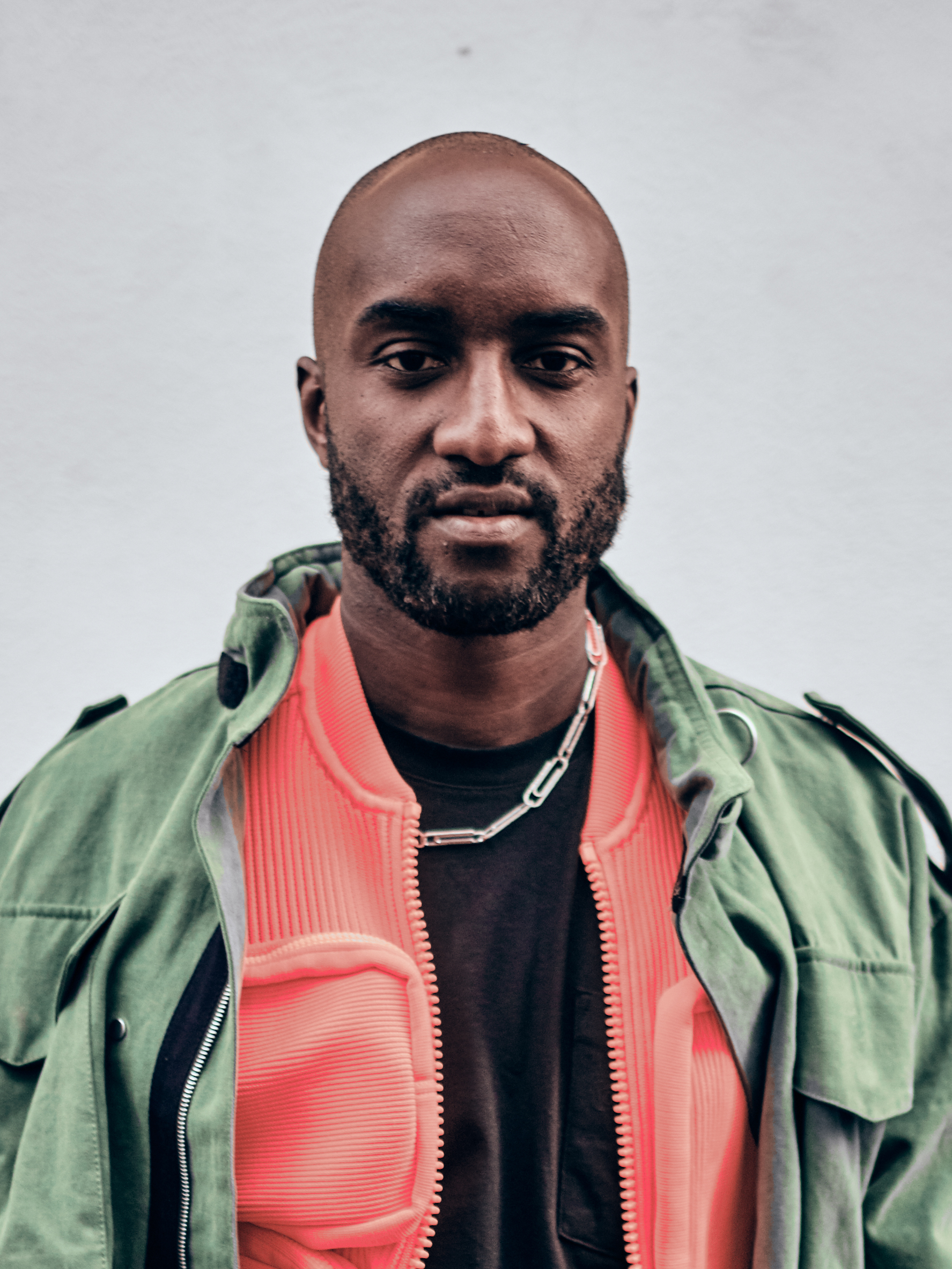
Virgil Abloh

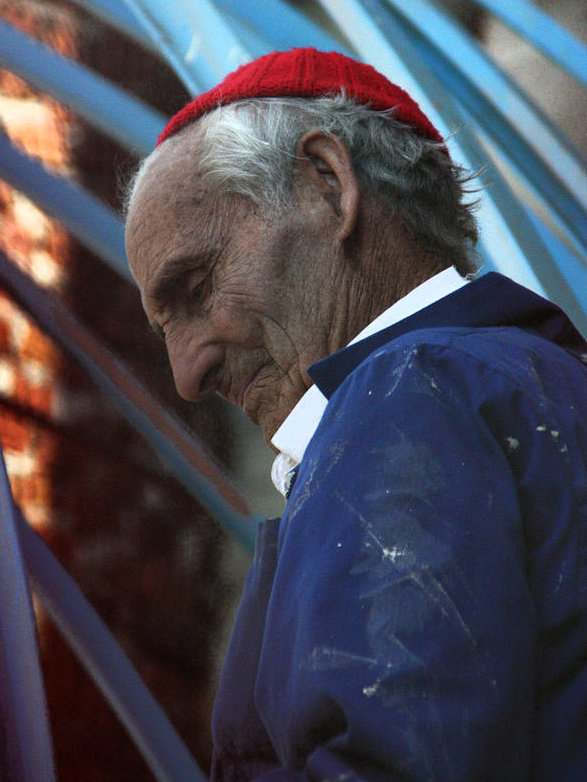
Justo Gallego Martínez

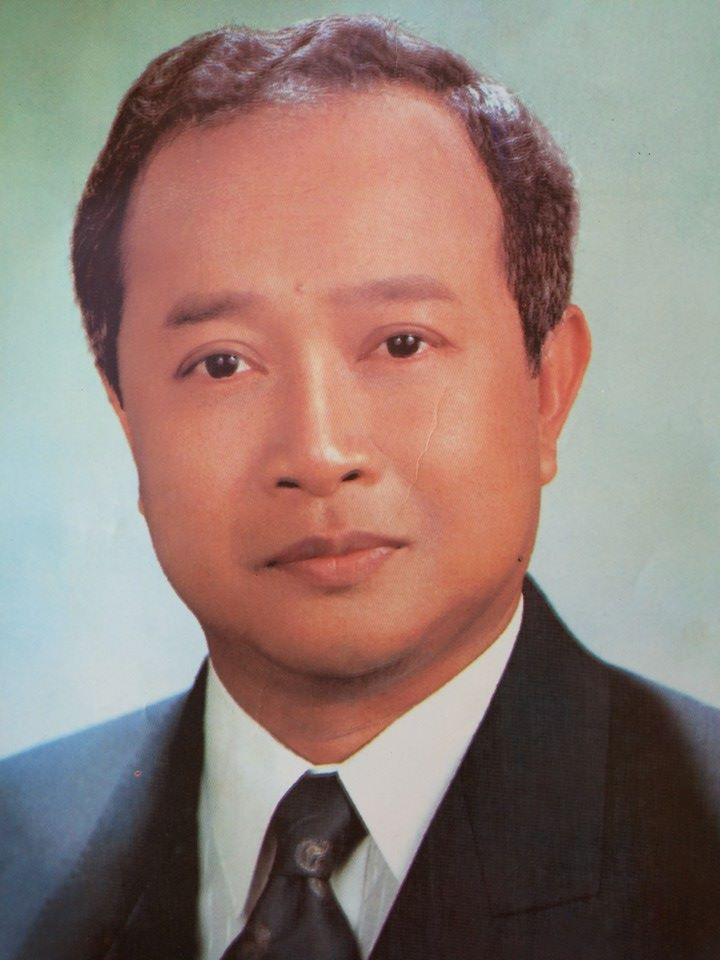
Norodom Ranariddh

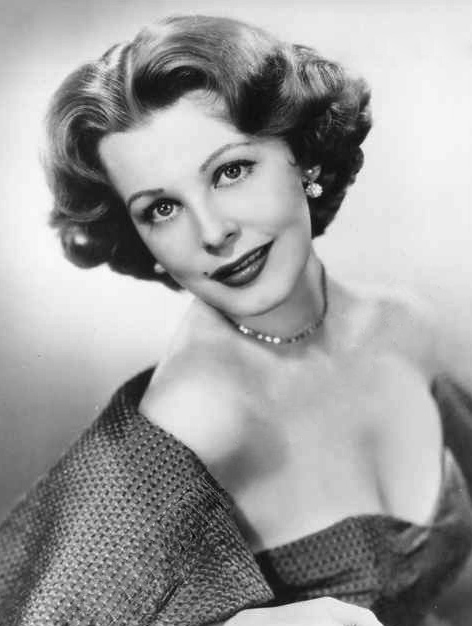
Arlene Dahl

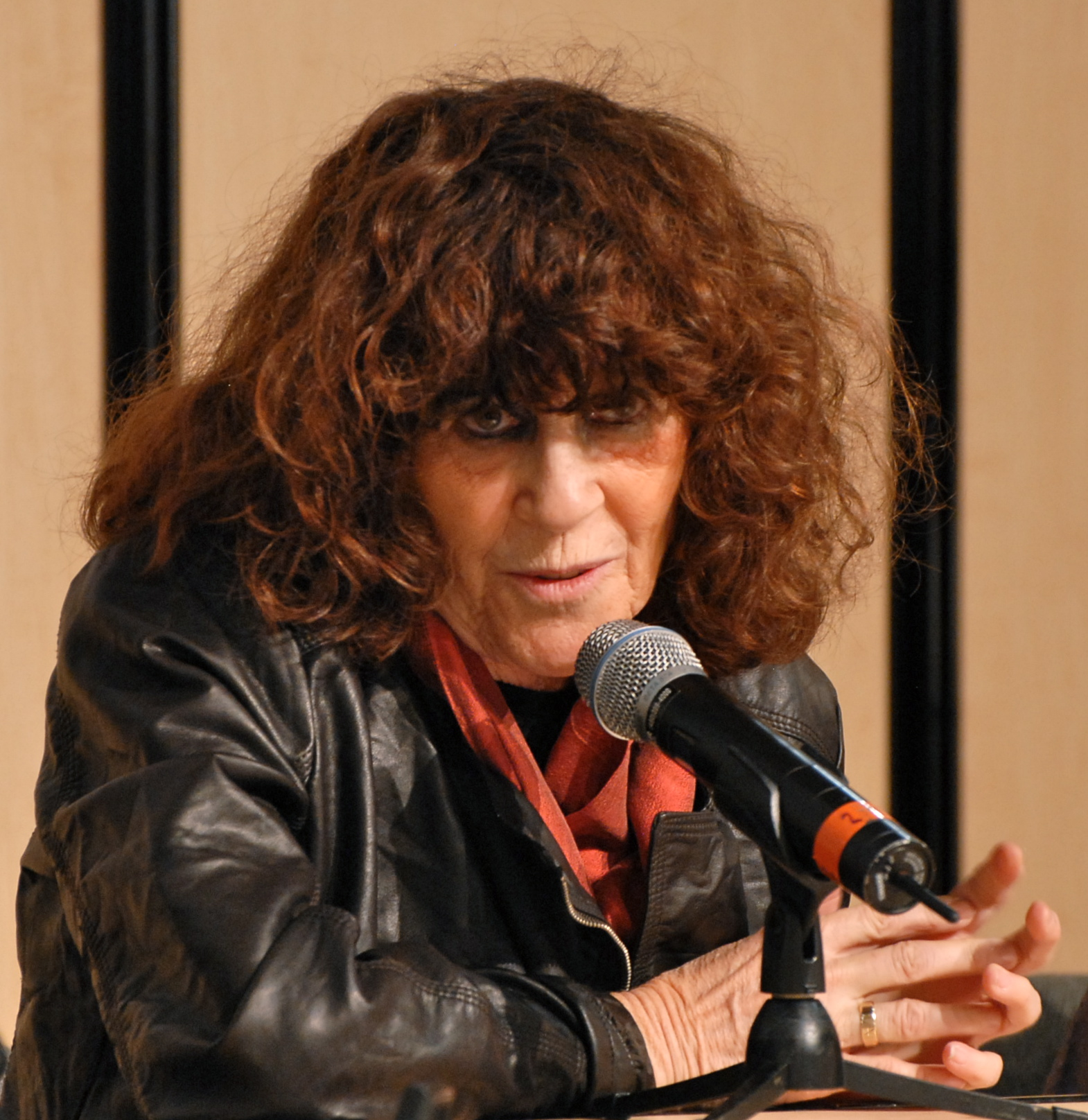
Marie-Claire Blais

- 2 tháng 11: Kim Thủy, nghệ sĩ cải lương người Việt Nam, qua đời vì COVID-19 (s. 1956)
- 8 tháng 11: Bảo Giang, diễn viên hài người Việt Nam (s. 1962)
- 23 tháng 11: Chun Doo-hwan, Tổng thống thứ 5 của Hàn Quốc (s. 1931)
- 25 tháng 11:
  - Nguyễn Hồng Nhị, là một sĩ quan cao cấp của Quân đội nhân dân Việt Nam (s. 1936)
  - Mỹ Lợi, nghệ sĩ cải lương người Việt Nam (s. 1964)
- 26 tháng 11: Hà Mạnh Trí, Nguyên Viện trưởng Viện KSND tối cao Việt Nam (s. 1942)
- 27 tháng 11: Nguyễn Tiến, nhạc sĩ người Việt Nam (s. 1953)
- 28 tháng 11:
  - Trần Doãn Kỷ, là một sĩ quan cao cấp của Quân đội nhân dân Việt Nam (s. 1927)
  - Norodom Ranariddh, thủ tướng thứ 35 của Campuchia (s. 1944)

### Tháng 12

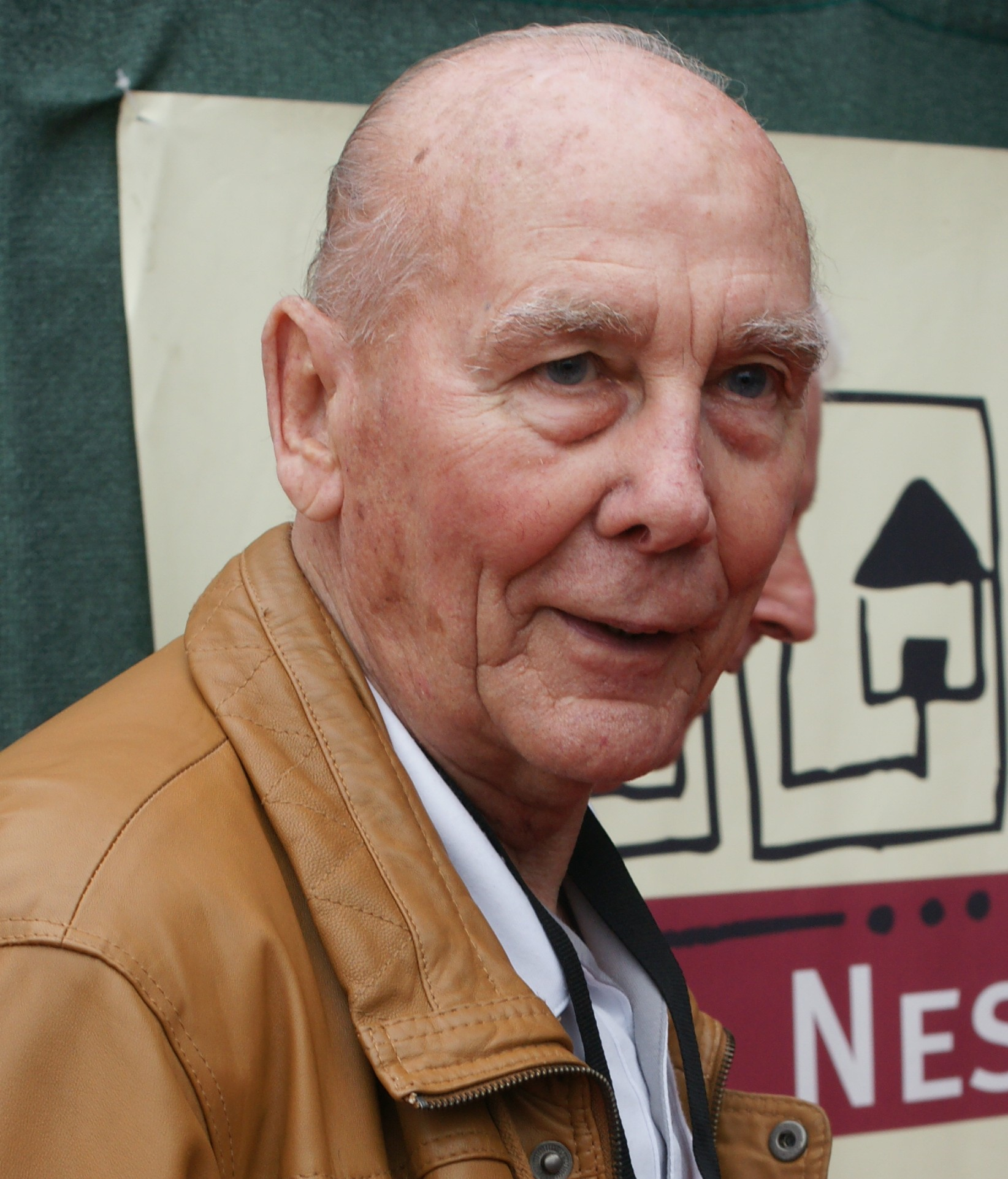
Horst Eckel

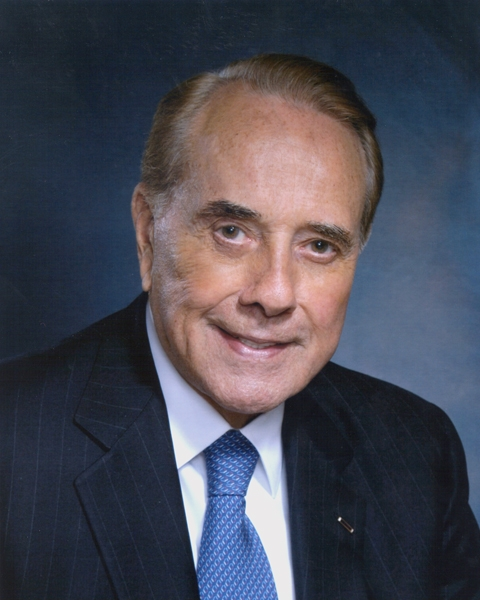
Bob Dole

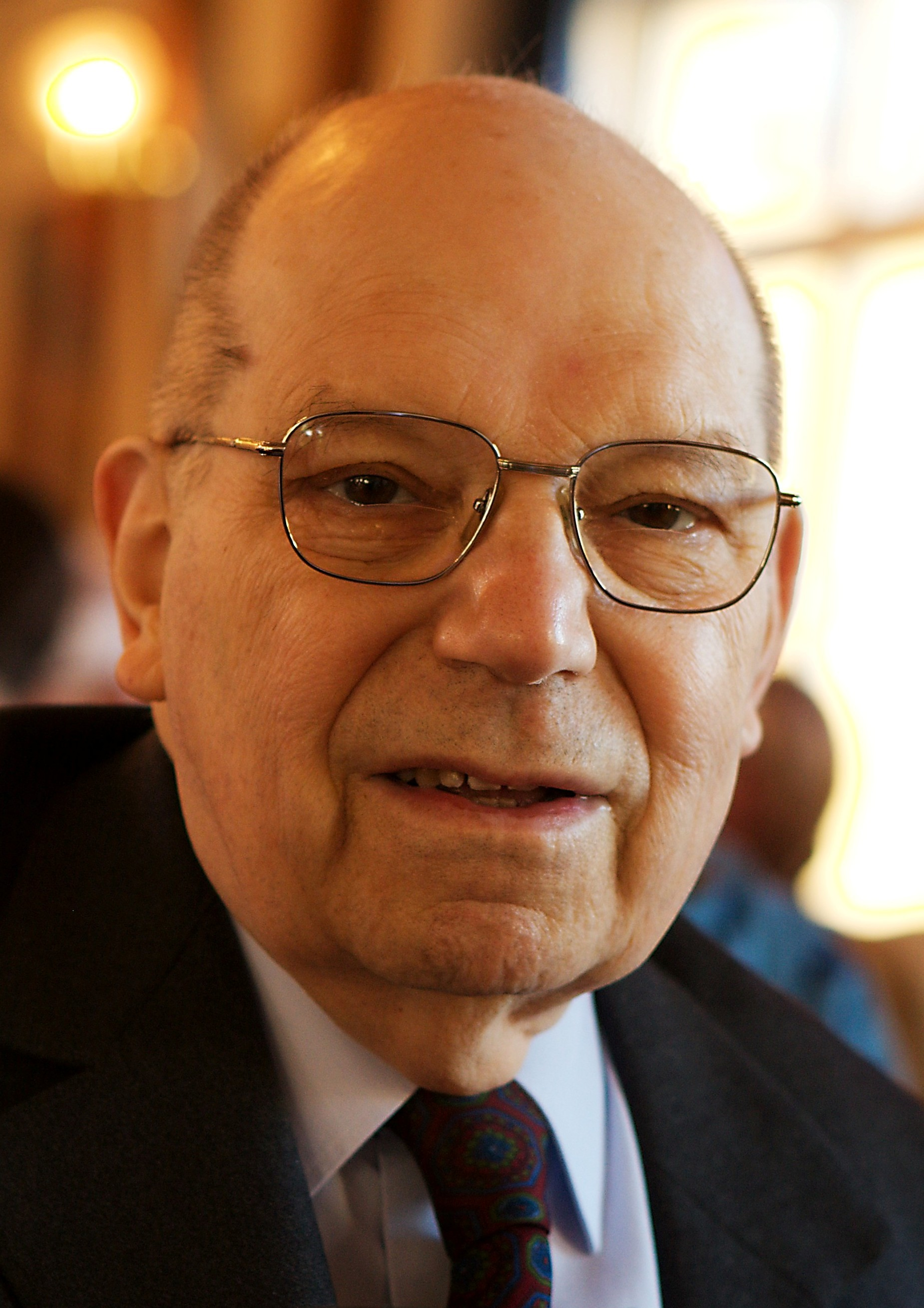
Jacques Tits

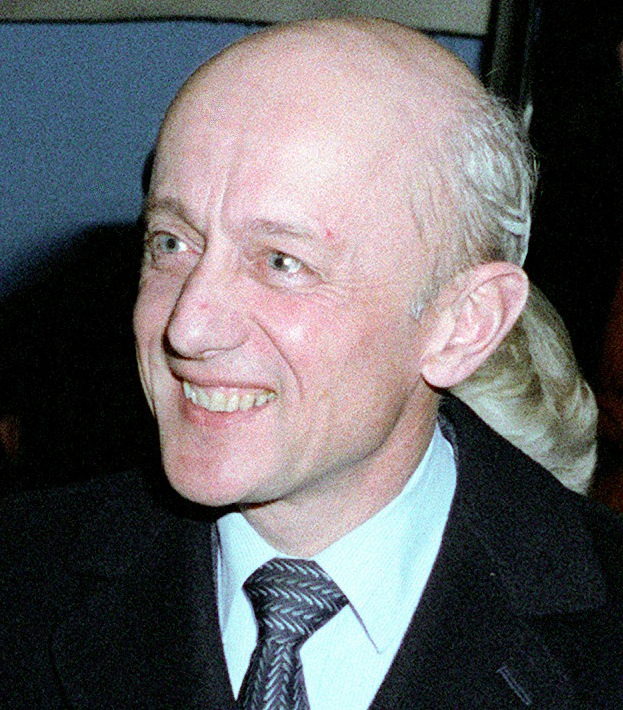
Kåre Willoch

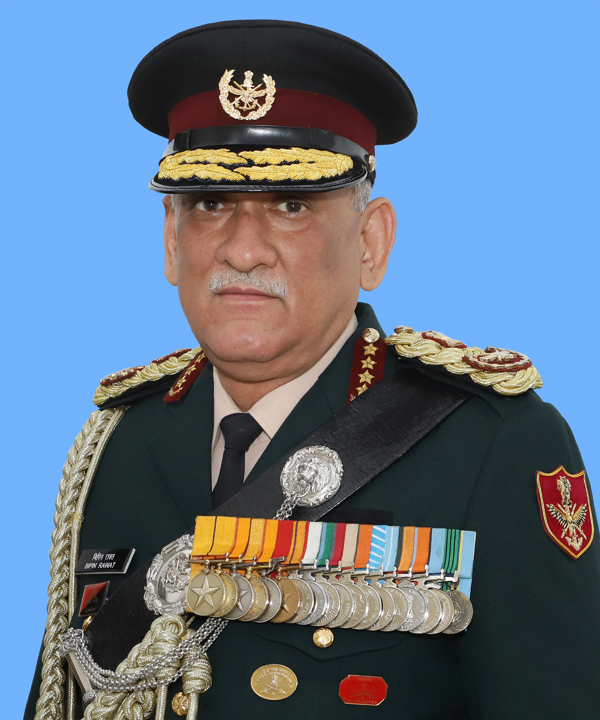
Bipin Rawat

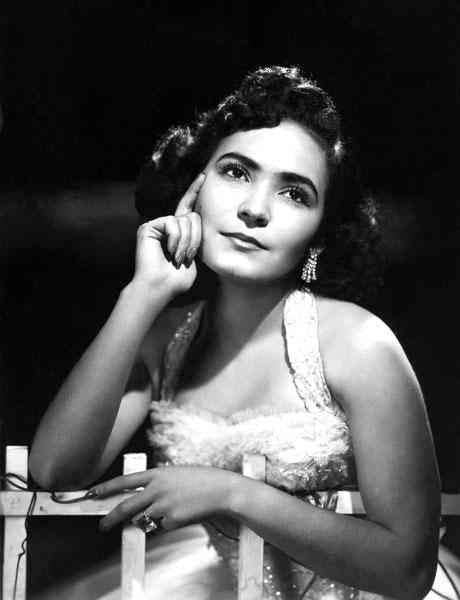
Carmen Salinas

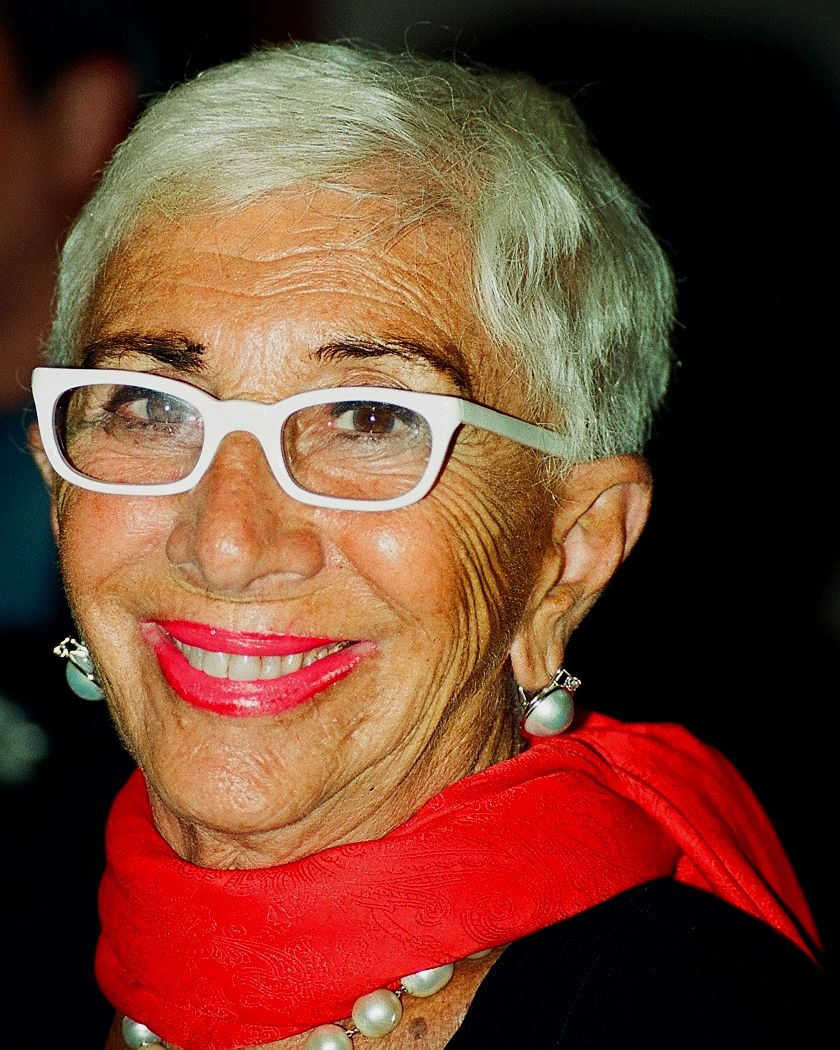
Lina Wertmüller

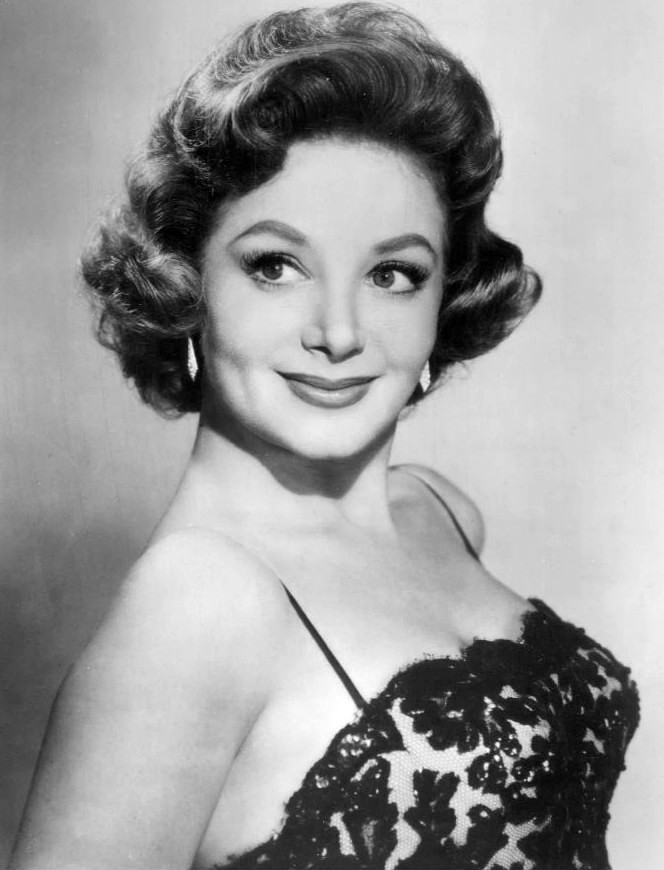
Cara Williams

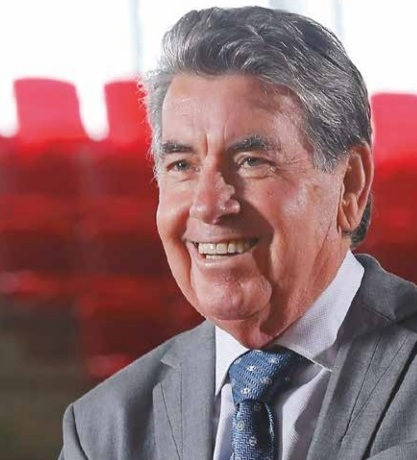
Manuel Santana

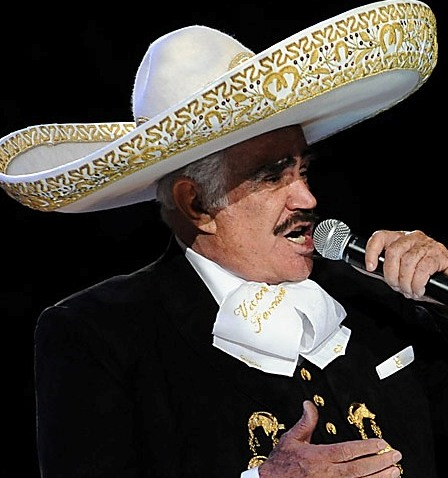
Vicente Fernández

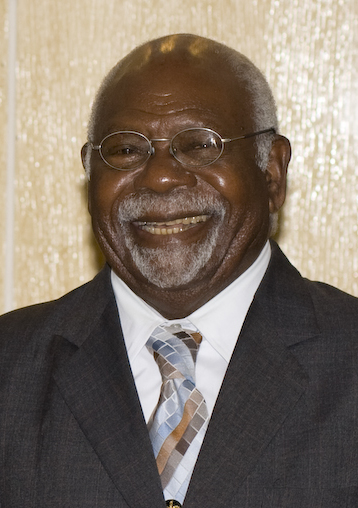
Sir Paulias Matane

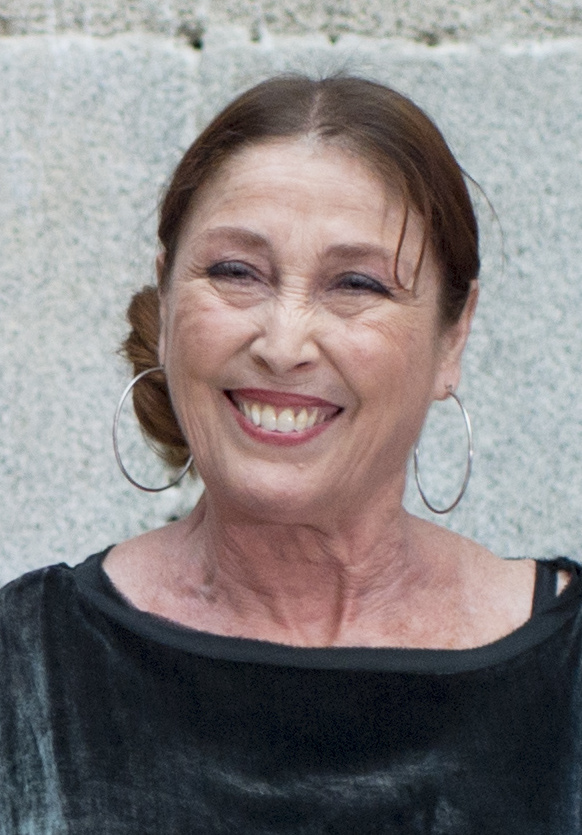
Verónica Forqué

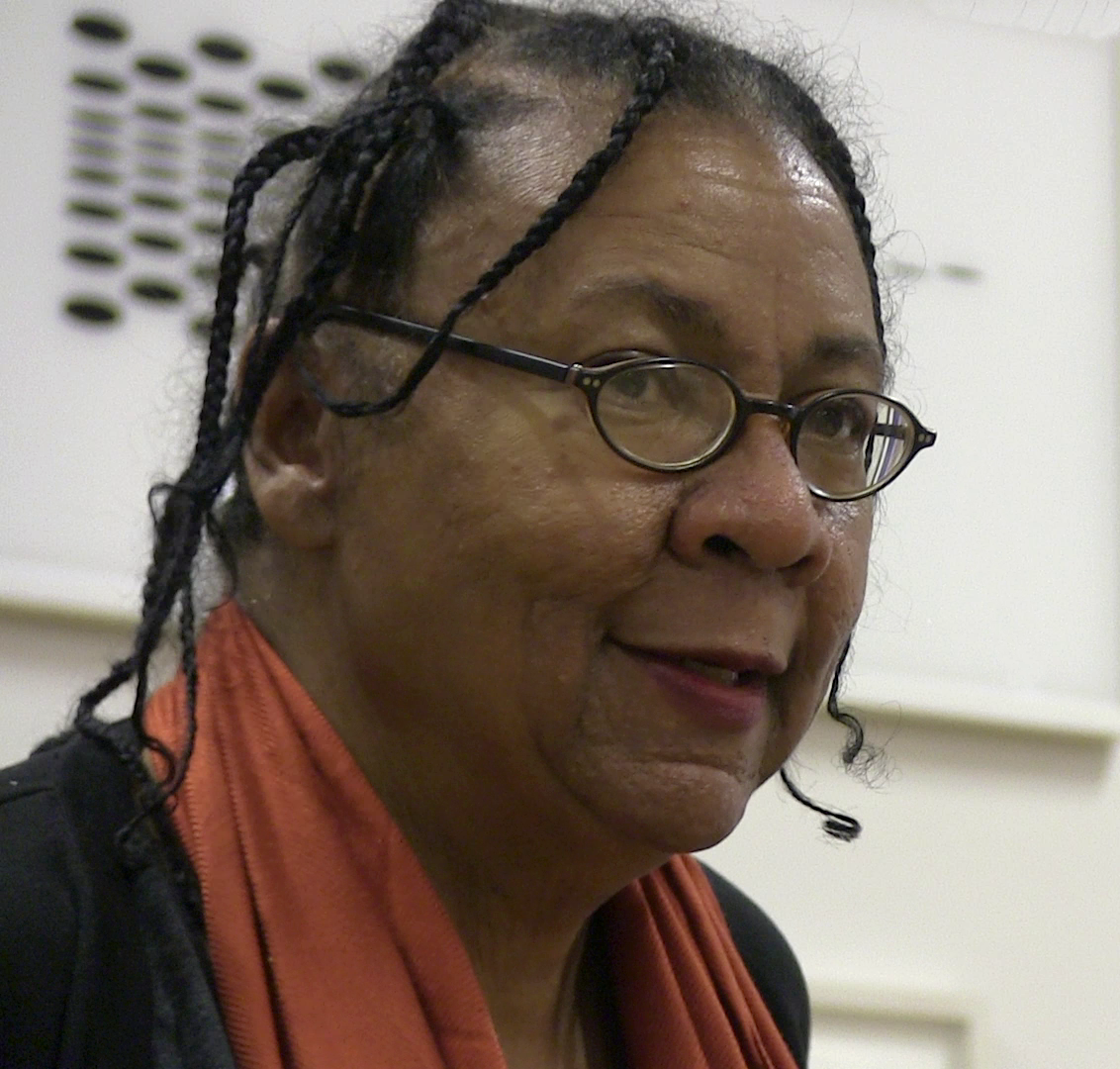
bell hooks

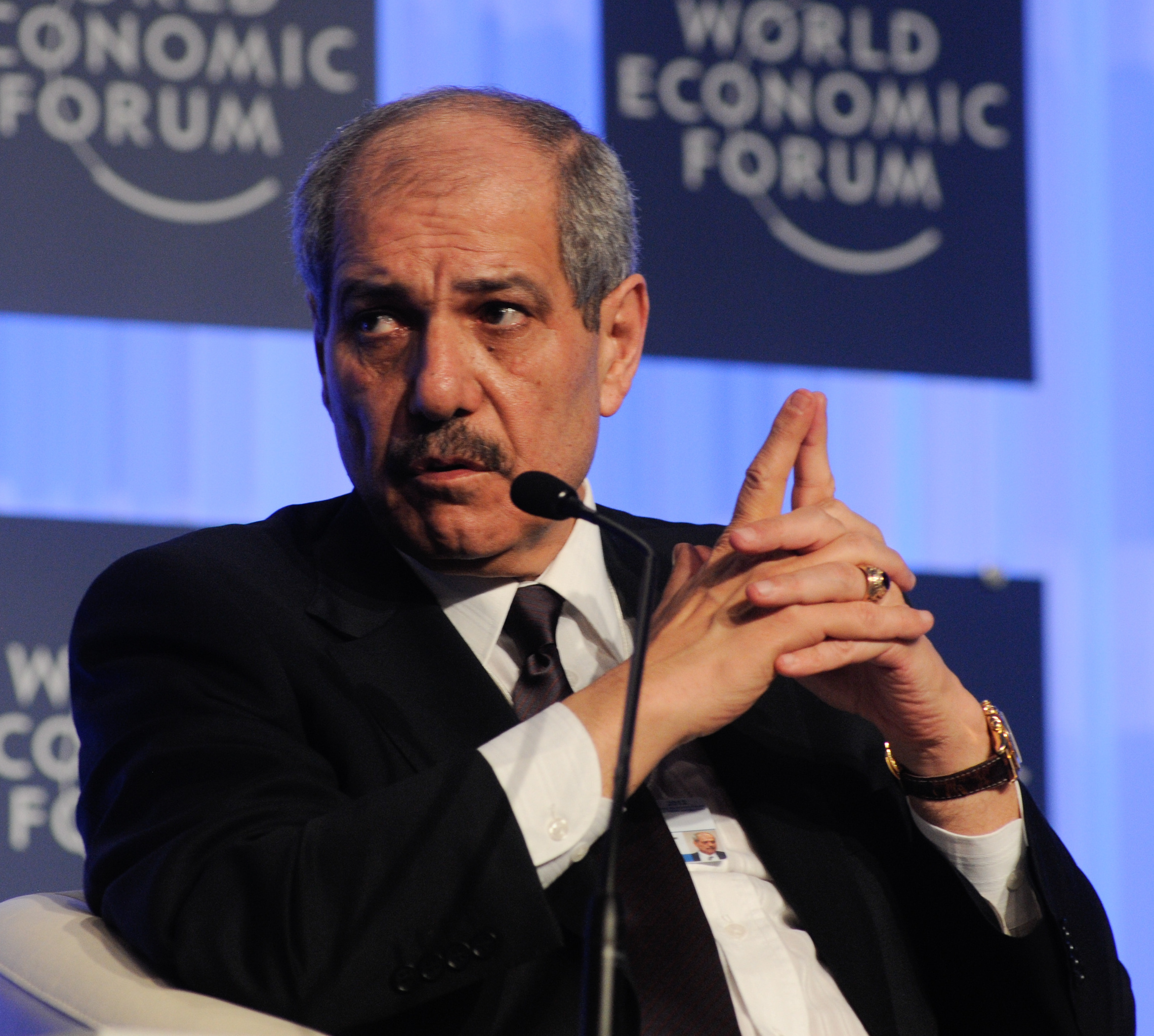
Fayez Tarawneh

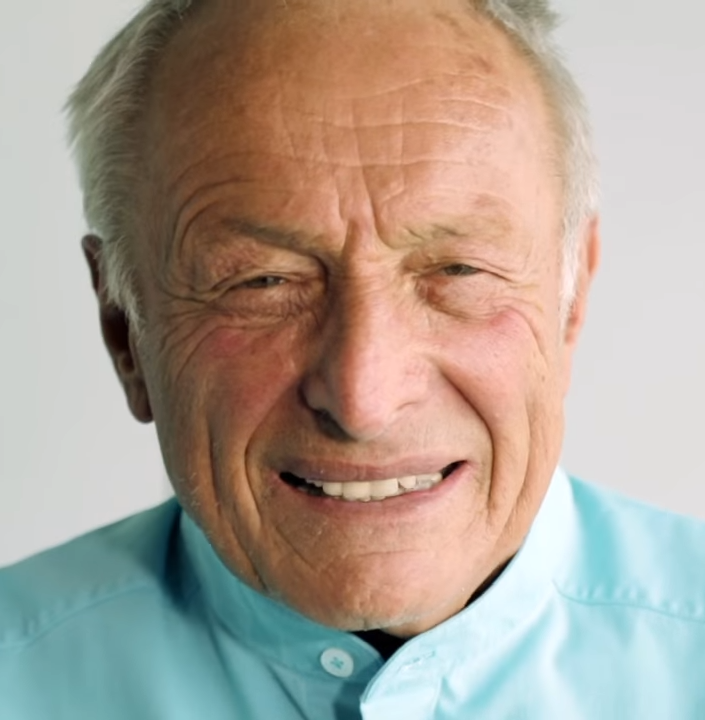
Richard Rogers

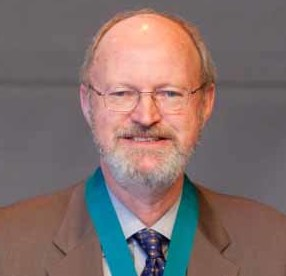
Robert H. Grubbs

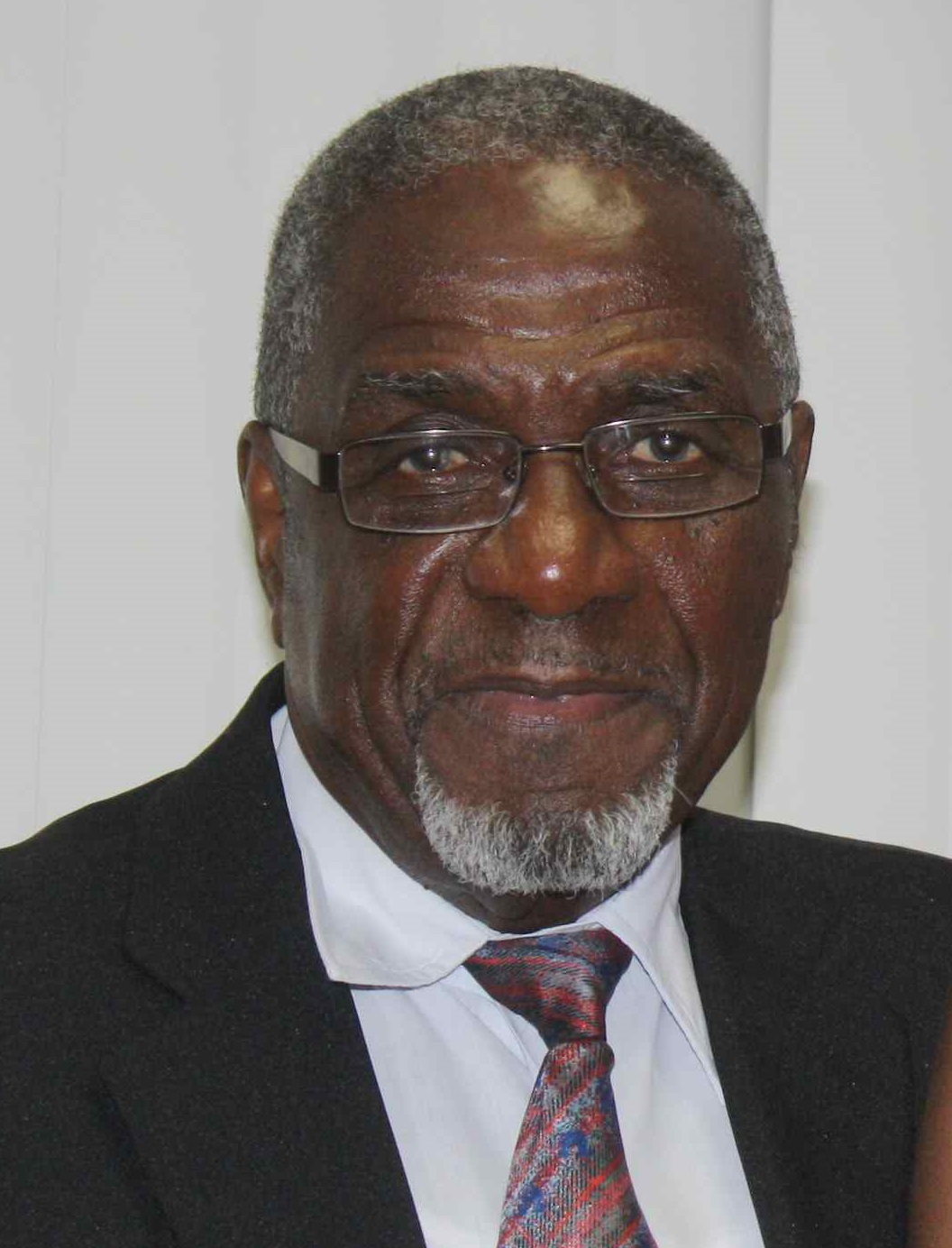
Sir Carlyle Glean

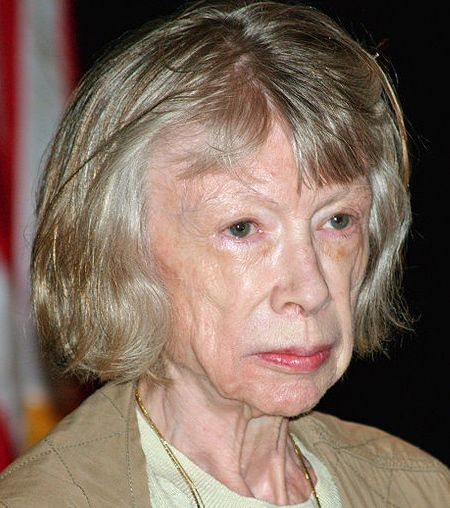
Joan Didion

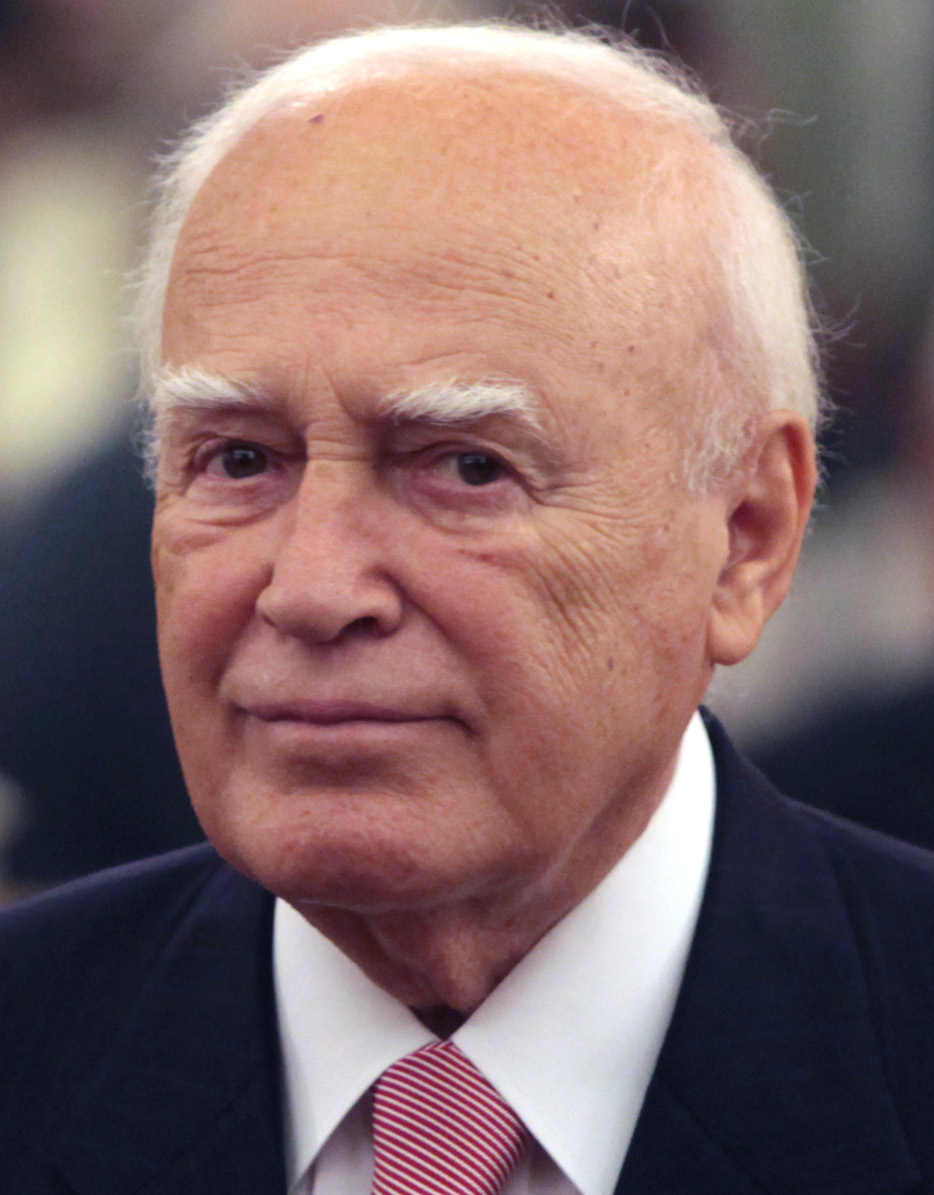
Karolos Papoulias

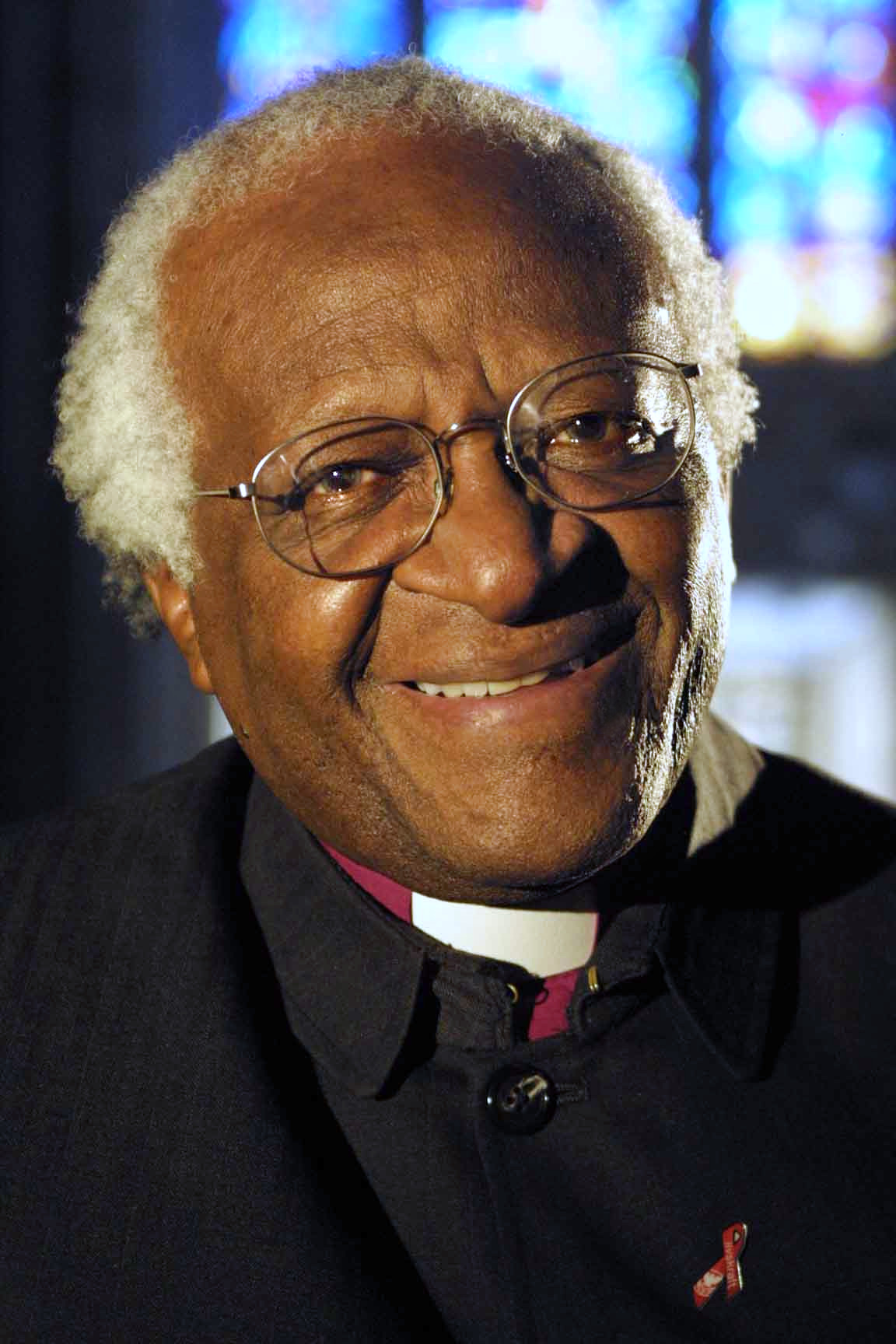
Desmond Tutu

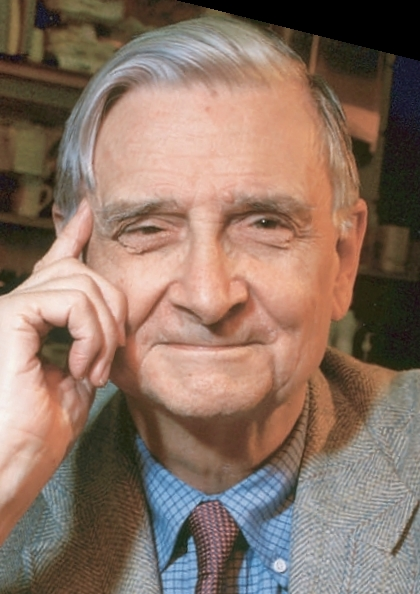
E. O. Wilson

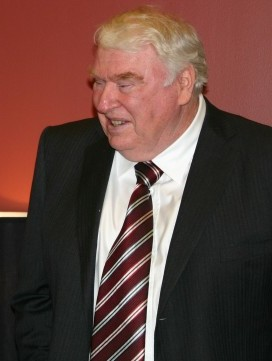
John Madden

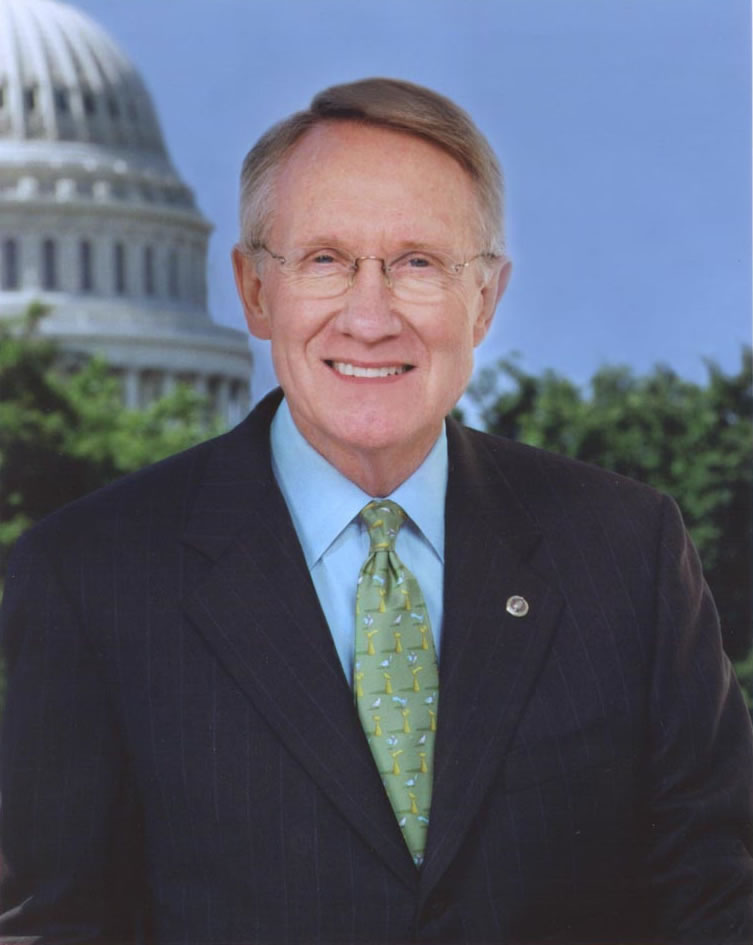
Harry Reid

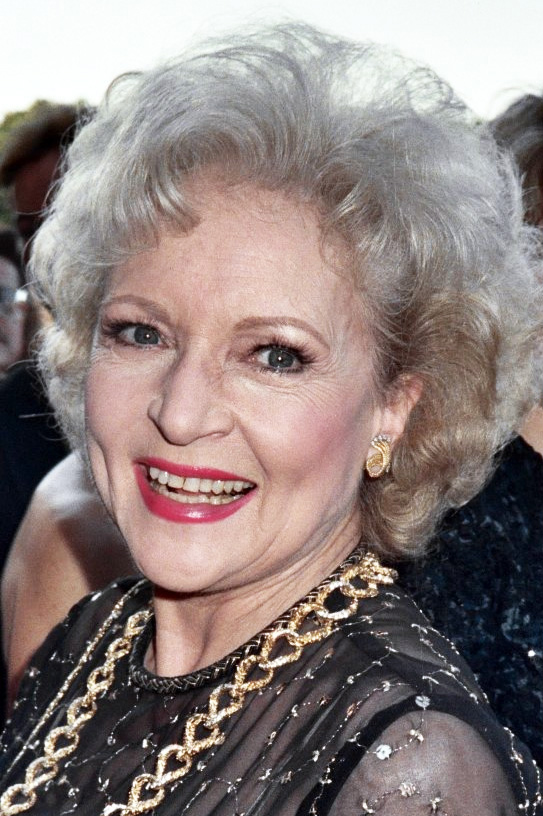
Betty White

- 5 tháng 12: Bob Dole, chính khách Mỹ (s. 1923)
- 8 tháng 12: Phú Quang, nhạc sĩ người Việt Nam (s. 1949)
- 11 tháng 12: Ngô Quốc Linh, ca sĩ người Việt Nam, qua đời vì COVID-19 (s. 1971)
- 15 tháng 12: Mai Thành, nghệ sĩ người Việt Nam (s. 1939)
- 18 tháng 12:
  - Phạm Chí Thành, ca sĩ người Việt Nam (s. 1996)
  - Drakeo the Ruler, rapper người Mỹ (s. 1993)
- 22 tháng 12: Nguyễn Hiền, thiếu tướng người Việt Nam (s. 1930)
- 23 tháng 12: Thanh Kim Huệ, nghệ sĩ ưu tú, nghệ sĩ cải lương Việt Nam, được nổi tiếng với vai diễn "Thị Hến" (s. 1954)
- 26 tháng 12:
  - Karolos Papoulias, Tổng thống thứ 7 của Hy Lạp (s. 1929)
  - Desmond Tutu, nhà hoạt động nhân quyền người Nam Phi, nhận giải Nobel Hòa bình năm 1984 (s. 1931)
  - Trúc Thông, nhà thơ người Việt Nam (s. 1940)
- 27 tháng 12: Minh Sang, nghệ sĩ ưu tú, nghệ sĩ cải lương Việt Nam (s. 1946)
- 28 tháng 12: Harry Reid, chính khách Mỹ (s. 1939)
- 30 tháng 12: Trần Quang Hải, con trai trưởng giáo GS Trần Văn Khê (s.1944)
- 31 tháng 12: Betty White, diễn viên người Mỹ (s. 1922)

## Các giải Nobel
- Sinh lý học và Y khoa: David Julius và Ardem Patapoutian cho khám phá của họ về cơ chế thụ cảm nhiệt độ và xúc giác.
- Vật lý: Manabe Syukuro và Klaus Hasselmann cho thiết lập mô hình vật lý của hệ thống khí hậu Trái Đất, định lượng sự thay đổi và dự đoán sự ấm lên toàn cầu một cách tin cậy; Giorgio Parisi cho khám phá mối liên hệ tác động lẫn nhau giữa các thăng giáng và mất trật tự trong các hệ vật lý từ cấp nguyên tử đến hành tinh.
- Hoá học: Benjamin List và David MacMillan cho nghiên cứu phát triển các phân tử xúc tác hữu cơ bất đối xứng.
- Văn học: Abdulrazak Gurnah cho sự thâm nhập không khoan nhượng và nhân ái của ông đối với những tác động của chủ nghĩa thực dân và số phận của những người tị nạn trong hố sâu ngăn cách giữa các nền văn hóa và lục địa.
- Kinh tế: David Card, Joshua Angrist và Guido Imbens[69]
- Hoà bình: Maria Ressa và Dmitry Andreyevich Muratov cho những nỗ lực để bảo vệ quyền tự do ngôn luận, một điều kiện tiên quyết cho dân chủ và hòa bình lâu dài.